# Storia della scultura in Abruzzo

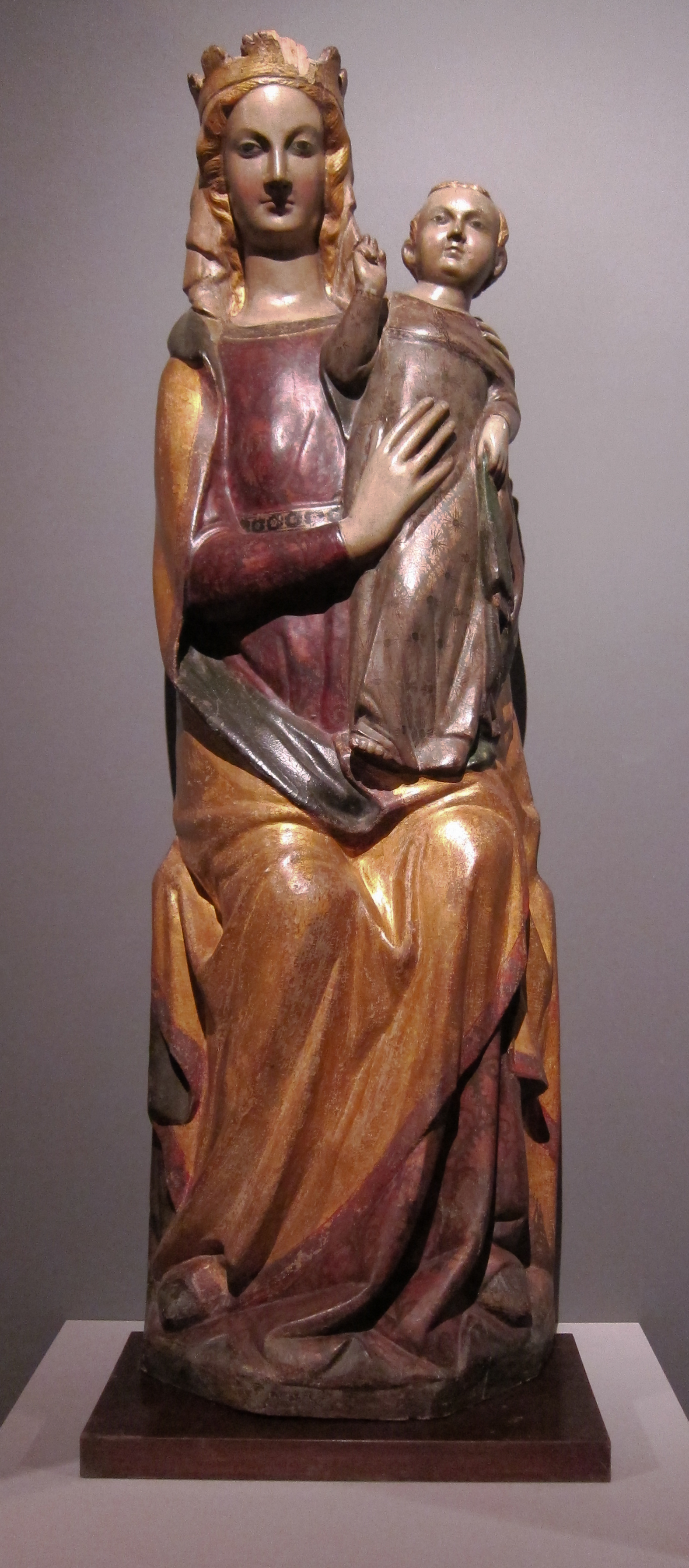
Madonna del Maestro di San Silvestro, proveniente dalla chiesa di San Silvestro all'Aquila, conservata nel Museo Nazionale d'Abruzzo

La pagina illustra la storia della scultura in Abruzzo, dalle origini a oggi.

## Sculture antiche, italiche e romane

### Statuette votive neolitiche
Risalendo all'epoca del Paleolitico e del Neolitico, in Abruzzo le prime forme di scultura si mostrarono mediante l'industria litica, ossia della pietra. La selce e altre varietà litiche vennero scheggiate per formare lance e armi di difesa e da guerra. Più avanti nel tardo Paleolitico comparvero la ceramica, e utensili domestici, come attrezzi da cucina, da caccia e di agricoltura e allevamento. I ritrovamenti dell'epoca neolitica di maggior interesse sono stati fatti nelle necropoli di Campovalano, Fossa e nella grotta dei Piccioni di Bolognano. Soprattutto nelle necropoli, a partire dal tardo neolitico sino alla colonizzazione del territorio abruzzese delle popolazioni dei Sanniti (IX-VIII secolo a.C.), è evidente la stratigrafia del passaggio di diverse tribù. I corredi funebri sopravvissuti appartengono a personaggi influenti, come sovrani o re-guerrieri (IX secolo a.C.).

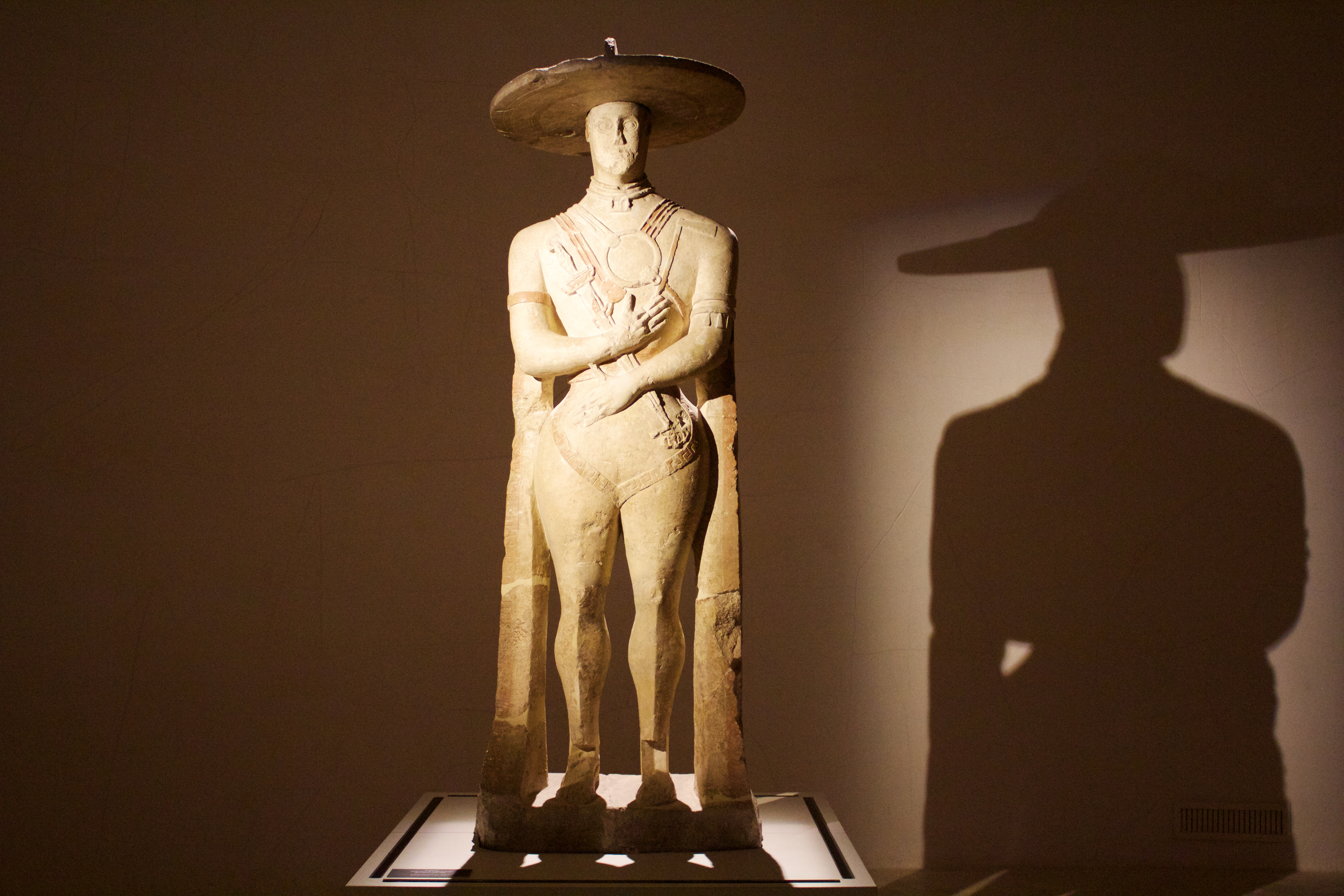
Guerriero di Capestrano.

Gran parte del materiale rinvenuto negli scavi in Abruzzo, è stato trasferito nella collezione del Museo Archeologico Nazionale d'Abruzzo a Villa Frigerj di Chieti.
Materiale era esposto in collezioni già dall'800, ad esempio nel museo civico di Vasto, poi confluito nei musei di Palazzo d'Avalos; poi mel 1938 nell'Antiquarium Teatinum, attualmente presso il museo archeologico La Civitella, poi nel 1952 ci fu l'istituzione del museo archeologico nazionale a Chieti, dove confluirono varie collezioni private, tra cui la collezione di Giovanni Pansa, insieme a recenti rinvenimenti.
Dell'epoca più antica risalgono delle steli funerarie con iscrizione osche e l'immagine del defunto, rinvenute a Monte San Giorgio a Penna Sant'Andrea (Te), conservate dal 2011 in una sala insieme con il guerriero di Capestrano. Siamo nell'epoca italica (VI-V secolo a.C.), e ovviamente il tutto si risolve in decorazioni molto stilizzate e rozze, dove la scrittura e l'informazione circa le origini del defunto la fanno da padrone rispetto alla ricercatezza del particolare, evidente soprattutto nella statua del guerriero Nevio Pompuledio.
Tuttavia la committenza del sovrano vestino Nevio Pompuledio di Aufinum, risulta essere molto elaborata, sicché gli studiosi vi hanno intravisto un aspetto del viso molto ieratico, collegato probabilmente con le sculture sarde, ma si evince anche una forte influenza molto plastica e realistica di tradizione picena (area forse del teramano?), fortemente influenzata dall'arte etrusca.
Altre opere importanti al museo archeologico di Chieti, sono la statuetta di Cerere, rinvenuta a Rapino, materiale di importazione fenicio, testine in pasta vitrea, elmi di derivazione greca.

### Corredi funebri
Oltre alla grande produzione di ceramica, di cui si parlerà, i corredi funebri rinvenuti nelle varie necropoli dell'Abruzzo, hanno riportato fibule, armi, foderi, elmi e scudi da guerra, che mostrano l'influsso stilistico delle varie genti che hanno avuto sulle popolazioni autoctone durante la conquista italica. Nel periodo maturo, quando i Sanniti si stanziarono definitivamente in Abruzzo, sparpagliandosi nelle tribù dei Marsi, Marrucini, Peligni, Frentani e Vestini, ossia dal VII secolo in poi, si può avere una definizione precisa della diversificazione artistica territoriale della regione. Infatti leggendo i manufatti ritrovati, sempre per quanto ci è possibile stabilire a causa dei diversi furti che si compirono durante i ritrovamenti nelle campagne, si può ben capire la diversità sociale e la potenza politico-economica di diversi popoli italici d'Abruzzo, poiché maggiori ritrovamenti, con pezzi d'arte davvero raffinati e notevoli, si hanno nel territorio antico di Teate (Chieti), Anxanum (Lanciano), Sulmona, Histonium (Vasto) e Amiternum (L'Aquila).
Bisogna tuttavia ben distinguere storicamente e artisticamente la differenza tra arte italica pre-romana, e quella prodotta durante la conquista di Roma dal II secolo a.C. in poi. Dunque in merito a ciò, i reperti italici autentici sono relativamente pochi, se si considera la maggior parte dei ritrovamenti funerari di lance e armi per il corredo maschile, e ceramiche, vasellame, pettini e ornamenti da toeletta e da cucina per i corredi femminili

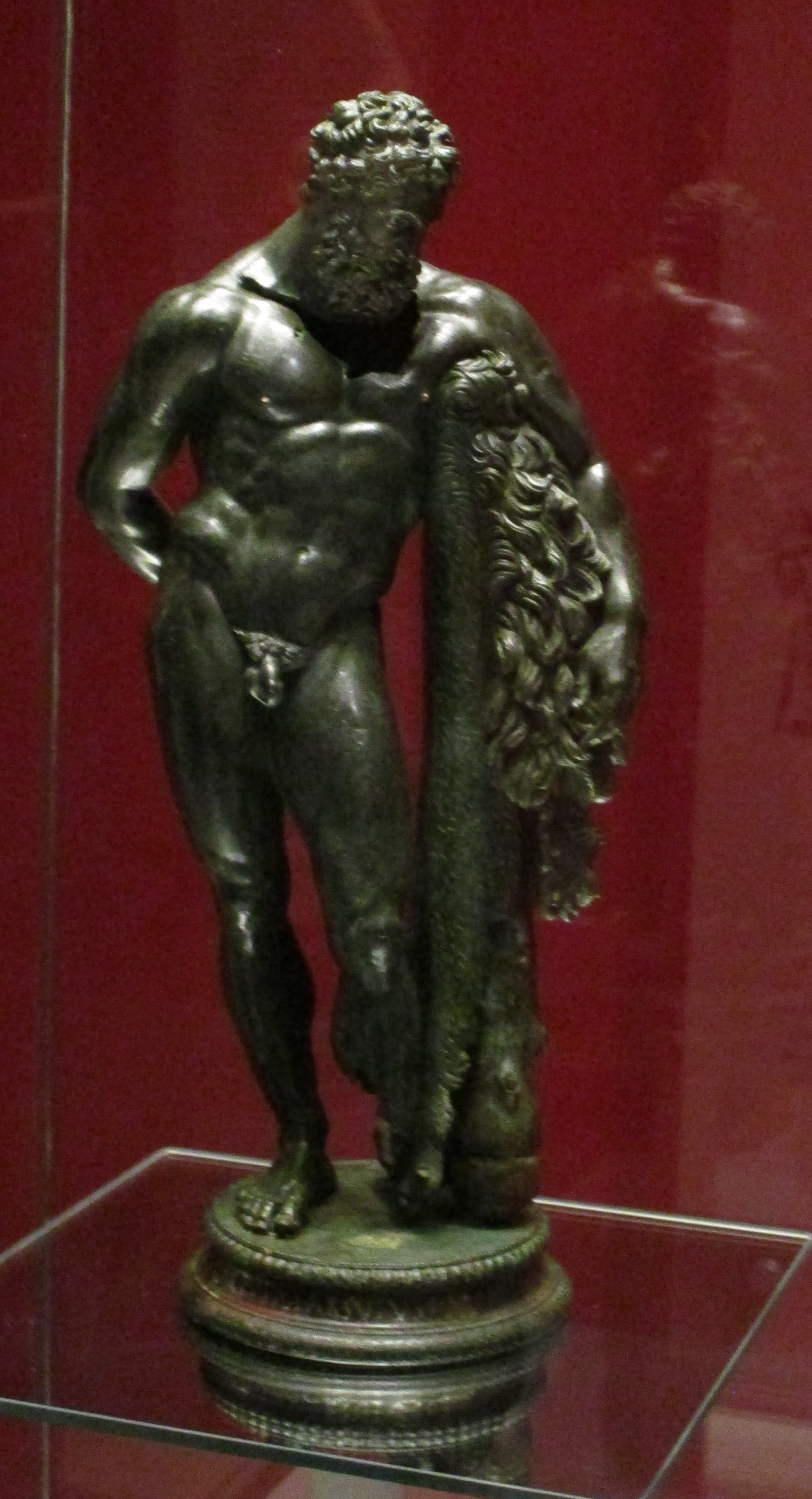
Eracle a riposo, rinvenuto nel santuario italico di Sulmona.

Molto elaborati, erano i triclini funebri in ferro e avorio, di cui si conserva molto bene il letto funebre della necropoli di Bazzano, a Chieti, ornato nei manici e nelle gambe da teste umane, divine e animali.

### Il patrimonio archeologico di Chieti
Nel Museo archeologico della Civitella di Chieti, presso l'anfiteatro, si conserva un interessante frontone dei templi italici della Triade, prima della colonizzazione romana che impose la Triade Capitolina, spostando a Teate l'area sacra presso il foro dei Tempietti Giulio-Claudi. Da qui si può ben capire come la scultura e l'architettura (IV secolo a.C.) avesse già subito un notevole balzo in avanti quanto a decorazione e a ricercatezza dei particolari. Il guerriero di Capestrano è solo un tassello della scultura abruzzese italica, di cui rappresenta l'apogeo. La scultura è un monumento funebre del popolo vestino, risalente al VI secolo a.C., in onore del re guerriero Nevio Pompuledio, della tribù di Aufinum (Ofena). Scoperto nel 1934 da un contadino, ha destato immediatamente interesse archeologico per l'integrità conservativa e per la ricercatezza dei particolari e la grazia delle forme, tanto da essere paragonato alle statue di kuroi greci. La statua rappresenta il sovrano in posizione eretta, sorretto lateralmente da due pilastri con l'iscrizione commemorativa in lingua osca; il guerriero è in divisa da guerra, con doppio scudo sul petto e sulla schiena, e con le braccia serrate, tenendo le sue armi da guerra. La fisionomia del volto, con grandi occhi e aspetto inespressivo, hanno condotto gli studiosi a ipotizzare collegamenti con l'arte sarda e le due steli funebri proto-italiche, conservate nella stessa stanza del guerriero.

### Patrimonio archeologico dell'Aquila
Con l'arrivo di Roma, sia i templi, sia i fori, insieme con la scultura, subirono un drastico cambiamento artistico, di cui non è possibile certificare con precisione le peculiarità sincretiche adottate dai popoli abruzzesi, a differenza dell'arte dal Medioevo in poi, cominciando appunto dal romanico. Fatto sta che vennero eretti nuovi templi, teatri, terme, anfiteatri, e anche la scultura, per ricercatezza, miglioramento fisionomico dei personaggi e precisione del dettaglio, fece notevoli passi avanti. Sempre a Chieti si hanno gli esempi della numismatica, della scultura lignea dei triclini e lettighe provenienti da Bazzano e Amiternum, della statua di Eracle a riposo dal tempio di Sulmona. Nel Museo Nazionale d'Abruzzo all'Aquila invece si hanno preziosi fregi in calcare del Corteo funebre di Amiternum (I secolo) e del Calendario liturgico di Amiterno.

## Scultura medievale

### Il romanico
L'Abruzzo è ricchissimo di materiale scultoreo medievale, che testimonia l'antica vita dei suoi insediamenti religiosi urbani e monastici. Oggetto della ricerca sono essenzialmente i frammenti di arredo sacro più apprezzabili e meglio conservati, ossia amboni, cibori, paliotti, lastre di recinzione presbiteriale, candelabri. Ovverosia il materiale scultoreo più ricco e scenografico vale a dire. Di grande rilievo sono i preziosi frammenti altomedievali nelle chiese e nei musei diocesani, spesso utilizzati in contesti estranei alla collocazione originaria, per via di grossolani restauri successivi. Tali pezzi rappresentano l'unica testimonianza artistica sopravvissuta dall'età longobarda e carolingia, dato che in tutto l'Abruzzo si sono conservati edifici di culto appartenenti al periodo, che va dalla tarda età imperiale del V secolo al Mille.

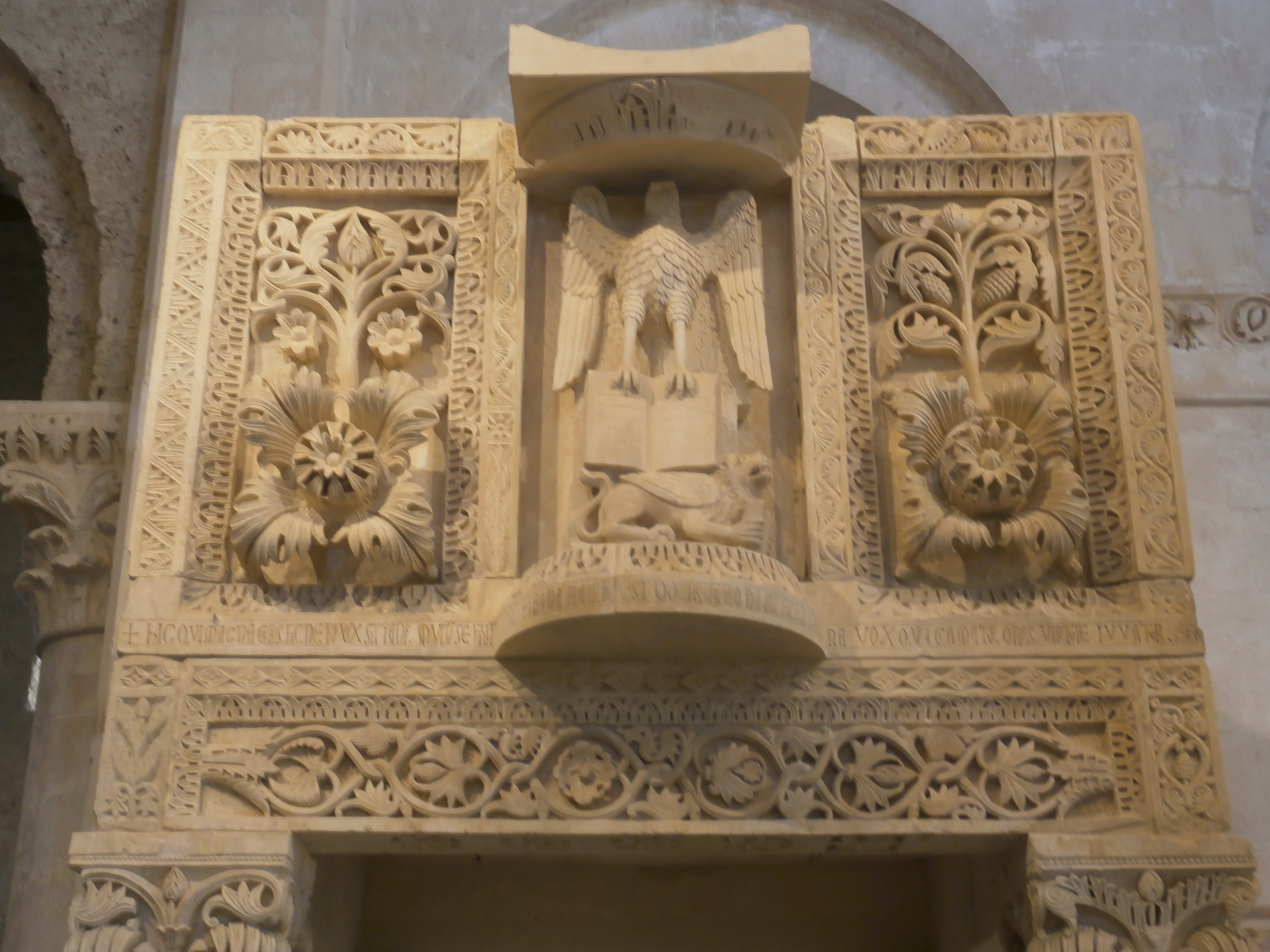
Ambone di San Clemente a Casauria.

Pertanto tutto ciò che rimane, di questo periodo storico, è un insieme piuttosto ingente e variegato di reperti scultorei provenienti per lo più delle antiche chiese diocesane o dalle grandi abbazie benedettine e cistercensi, sopravvissuti grazie alla loro "trasportabilità", come dimostrano elementi scultorei di alcune chiese oggi non più esistenti, rimontati in altre parrocchie.

### Gli amboni monumentali di Nicodemo
A partire dall'XI secolo incomincia la stagione del romanico abruzzese, che lascerà testimonianze in tutto il territorio regionale, e conferirà all'Abruzzo quel suo carattere monastico e benedettino, monumentale e possente. Vengono ricostruite le storiche abbazie del IX-X secolo, arricchite da un fantasioso e variegato arredo liturgico. Tra le opere di età normanno-sveva riguardano soprattutto l'operato della bottega di Nicodemo, Roberto e Ruggero, maestri scalpellini che realizzarono gli splendidi amboni delle principali abbazie abruzzesi di San Clemente a Casauria, Santa Maria in Valle Porclaneta, Santa Maria del Lago, San Paolo di Peltuino, Santa Maria di Bominaco, San Bartolomeo di Carpineto e Santo Stefano di Cugnoli. Quest'ultimo esempio, insieme con San Paolo di Peltuino, fa riferimento al fenomeno di rimontaggio delle sculture, prelevati da chiese in decadenza e rimontati (San Paolo fu rimontato nella parrocchia di San Nicola, quello di Santo Stefano proviene dalla chiesa di San Salvatore).
Questi amboni rappresentano il manifesto scultoreo del romanico abruzzese, nonché incarnano la fase storico-artistica più tipica dell'Abruzzo, ovverosia il fatto che l'Abruzzo avesse assimilato e digerito sempre tardi le principali correnti artistiche d'Europa e d'Italia; ma ciò non significa che le maestranze, spesso esterne dalla regione, eccettuando i maestri di Guardiagrele, avessero riproposto delle pallide imitazioni di modelli quali quelli d'Umbria, Lombardia e Toscana. Anzi, è stato riconosciuto che l'Abruzzo, malgrado la necessità di ricostruzione delle strutture per via di devastazioni e terremoti, più che per dare sfoggio di nuovi stili, seppe dare un tocco di originalità a ciascuna corrente artistica della storia dell'arte, le cui peculiarità convogliarono nella ricercatezza e nel particolarismo delle figure, soprattutto in ambito scultore, per quanto riguarda la tipica decorazione fantasiosa a motivi arabeschi, fitomorfi, animaleschi e vegetali dell'arte romanica. Ugualmente l'Abruzzo dette slancio vitale con la propria originalità alla pittura sia gotica sia rinascimentale, incominciando con gli esempi di San Pellegrino di Bominaco e Santa Maria ad Cryptas di Fossa, fino all'arte pittorica di Andrea De Litio ad Atri e Saturnino Gatti all'Aquila.

### Particolarità della bottega del maestro Nicodemo

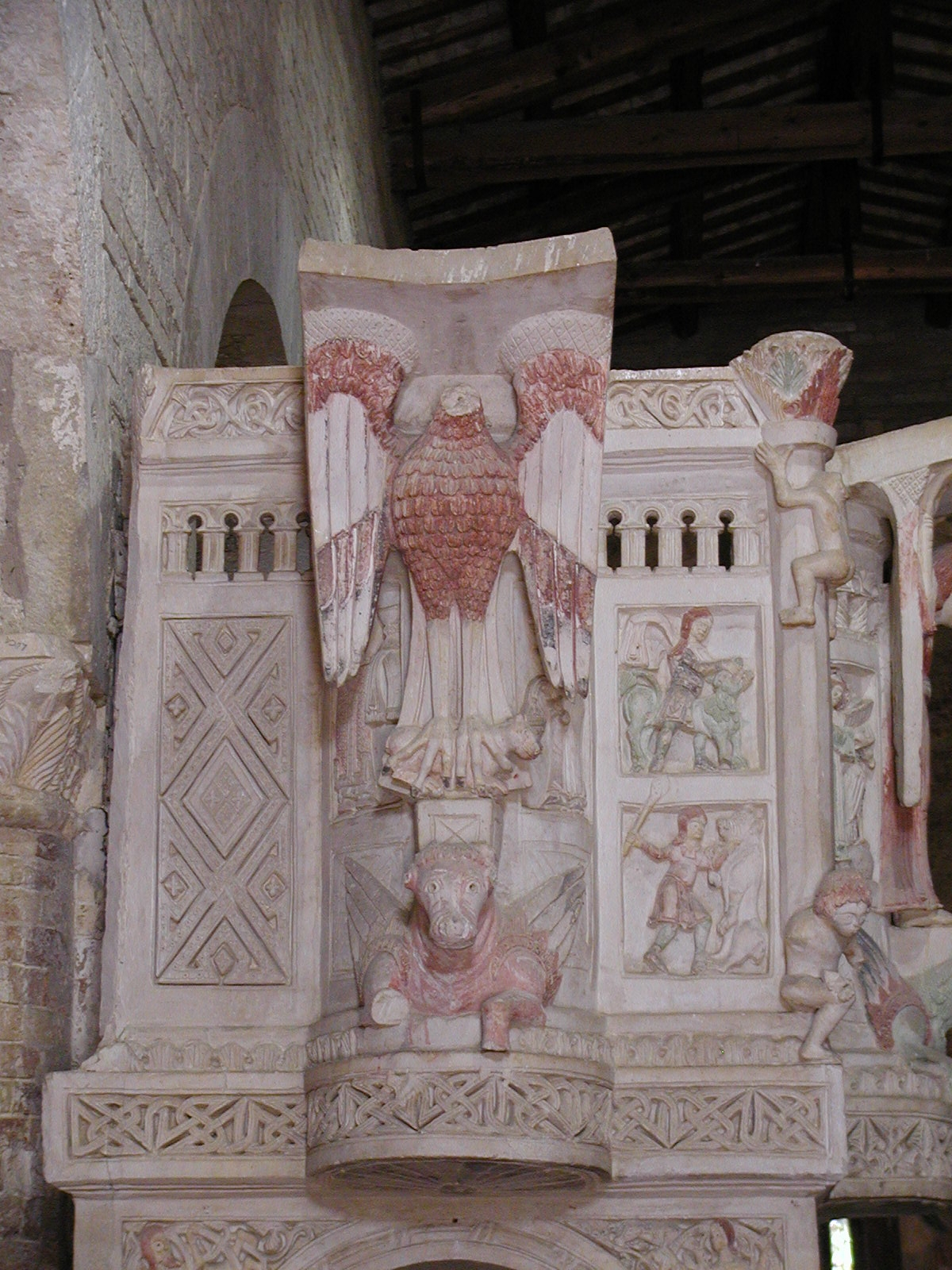
Ambone di Santa Maria del Lago a Moscufo, opera di Maestro Nicodemo.

Il maestro Nicodemo fu personaggio di spicco nella scultura sacra romanica abruzzese, noto per i suoi amboni, dall'origine probabilmente abruzzese ma ancora misteriosa. Già nel 1949 il Balzano aveva dubitato delle iscrizioni sull'origine legata a Guardiagrele (che lui aveva citato per primo, dando loro fama nel 1910 e riferitegli dallo Iezzi), mai citate prima da alcuno studioso e tanto precise nell'indicare il luogo d'origine. In realtà l'artista, nelle sue opere dove si firmò, mai parlò chiaramente della sua patria.
Il particolarismo abruzzese consiste principalmente nell'abbondanza di decorativismo nelle scene rappresentate, e nell'inclusione di alcuni elementi caratteristici della propria identità culturale, come paesaggi, vestiti, volti, ornamenti femminili, quasi gli artisti locali avessero voluto imprimere un segno distintivo della propria cultura per caratterizzare l'identità non tanto regionale, ma di quella particolare fascia territoriale dove operavano, come ad esempio nell'altopiano di Navelli, nella Marsica, nel teramano, tutte fasce territoriali ben distinte l'una dall'altra, benché dal 1233 fossero rientrate, con Federico II di Svevia, in un solo Giustizierato con capitale Sulmona. In questo contesto, sia dal punto di vista scultoreo sia pittorico dunque, nacquero gli amboni abbaziali e i cicli rappresentativi di Fossa, Rocca di Cambio e Bominaco, che verranno seguiti da altri esemplari nell'epoca gotica, rinascimentale e così via, nell'ambito ormai consolidato del particolarismo abruzzese.

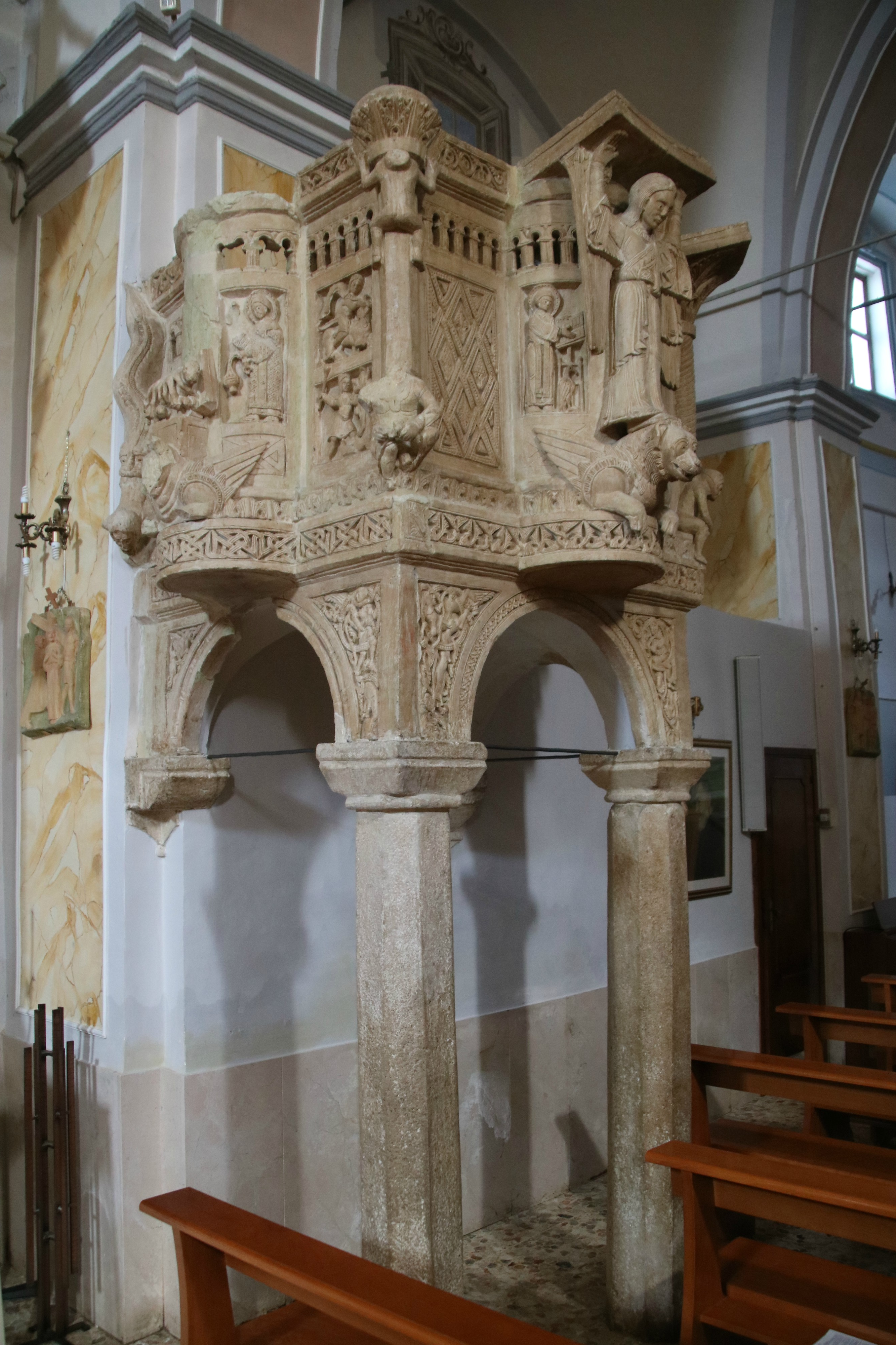
Ambone della chiesa di Santo Stefano a Cugnoli.

In merito, sempre al fatto che l'Abruzzo avesse recepito tardi le correnti artistiche scultoree e architettoniche, la trasformazione e l'amalgamazione dei modelli già consolidati nel resto d'Italia del nord con la tradizione variegata e prettamente popolare abruzzese, gli amboni dei maestri di Guardiagrele e dintorni dimostrano la sintesi della fusione di vari elementi fantastici del romanico tradizionale unito alla tradizione locale, e ciò è dimostrato da elementi longobardi, arabi, celtici, figure animate da ermetici programmi iconografici tesi alla rappresentazione simbolica della liberazione dell'uomo dal peccato. Le opere di Nicodemo, Roberto e Ruggero, nella loro singolarità, rimarranno senza seguito, per essere soppiantate preso dallo "stile fiorito", che si diffonderà nello stesso periodo, metà del XII secolo, come dimostra l'ambone della basilica di San Pelino a Corfinio) (1180), segnato dal ripetersi del motivo a fiorone, per altro presente anche a San Clemente a Casauria, dalle cornici a motivi vegetali stilizzati, dai tralci che disegnano anse ritmiche, tutti elementi della natura che rimarranno tipici nell'epoca, in vista dello stretto legame dei popoli abruzzesi con la natura della Majella e del Gran Sasso.

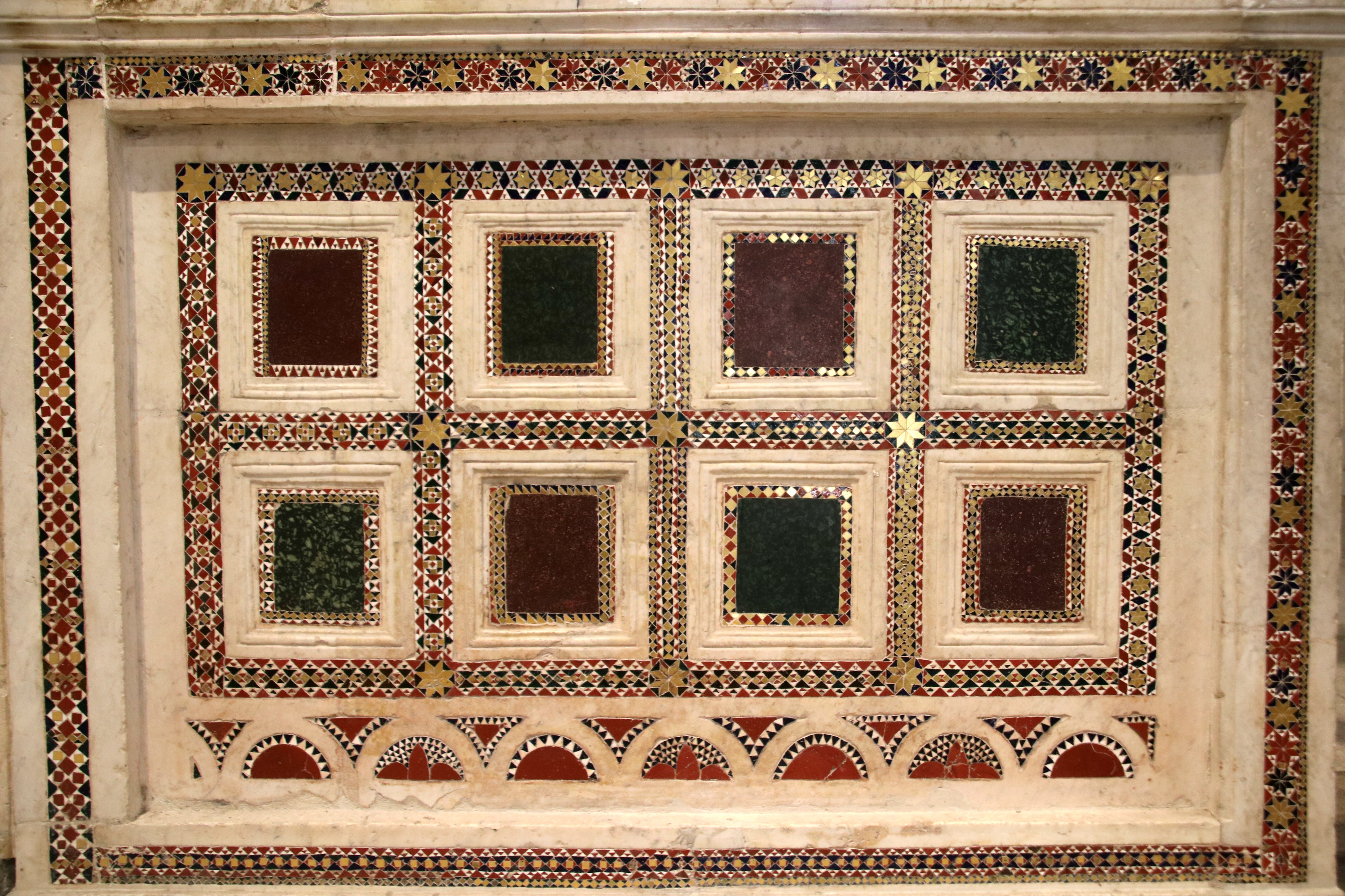
Particolare dell'iconostasi cosmatesca di San Pietro in Alba Fucens.

### Le maestranze successive a alla bottega di Nicodemo
Lo stile della bottega di Nicodemo dunque è apparso come una meteora del romanico locale, poiché lo slancio creativo fu molto più originale del secondo stile, come dimostrano le figure dell'uomo che sorregger il Vangelo del lettorino, affiancata dalla rappresentazione del Tetramorfo, solitamente presente in tutti gli amboni, e da scene dell'Antico Testamento, come mostra l'ambone della chiesa di Santa Maria del Lago a Moscufo, uno dei più belli della bottega, con il Tetramorfo e la scena di Giona inghiottito dalla balena, e San Giorgio che uccide il drago. L'ambone di San Paolo di Peltuino invece, conservato nella chiesa madre di San Nicola di Prata d'Ansidonia, mostra una figura femminile in vesti campestri, fatto del tutto inedito nel romanico, che testimonia l'eclettismo del particolarismo abruzzese nel voler lasciare una testimonianza della vita quotidiana pastorale.
Alla seconda tendenza dei fioroni, a cui hanno fatto riferimento gli amboni di San Clemente al Vomano, Santa Maria di Bominaco, Santa Maria di Pianella e via dicendo, lo stile si è limitato nel mostrare raffigurazioni tratte dai bestiari, con animali reali e altri fantastici, in pose innaturali. Il maestro Acuto di Pianella, che firmò l'ambone di Santa Maria Maggiore o Sant'Angelo (XIII secolo), realizzò una scultura interessante poiché mostra le tendenze del primo gotico abruzzese, dando un aspetto tardoromanico all'opera.
Nei secoli successivi la scultura abruzzese, specialmente quella in pietra, dal XIV secolo in poi venne soppiantata dalle influenze esterne del Lazio, e gli ultimi esempi del romanico riguardano le decorazioni cosmatesche tipiche del romanico di Roma, che a sua volta prendeva ispirazione dagli ornati delle antiche basiliche paleocristiane, nonché dalle opere dell'età augustea. Questi sono i casi di San Pietro ad Alba Fucens, Santa Maria dei Bisognosi a Rocca di Botte, l'ambone di San Nicola a Corcumello e le sculture dell'abbazia di Santa Maria Arabona a Manoppello, con mosaici scintillanti vitrei e modelli decorativi romanici tipici dell'Urbe.

### Scultura gotica abruzzese

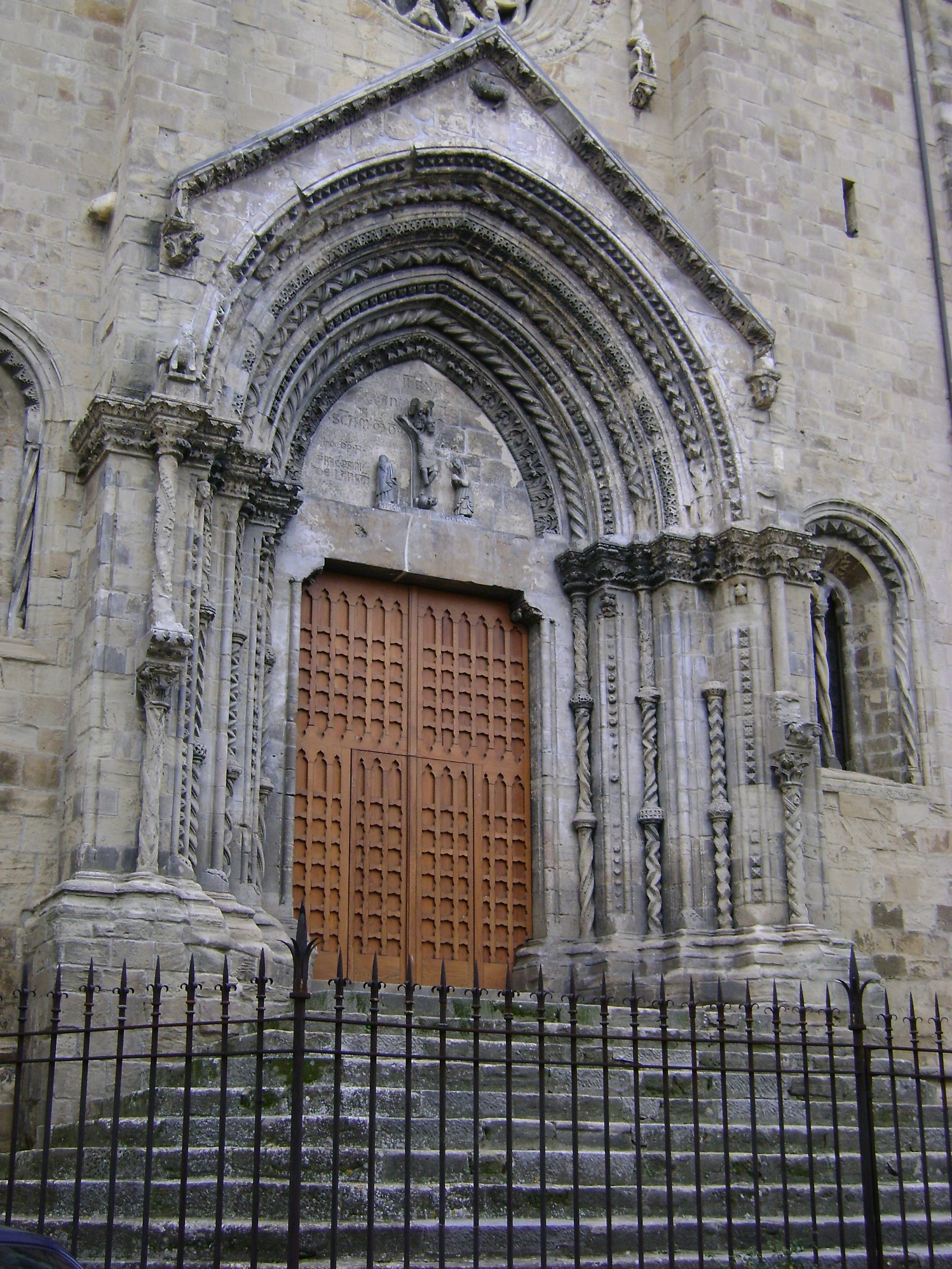
Portale di Santa Maria Maggiore a Lanciano.

### Lo stile cluniacense
Il gotico abruzzese, per quanto concerne la lavorazione dei conci di pietra, fu profondamente influenzato inizialmente dalle maestranze nordiche, che a loro volta si rifacevano allo stile dell'abbazia di Cluny, da cui lo stile cluniacense, insieme con quello cistercense. Siamo nella prima fase del Duecento, e il massimo esempio di architettura di questo stile è l'abbazia di Santa Maria Arabona a Manoppello. Purtroppo, non essendo stata compiuta, l'ingresso principale appare irrilevante, in quanto si tratta di un recupero posticcio del 1952, che imita il romanico.
Nell'ambito duecentesco, l'esemplare migliore di scultura gotica è il portale federiciano della chiesa di Santa Maria Maggiore di Lanciano; esso presenta molte somiglianze con quello di Castel del Monte ad Andria, specialmente per quanto riguarda la rielaborazione della lunetta, della ghimberga mensolata con archetti pensili, e gattoni. Ancor più interessante sarà la decorazione scultorea apportata da Francesco Petrini nel 1317. Egli prese senza dubbio vari modelli, oggi scomparsi, mentre altri ancora intatti, rappresentati dalla mano di Nicola Mancino di Ortona, il quale eseguì i due portali di San Tommaso e della chiesa di Santa Maria in Civitellis a Chieti
Il portale della Cattedrale di Ortona, benché seriamente danneggiato nel 1943, offre la lettura del primo gotico scultoreo abruzzese, che sostanzialmente per le figure si limitava a ripercorrere le caratteristiche del romanico, mentre di gotico assunse le peculiarità dell'arco a sesto acuto, della ghimberga slanciata, dei gattoni, dei capitelli fogliati. Anche i rosoni, a partire da Santa Maria d'Arabona, furono più elaborati, con colonnine della raggiera più slanciate e sinuose, in modo da creare intrecci e giochi geometrici, più movimentati delle tozze e statiche raggiere romaniche, anche se per questo bisognerà attendere i lavori all'Aquila di Santa Maria di Collemaggio, Santa Giusta, Santa Maria Paganica e San Pietro di Coppito.

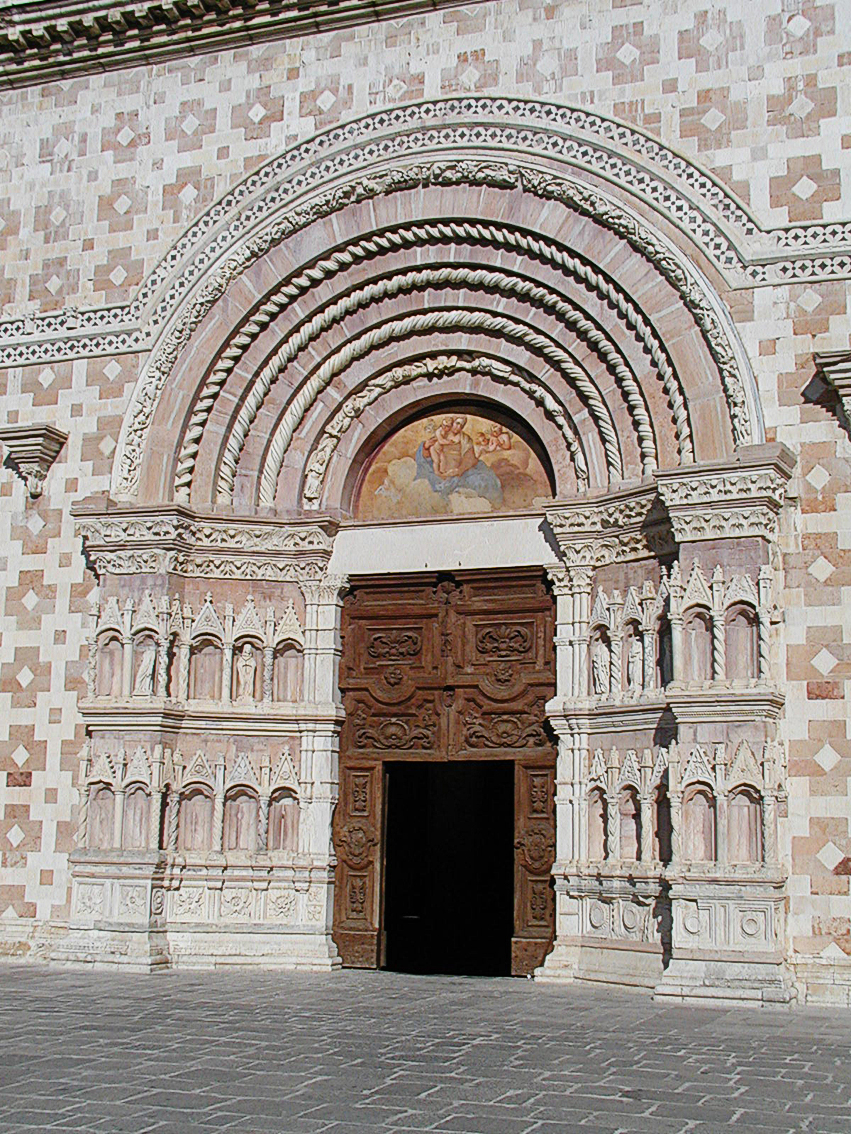
Portale centrale di Santa Maria di Collemaggio.

### La scuola di Lanciano
Dunque Francesco Petrini fu davvero un artista valente a Lanciano, Atessa e Larino, in quanto gli storici dell'arte, da Gavini a Bindi e Moretti e Gandolfo, hanno riconosciuto che nella scultura egli seppe valorizzare tutti gli elementi del gotico ancora embrionale e non alla fase di piena consapevolezza di sé in territorio abruzzese. Benché la sua attività sia ancora avvolta nel mistero, e numerosi siano i dubbi sul suo operato, come ad esempio l'unica sua firma, a caratteri cubitali nella lunetta del portale principale di Santa Maria Maggiore di Lanciano, non usata nelle dediche degli altri suoi lavori. Santa Maria Maggiore, come già detto, rappresenta un caso unico in Abruzzo, poiché la nuova facciata venne costruita sul retro dell'antica chiesa romanica, il cui antico portale sorge su via Garibaldi, e che era stata già pesantemente modificata secondo i caratteri cistercensi. Il portale con grande ghimberga, è inquadrato da profonde strombature in una lunetta finemente decorata dal gruppo scultoreo della Crocifissione con la Madonna addolorata e San Giovanni Apostolo, e un angelo che scende verso Gesù. Insieme con il rosone, le colonnine con i capitelli sono una sintesi dell'interpretazione abruzzese del gotico, poiché ognuna è diversa dall'altra nel modello raffigurato, dai tralci vegetali alle figure fitomorfe, animalesche e umane, tanto che sembra che l'autore avesse voluto creare un compendio dei canoni gotici in un'unica opera.

### Scuola lancianese: Sant'Agostino e Santa Lucia
Anche nella chiesa di Sant'Agostino di Lanciano, e nel rosone di Santa Lucia, è evidente la mano di Petrini, sempre per la vivacità di rappresentare gli elementi, nell'uso sfarzoso, anche se in maniera più contenuta, dei vari modelli gotici nei capitelli delle colonnine tortili, a spina di pesce, o attorcigliate della strombatura. Il portale di Sant'Agostino mostra il gruppo della Madonna col Bambino, il rosone superiore invece manca della raggiera, ma è decorato da una cornice innovativa per il gotico abruzzese, usata per la prima volta da Perrini, e riproposta anche in altre chiese abruzzesi, come ad esempio nella Basilica di Santa Maria Assunta di Atri: la cornice ha la sommità a spioventi, un un'aquila federiciana, e s'imposta su due pilastri che scendono a uguale distanza lungo i due lati del rosone, terminando capitelli a figure umane.

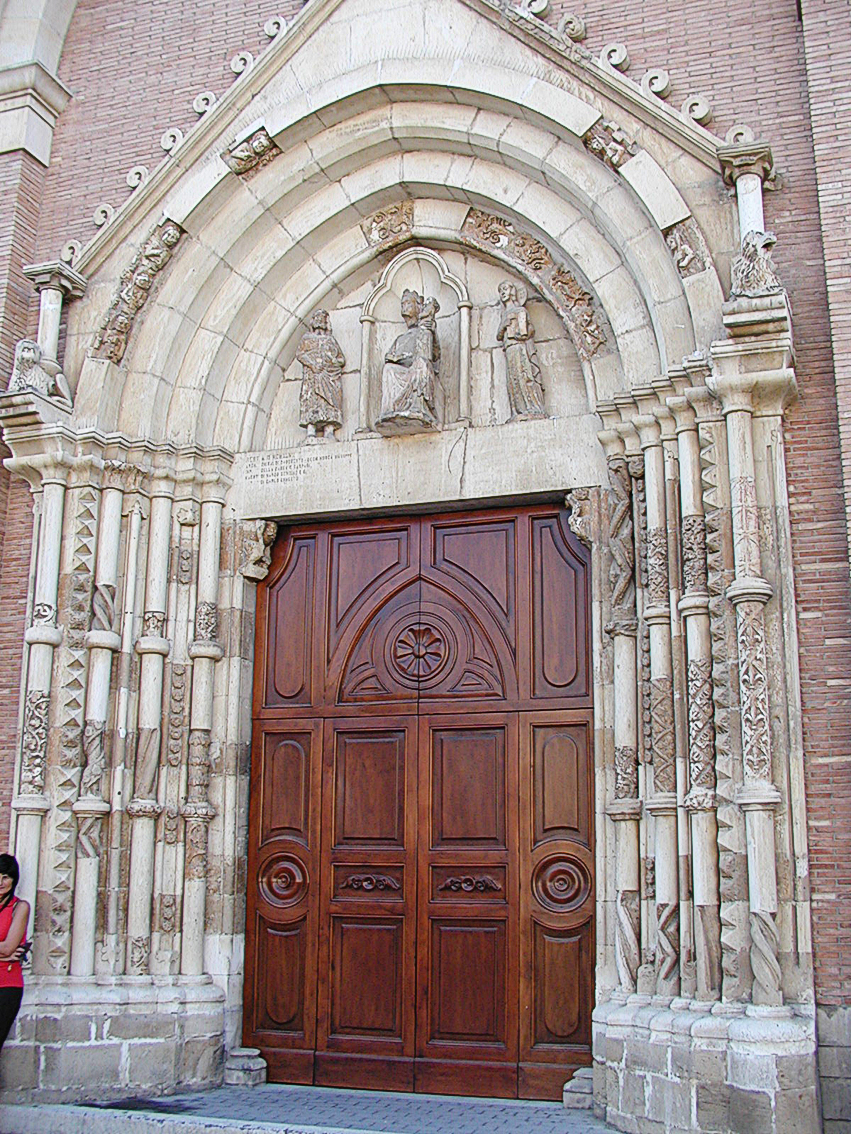
Portale di San Tommaso a Ortona.

Sempre a Lanciano, per quello che concerne la realizzazione dei portali, il nuovo modello più sobrio ed economico è dato da una semplice cornice sesto-acuto in conci di pietra che racchiude l'arco con la lunetta.

### La scultura sacra in pietra del gotico

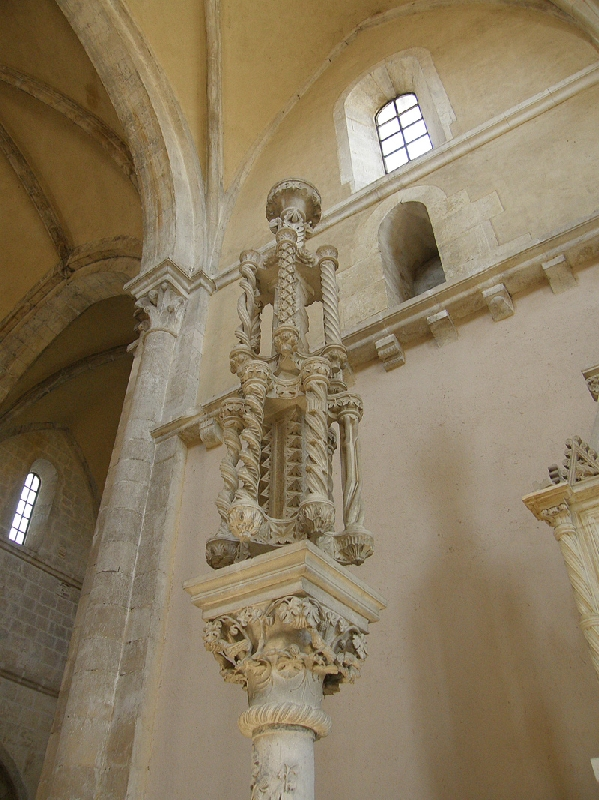
Cero pasquale di Santa Maria d'Arabona, Manoppello.

Parlando della scultura medievale litica vera e propria abruzzese, in termini di statue votive e via dicendo, non ci sono molti esemplari poiché la maggior parte della produzione fu lignea. Comunque dell'epoca romanica si ha la Madonna col Bambino dell'abbazia di San Clemente a Casauria, che rappresenta un buon punto d'avvio per lo studio del passaggio dal romanico al gotico, nell'ambito scultore sacro, che avverrà con la Madonna della Vittoria di Scurcola Marsicana. La Madonna di San Clemente mostra tutte le chiare caratteristiche che distanziano il romanico dal gotico in ambito di elaborazione della fisionomia dei volti, del volume del corpo, e dell'espressività. Infatti la decorazione non manca, lascia trasparire goffaggine e monumentalità inespressiva, situazione analoga anche per la Madonna delle Fornaci di Sulmona, del XXI secolo, conservata a San Panfilo.

### Plasticità delle Madonne
Molto probabilmente questi pochi esempi di scultura in pietra corrispondono alla fase che si distanzia dal grande fervore artistico della bottega di Nicodemo, Roberto e Ruggero, poiché è evidente lo stacco stilistico, soprattutto per quanto riguarda la dinamicità e l'espressività dei volti, da queste Madonne ai personaggi biblici e fantastici realizzati nei quadri degli amboni, ispirati alle Sacre Scritture. Insomma, concetto ribadito anche per la pittura gotica, in Abruzzo la differenza proviene dalla bravura delle maestranze, in quanto la mano di alcuni di essi si è dimostrata in perfetta linea con i grandi modelli d'Italia, mentre altre, che hanno pur sì aderito al programma di reinterpretazione abruzzese dello stile, per le limitazioni degli stessi artisti hanno prodotto risultati mediocri, violando il concetto stesso del gotico riguardo al programma innovativo della ricercatezza, del particolarismo, e dell'espressività dei volti, per quanto riguarda anche soprattutto la concezione stessa del Christus patiens (di cui uno dei massimi esempi scultorei è la statua del convento di Sant'Onofrio a Vasto).
Dell'epoca gotica l'esempio migliore di scultura in pietra è il Cero Pasquale di Santa Maria d'Arabona. Esso insieme con il tabernacolo racchiude in sé la storia della lotta tra bene e male dell'uomo. Risalente al XIII secolo, esso è retto da due esili colonnine, il candelabro mostra una serie di significati allegorici. Alla base ci sono quattro animali: due cani e due leoni che rappresentano il peccato, tentando di allontanare l'uomo dalla salvezza. Il vane si morde una zampa, significato che il peccato lacera sé stesso, l'altro ha la testa rivolta dall'altra parte della sommità del candelabro, significato del rifiuto del dannato verso l'amore di Dio. Nel capitello si riprende il tema della vite e dei tralci attaccati, foglie e grappoli d'uva che avvolgono a spirali il fusto della colonna, simboleggiante il Cristo, cui il tralcio, ossia il discepolo, deve rimanere attaccato per avere la salvezza. 12 piccole colonne rappresentano gli apostoli. Dunque da questo esempio si capisce come nell'arte abruzzese ed europea, se da un lato nell'epoca romanica si tendeva a mostrare Bibbie dei poveri e figure varie in modo da ammonire il fedele e illustrare gli episodi principali delle Scritture agli ignoranti, col gotico la ricerca artistica tende più all'allegoria e al mistero.

## Storia dell'oreficeria abruzzese

### Le prime maestranze
La storia dell'oreficeria abruzzese ha origini antiche, una lunga tradizione storica testimoniata in parte dagli artisti medievali, e successivamente da quelli moderni, conservando comunque gli stili antichi. Le fasi storiche riguardano l'arte orafa, nel periodo dal XIII secolo al XVIII, poi l'oreficeria tradizionale che delinea i caratteri dell'oreficeria popolare, i cui massimi esempi sono presenti nei borghi della Majella, e infine il caso a parte di Nicola da Guardiagrele. Costui è l'artista più influente dell'arte orafa in Abruzzo.

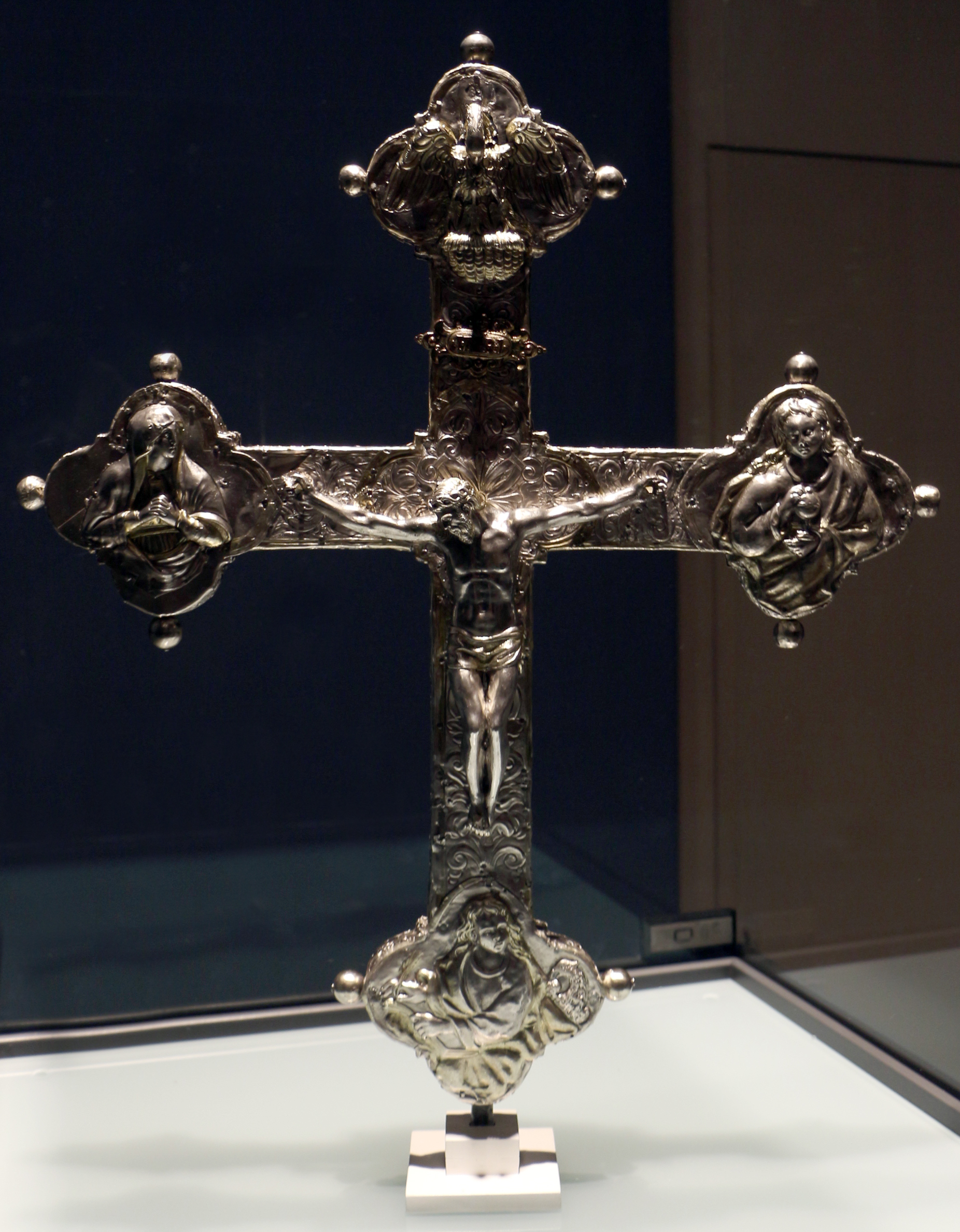
Croce processionale conservata nel Museo d'arte sacra della Marsica a Celano.

Il problema di dare una connotazione storica a quest'arte popolare fu studiato dapprincipio a Chieti, nella Mostra dell'antica arte abruzzese (1905), e successivamente fino a oggi a Guardiagrele, durante l'annuale Mostra dell'artigianato abruzzese. Certo è che la prima fase dell'arte orafa si sviluppò nel XIII secolo, e i maestri si cimentavano sia nella realizzazione di arte sacra sia civile. Il primo manufatto d'interesse è un cassettino reliquiario che si trova nella chiesa di San Nicola di Bari a Ponzano Romano. Il reliquiario è del XIII secolo, opera di un certo Rainerius Teramnese, salutato da alcuni come il primo aurifex abruzzese, di Teramo

### Rainaldo da Terni
Le figure disegnate hanno un che di bizantineggiante, estraneo al filone abruzzese tradizionale, tanto che alcuni hanno ipotizzato che il luogo di provenienza di Rainaldo possa essere Terni e non Teramo.
Di certa attribuzione abruzzese sono le croci astili, che in vari esemplari sono conservate in tutto il territorio regionale. Sono croci diverse tra loro, ma con elementi in comunanza che fanno riferimento a uno stesso periodo: sono a terminazione trilobata, su di essa sono applicate per ciascuna fascia sottili lamine sbalzate, realizzate per la maggior parte in materiale vile, soprattutto rame. La scultura dei personaggi fa quasi sempre riferimento al tema della Crocifissione, con al centro il Cristo, nei trilobi la Madonna addolorata e San Giovanni Apostolo, poi l'Agnello Crocifero o il Pellicano o il Golgota, mentre Adamo sta a rappresentare il peccato originale riscattato.
Infatti Adamo è uno dei veicoli dell'arte cattolico-profana abruzzese, dato che dalla leggenda di Jacopo da Varagine del legno sacro della Croce, venne nel XIII secolo realizzato il ciclo pittorico della chiesa di San Nicola di Bari a Lanciano, unica testimonianza medievale pittorica della città.

### Oreficeria sulmonese
Nel verso di queste croci astili è realizzata l'iconografia della Maiestas Domini, cioè il Cristo benedicente della seconda venuta, posto in trono tra i quattro Viventi dell'Apocalisse, l'angelo, il bue, il leone e l'aquila (simboli degli Apostoli evangelisti). La diversificazione dei trilobi si può mostrare nell'arco acuto, nel mistilineo, nel tondo e nel fiordaliso. Successivo a questo periodo è la piena padronanza dei maestri della scuola di Sulmona. La città dall'epoca di Federico II di Svevia è il nuovo grande centro politico ed economico dell'Abruzzo, in stretto contatto con Napoli. L'importanza e l'orgoglio della città è stato da sempre contrassegnata da marchi, nel campo civile e monumentale dall'acronimo SMPE (dai versi di Ovidio "Sulmo mihi patria est"), lo stesso nelle carte dal bollo e nell'oreficeria. Il corpus sulmontino è stato molto variegato, ed ebbe il suo apogeo nel XIV secolo, fino alla produzione, con il privilegio di Ladislao di Durazzo, dei bolognini nel XV secolo. Il dibattito critico sulla paternità delle opere riguarda pezzi come il dittico di Lucera, il gruppo delle croci gotiche di Rosciolo dei Marsi, Borbona e Sant'Elpidio.
Il dittico di Lucera, conservato nella Cattedrale di Santa Maria Assunta è coperto da un evangelario d'argento con inciso il bollo sulmonese SUL. Esso ripropone lo schema iconografico tipico delle croci arcaiche astili, da un lato è rappresentato il Crocifisso, dall'altra Gesù benedicente con il Tetramorfo. Su entrambe le facciate erano inserite delle placchette a smalto, di cui oggi se ne conservano solo tre. Il motivo della cornice è simile a quello delle croci astili, il profilo trilobato e lo sfondo quadrettato a bassissimo rilievo, oppure l'ornato bulinato del cuscino su cui è assiso il Redentore. L'artefice del dittico, a differenza dei maestri delle croci astili, è aggiornato al gotico e presenta più alte capacità tecniche ed espressive. La datazione è incerta, tra la metà del XIV secolo e il XV secolo.
Le croci di Sant'Elpidio e Rosciolo sono del Trecento: quest'ultima è conservata nel Museo d'arte sacra marsicana nel Castello Piccolomini di Celano, mentre quelle di Borbona e Sant'Elpidio sono nel Museo del Duomo di Rieti. Sono manufatti d'ottima realizzazione, non avendo però il marchio di riferimento: studiosi come il Piccirilli, il Lehman-Blockaus le ritengono abruzzesi, altri invece pensano che siano napoletane. Lo stile è molto diverso dalle croci astili per la qualità raggiunta dalla realizzazione sia degli sbalzi sia delle piastrine a smalto. La croce di Sant'Elpidio è l'unica a inserirsi ancora nel filone decorativo delle croci arcaiche, riproponendo il gruppo della Crocifissione, le altre mostrano più aggiornata la qualità. In queste croci di Borbona e Sant'Elpidio è evidente l'incontro tra arte francese e quella senese, mentre le piastrine smaltate sembrano appartenere al gusto Angioino di Napoli.

### Barbato di Sulmona e seguaci
Nel convento di San Nicandro a Venafro si trova il reliquiario firmato Barbatus de Sulmona (1340), da non confondere con il letterato omonimo vissuto nel Quattrocento, con la testa del Viatico, il cui capo è impreziosito da una corona di cesellature e pietre incastonate, mentre il collo poggia su una base conica arricchita da otto medaglioni a smalto; smaltati sono anche gli occhi che creano un effetto di lieve strabismo. L'opera fu eseguita per il committente Giovanni di Cocco. Altri orafi di Sulmona furono Petruccio di Buccio da Pelino, Ciccarello di Francesco da Bentevenga, Nicola di Tommaso. Il Quattrocento vide, accanto ad Amico di Antonio, Notar Amico e Giacomo d'Onofrio di Giovanni; è da ricordare Nicola Pizzulo, l'argentiere scelto quale depositario del mercum secondo le disposizioni di re Ladislao. Grazie a mastro Nicola, l'arte orafa sulmonese ebbe il suo periodo più florido, le maestranze conquistarono il mercato regionale, e anche laziale, come dimostrano dei documenti dell'abbazia di Montecassino (1373), i cui monaci chiesero la realizzazione del reliquiario dell'Arbore degli Apostoli a Petruccio di Pelino e Amico di Notar Gentile.
Del 1350 è il calice di Ciccarello di Francesco da Bentevenga, conservato nel Museo civico dell'Annunziata a Sulmona, che insieme con delle croci con smalti, rappresenta uno dei pochi esemplari dell'oreficeria sulmonese conservati ancora in Abruzzo. Anche qui è riproposto il tema della Crocifissione, ma con tecniche innovative tipiche del gotico, stavolta con l'aggiunta della Maddalena nel trilobo laterale, mentre San Giovanni col Vangelo è posto ai piedi di Cristo. Lo splendido calice invece mostra nella coppa dorata caratteri gotici, mentre il fusto è tempestato di piastrine in smalti, alcuni racchiusi in mandorle dorate con in cima dei vasi di fiori. Il calice è di particolare rilevanza perché testimonia il salto di qualità dell'oreficeria sulmonese, che ha accolto perfettamente tutte le caratteristiche dell'arte gotica, in prima linea la geometria e la schematicità regolare.
nella metà del Quattrocento l'arte orafa incominciò una lenta decadenza, anche a causa del terremoto del 1456. Uno degli ultimi esempi d'interesse è il busto di San Panfilo del 1459, opera di Giovanni di Marino di Cicco. Nel 1704 il busto fu smembrato da ladri, e i pezzi furono ricomposti da Francesco Morelli. Nel corso dei secoli successivi l'arte orafa si ridimensionò notevolmente, limitandosi a botteghe d'arte che replicavano, ancora oggi i modelli medievali del passato.

Foto storica dell'Antependium di Nicola da Guardiagrele del Duomo di Teramo.

### Decadenza dell'oreficeria sulmonese
La seconda fascia abruzzese dove l'arte orafa perdurò per secoli è quella dell'Aquila. Le croci astili sono presenti nelle chiese del vasto territorio della valle d'Aterno e della piana di Navelli: a Molina Aterno, Succiano, Bominaco, Fagnano Alto, San Pietro di Onna. Per tutto il Trecento e l'inizio del Quattrocento all'Aquila non comparvero importanti orefici locali, ma piuttosto le commissioni venivano affidate ai maestri di Sulmona. Le poche notizie dell'acquisizione di una piena coscienza identificativa, si prendono dall'istituzione delle Cinque Arti nel Palazzo del Governo in città nel 1355, compresa l'Ars ferrariorum cum laboratoribus omnium quorumcumque metallorum. Negli statuti cittadini del 1404 inoltre si definiscono le precise disposizioni riguardo al problema della composizione delle leghe metalliche; nel Quattrocento gli orefici aquilani si riunirono in una corporazione, dotandosi di una sede, di una cappella dapprima dedicata a San Ludovico, e poi dal 1488 all'Immacolata Concezione. L'attività di questi orefici è documentata dagli Statuti civili, conservati riguardo all'attività del biennio 1620-21, mentre altri atti notarili documentano ciò che è possibile rintracciare dell'attività aquilana.
I pochi esemplari conservati sono rintracciabili nelle chiese dei comuni limitrofi L'Aquila, mentre i pezzi più importanti del comune sono conservati nel Museo Nazionale d'Abruzzo al Borgo Rivera.

### Oreficeria a Teramo
La città di Teramo è generalmente menzionata nei centri d'eccellenza della produzione, anche se scarse testimonianze di documenti e materiali impediscono di far luce sul ruolo che la città dette alla storia dell'arte metallica. I nomi degli orefici sono pochi: nel 1394 è citato Bartolomeo di Paolo, quando l'arte era ben affermata nella provincia d'Abruzzo Ulteriore, che firmò il reliquiario di San Biagio nella Cattedrale di San Flaviano a Giulianova. A Bartolomeo fu attribuito anche un calice d'argento e smalto conservato nella chiesa dei SS. Pietro e Paolo a Cesacastina (Teramo) del 1426, ma la firma di Bartholomucu fa presupporre si tratti d'un artista diverso. Dall'area aprutina, ossia dell'antica terra dei Vestini di Penne, giunge il cofanetto reliquiario conservato nel Museo Nazionale dell'Aquila Firmato da Giovanni d'Angelo da Penne, ha pianta esagonale con coperchio decorato da smalto e una sfera di cristallo sulla sommità. Un'opera simile a questa è la croce reliquiario in smalti conservata nel Museo diocesano di Penne.
Infine nell'area teramana e marchigiana si distinse l'orefice Nicola da Campli, che dette i natali anche al pittore rinascimentale Giacomo, che realizzò il reliquiario della Sacra Spina della chiesa di San Pietro ad Ascoli Piceno, poi ci fu Pietro di Sante Teramano, il quale nel 1500 realizzò la Croce processionale per la chiesa di Sant'Antimo a Montepagano. Gli statuti civici di Teramo del 1440 parlando di una riorganizzazione dell'attività, anche se non si fa riferimento a particolari sedi amministrative, come all'Aquila e Sulmona.

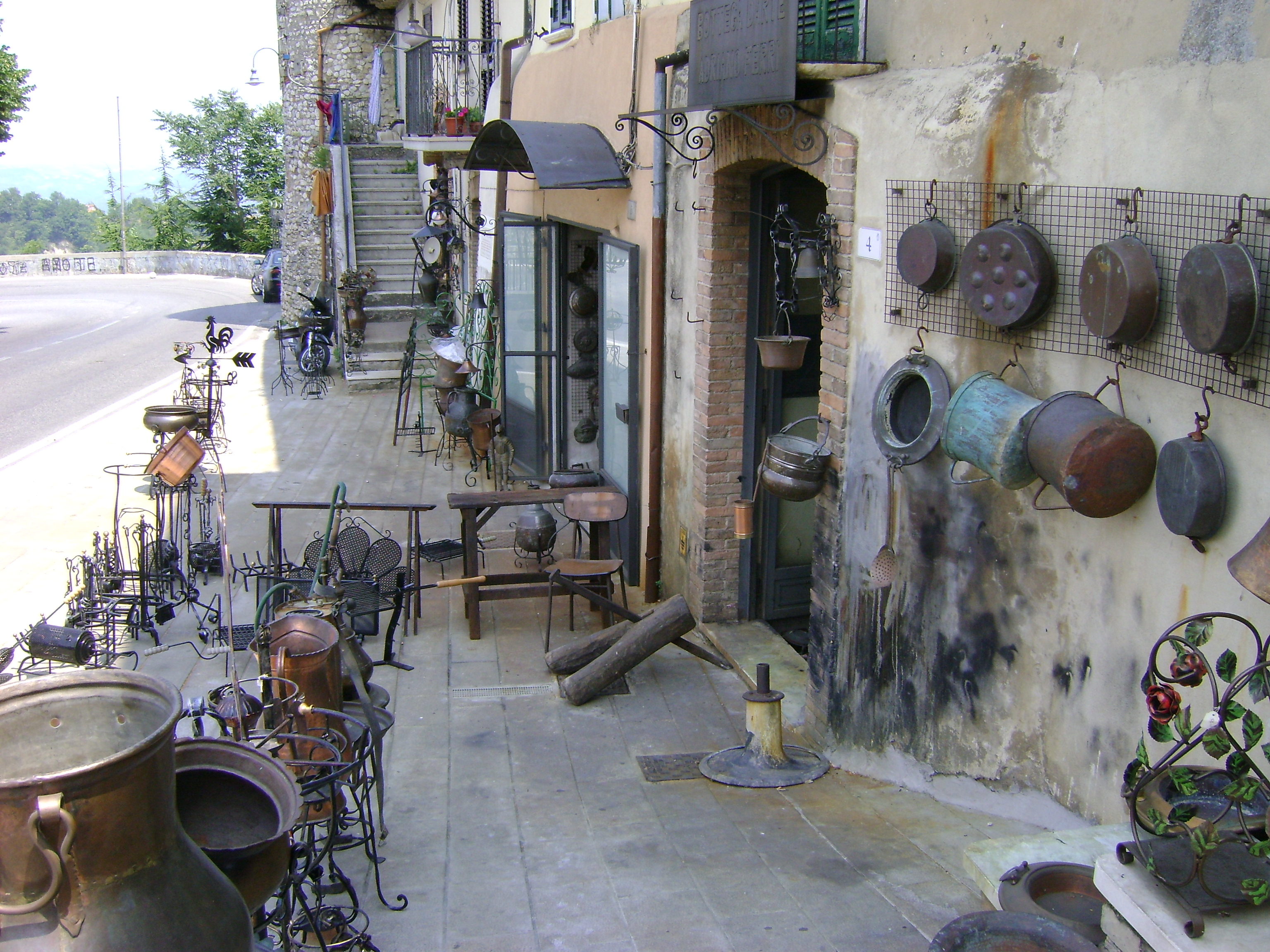
Botteghe dei maestri ramai a Porta San Giovanni (Guardiagrele).

### Botteghe dell'Abruzzo Citeriore
Nonostante le ricerche della storiografia locale, non si hanno notizie certe per quanto riguarda le botteghe di Guardiagrele, soprattutto sull'esistenza di una corporazione di artisti come all'Aquila, o un ufficio per la saggiatura dei metalli con il relativo bollo di controllo. Eppure Guardiagrele, tralasciando un attimo Nicola Gallucci, sin dal XIII secolo fu sede di maestri orafi e nel XV secolo ebbe anche il privilegio di coniare moneta come Sulmona grazie a Ladislao di Durazzo, anche se il più famoso di essi è Nicola di Andrea di Pasquale, e l'attività fu tanto apprezzata che, benché ridottasi dal XVI secolo in poi a lavorazione popolare artigianale, ancora oggi è molto viva e sentita nel paese e nel circondario. L'influenza di Nicola arrivò sino ad Agnone in Molise, raccolta dal maestro Riccio, che realizzò la croce della chiesa di San Nicola di Bari a Caramanico Terme nel 1489, e cent'anni più tardi l'orafo Pietropaolo Gallucci realizzò una croce per la chiesa di San Cristinziano a San Martino sulla Marrucina, a un soffio di distanza da Guardiagrele.
Tuttavia si tratta di casi isolati, anche se ad Agnone la tradizione della lavorazione dei metalli è millenaria, incominciando con le fabbriche della fonderia Pontificia Marinelli di campane, per poi passare alla comunione artistica con Guardiagrele, per cui ancora oggi, molte botteghe del corso Vittorio Emanuele, presentano nelle opere finemente lavorate similitudini con i pezzi di Nicola da Guardiagrele. La produzione tuttavia andò in crisi, in tutto l'Abruzzo, e nel XVII secolo venne sempre più sostituita dai modelli napoletani, tanto che solo in casi di committenza di signorotti dei vari centri, l'arte orafa si distinse per originalità. Nel XVIII secolo, e poi dal XIX fino a oggi, l'oreficeria popolare si distinse in Abruzzo nell'ambito nuziale, nei borghi della Majella da Pescocostanzo a Scanno, dove venne creata la famosa "presentosa", gioiello nuziale che rappresenta un compendio della tradizione fitomorfa medievale abruzzese, senza però avere carattere sacrale.

## Il caso Nicola da Guardiagrele

### Studi da Ghiberti e dalla scuola sulmonese
L'opera di Nicola appare molto vasta e sfaccettata tanto che nel gotico abruzzese, al pari dell'opera di Francesco Petrini per quanto riguarda la scultura, può considerarsi un caso a sé stante, dove senza ombra di dubbio ci si trova sempre di fronte alla piena maturità dell'artista nella sapiente mescolanza delle varie sfaccettature dello stile nell'opera finale.

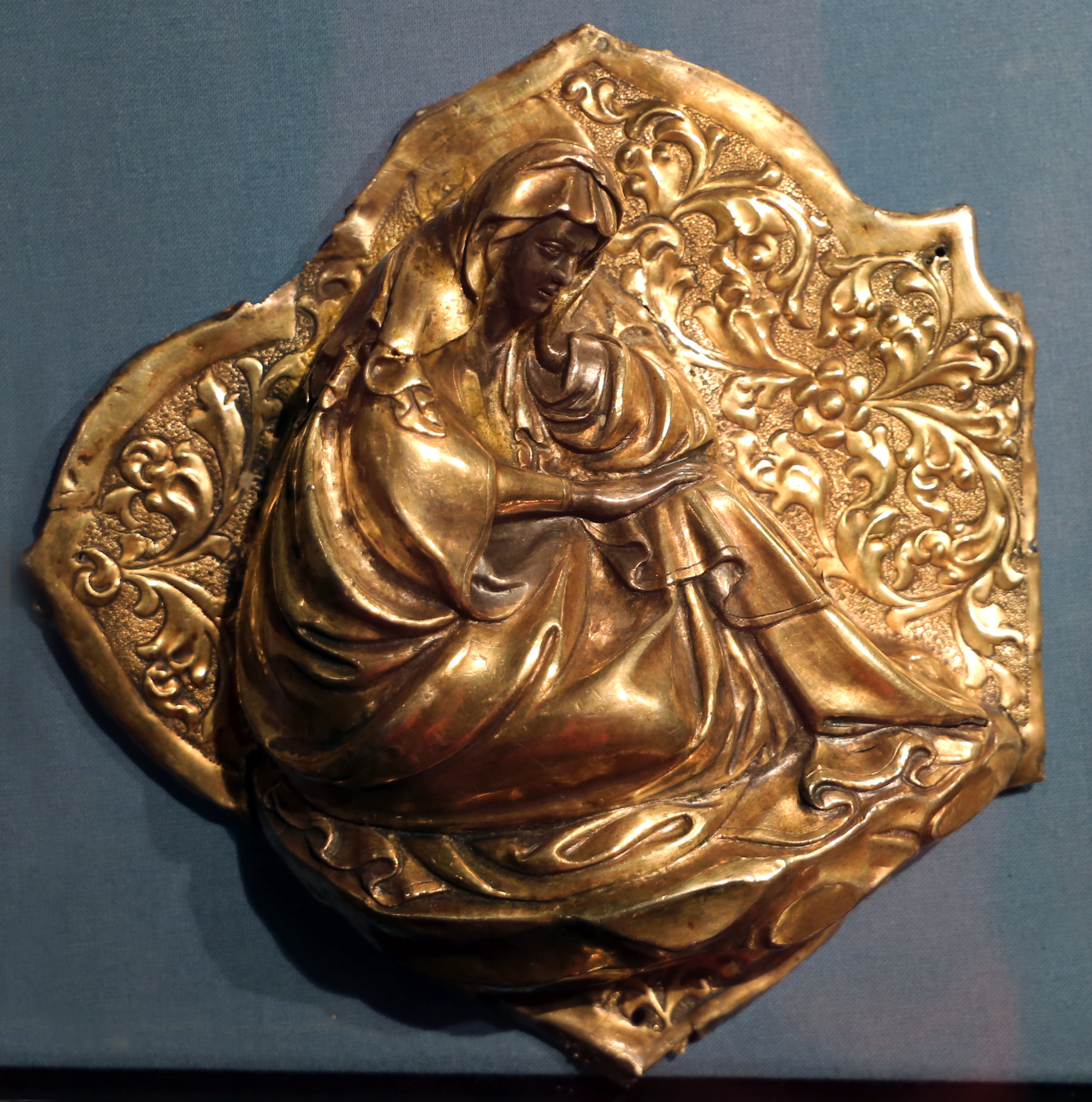
Frammento della croce di Santa Maria Maggiore di Guardiagrele (1431), la Madonna Addolorata.

La sua opera può essere suddivisa in tre periodi stilistici, il primo precedente al viaggio a Firenze in cui spunti personali e innovativi si mescolano con la tradizione sulmonese, il secondo periodo coincidente con il viaggio fiorentino e un sostanziale cambio del linguaggio in direzione del ghibertinismo, e il terzo periodo delle opere mature, influenzate fortemente dal Ghiberti, ma anche dal primo gotico abruzzese.
Il primo lavoro di Nicola da Guardiagrele anche se non è firmato può essere il nodo di croce di Roccaspinalveti, al quale viene collegata la croce astile della stessa parrocchia di San Michele. Questi due manufatti sono inquadrabili nella produzione sulmonese del XIV-XV secolo, soprattutto per i dettagli iconografici che mostrano ancora scarsi elementi di novità rispetto ai manufatti dell'area geografica vastese. Il nodo infatti è decorato da castoni a gocce con smalti traslucidi perfettamente inquadrabili in quella produzione orafa di Ciccarello da Bentenvenga, mentre la croce astile riporta l'iconografia della Crocifissione sul fronte e la Maiestas Domini sul retro. Tuttavia le prime tracce di perfezionismo e innovazione si intravedono nel carattere delle iscrizioni, e nella resa dei panneggi e dei volti.

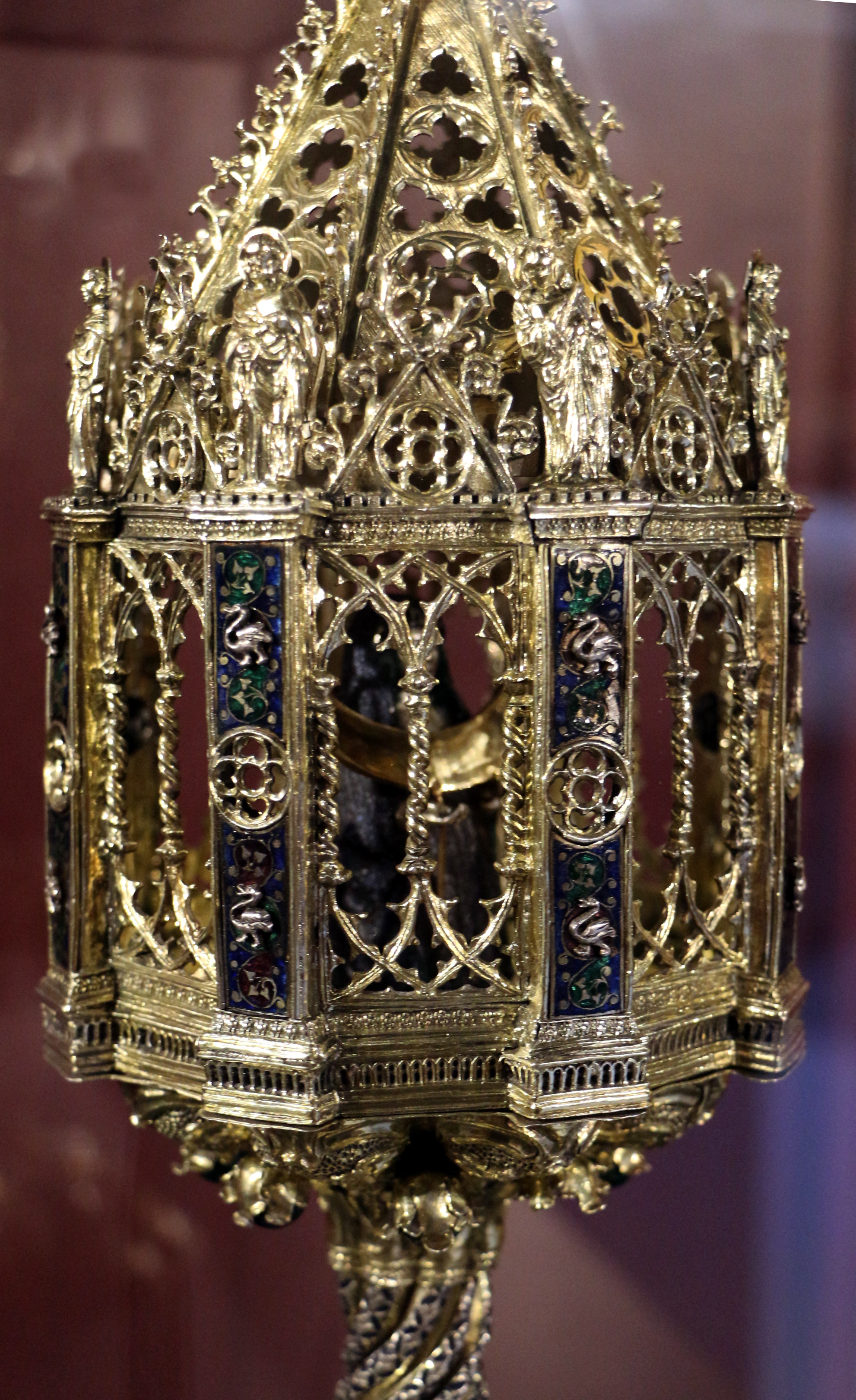
Ostensorio di Francavilla al Mare.

### Il primo Nicola da Guardiagrele: ostensori di Francavilla e Atessa
Analogamente anche gli ostensori della parrocchia di Santa Maria Maggiore di Francavilla al Mare e del Duomo di San Leucio ad Atessa (1413 e 1418) si riferiscono a questa prima fase artistica, in bilico tra tradizione e innovazione. Infatti sebbene Nicola per la realizzazione avesse ripreso la tipologia del tabernacolo architettonico, utilizzata a mo' di reliquiario, nella tipologia del tempietto poligonale agli apportò sostanziali modifiche e personalizzazioni al prototipo classico. Le microarchitetture non sono utilizzate per ospitare le reliquie ma le ostie, creando una tipologia insolita fino ad allora, in secondo luogo si riscontra negli ostensori un uso degli elementi architettonici, usati per una decorazione fine a sé stessa, volutamente realizzate per creare giochi stilistici e meraviglia. Le finestre del tempietto ottagono di Francavilla, con i trafori che si ripetono speculari in basso, secondo un modello dell'architettura reale non avrebbe applicazione o i contrafforti rampanti del tempietto più piccolo di Atessa, montati al contrario rispetto a come dovrebbero essere in realtà.
Insomma Nicola si avvicinò molto più al gotico europeo tradizionale, osando nella realizzazione geometrica delle decorazioni fiabesche, discostandosi da subito dall'interpretazione abruzzese sobria e composita dello stile. Il repertorio usato da Nicola denuncia l'influsso di stili non presenti in Abruzzo, forse appunto per dei viaggi a Venezia o a Firenze, o per aver preso contatti con maestre esterne. L'uso dell'arco inflesso trilobo arrivò in Abruzzo con il cantiere di Santa Maria di Collemaggio, che infatti lo ripropone nei due rosoni minori di facciata. Nicola se n'avvide, tanto che utilizzò fini baccellature sul piede degli ostensori, ispirandosi forse al vasellame domestico e non a quello sacro, applicando decorazioni a smalto, ovvero lo champlevé, l'èmail de plique, e una variazione del cloisonné con filigrane.

### Nicola da Guardiagrele: ostensorio di Santa Maria Maggiore di Lanciano (1422)
Nella successiva realizzazione della croce di Santa Maria Maggiore a Lanciano (1422) il linguaggio sembra approfondire le esperienze sulmonesi in vista di una personalizzazione della sua arte. Una tendenza già in atto nelle croci abruzzesi del XIV secolo era l'ampliare le scene secondarie ai lati del Crocifisso in senso narrativo, sostituendo ai soli dolenti il Deliquio della Vergine e San Giovanni Tra Longino, Nicodemo e Giuseppe d'Arimatea, mentre al di sopra e al di sotto del Crocifisso gli animali simbolici o allegorie come il teschio d'Adamo, della Resurrezione, e della Deposizione. Nicola seguì questo modello, realizzando nelle lobature della croce lancianese dei gruppi statuari in miniatura, realizzati con forte aggetto dal fondo e con monumentalità plastica, staccandosi completamente dalla scuola di Sulmona. Vistose affinità sono state riscontrate tra l'opera di Nicola e gli affreschi nella chiesa di San Silvestro all'Aquila, tradizionalmente attribuiti al Maestro di Beffi, ma sicuramente anche a Francesco di Montereale e a Silvestro di Giacomo da Sulmona (XV secolo). Forse, come nel caso di Collemaggio, Nicola rimase colpito dagli affreschi, dalle forme slanciate, dai voli aggraziati degli angeli, dalle pieghe e dai panneggi lumeggiati dei personaggi.
La croce di Santa Maria Maggiore, forse anche per volere della committenza in quanto all'epoca era la cattedrale di Lanciano, soprattutto nel rovescio rappresenta molte innovazioni della scultura gotica abruzzese, insieme con il Cristo benedicente gli Apostoli evangelisti sono realizzati a smalto, affiancati da un ciclo mariologico con l'Annunciazione, Incoronazione e Dormitio Virginis: le prime tre scene sono inserite in piccoli baldacchini gotici, che richiamano le architetture di Francavilla e Atessa.

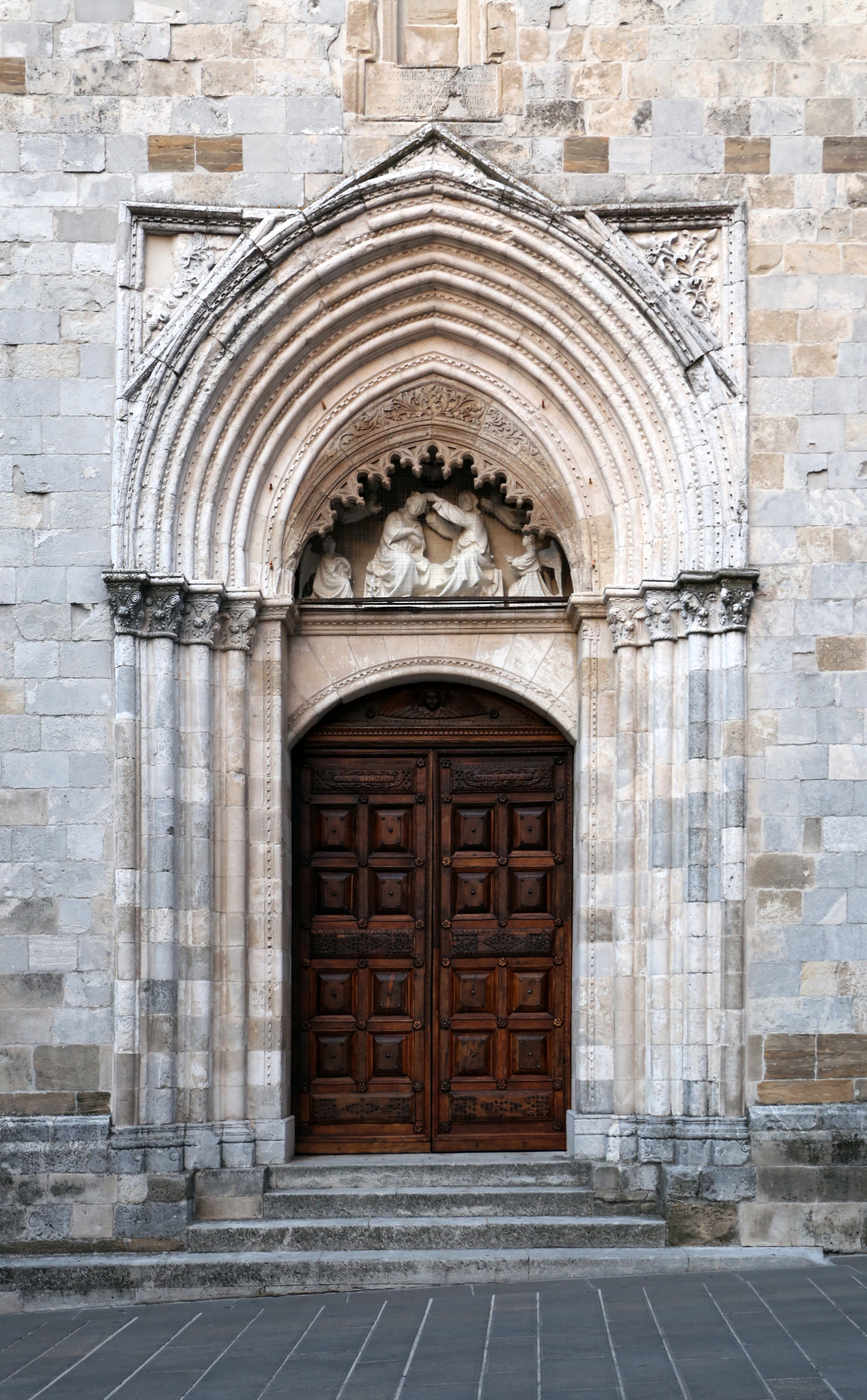
Portale della Cattedrale di Santa Maria Maggiore a Guardiagrele, con la copia del gruppo scultoreo dell'Annunciazione (l'originale è nel Museo del Duomo).

### Il paliotto del Duomo di Teramo
Nel decennio tra il 1423 e il 1431 dovette realizzarsi il soggiorno fiorentino, poiché nelle opere successive di Nicola, a parte il silenzio artistico, grandi novità vennero introdotte nei suoi lavori maturi, tra cui l'Antependium del Duomo di Teramo. Forse Nicola andò a Firenze per studiare la realizzazione del battistero di San Giovanni del Ghiberti, visto che il suo influsso è molto presente nelle opere nicoliane, specialmente per il paliotto di Teramo. Di quest'epoca sono sei altorilievi in pietra provenienti dalla casa di Teofilo Patini a Castel di Sangro, conservati poi nel Museo dell'Opera del Duomo di Firenze. Essi raffigurano scene di vita di Cristo, e forse in totale erano 19. Con l'influenza fiorentina, incominciò per Nicola il periodo dello "stile dolce" delle croci di Guardiagrele, della Cattedrale di San Massimo all'Aquila e di San Nicola a Monticchio, insieme con la pluralità di mani, perché Nicola aveva comunque una sua bottega, fatto ben visibile pur sotto al sorveglianza del maestro. Dalla croce di Monticchio incomincia a farsi strada nella maniera di Nicola l'ultima variazione stilistica nel senso di un'estetica più mossa e tormentata e una lavorazione sempre più minuziosa, realizzata su lamine più leggere e flessibili.
Riflessioni particolari meritano le ultime tre croci di Sant'Agostino a Lanciano (oggi nel museo civico diocesano), quella della chiesa di Santa Maria di Antrodoco e l'ultima del 1451 nella Basilica di San Giovanni in Laterano a Roma. La croce di Sant'Agostino a Lanciano e di San Nicola a Monticchio non sono datate, e sono ritenute successive all'Antependium teramano per la forte vicinanza con smalti delle croci a quelli del paliotto, ma stranamente sono caratterizzate da arcaismi, recuperi sulmonesi e singolarità iconografiche: asprezze anatomiche, spasmi nei volti, la riproposta delle aquile e serpi attorcigliate su sé stesse, raffigurazioni della Pietà al posto del più canonico seppellimento di Gesù.

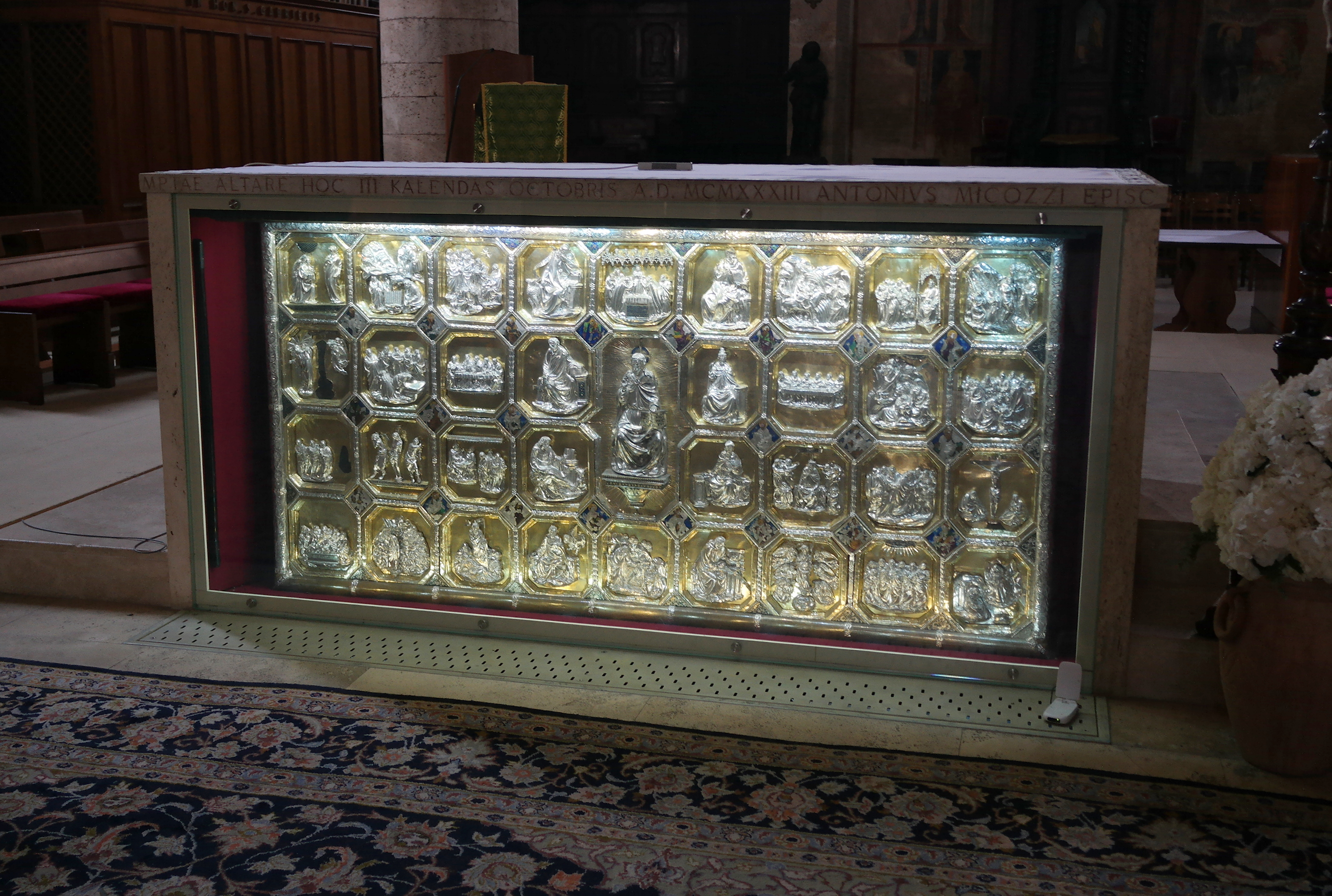
Il paliotto del Duomo di Teramo.

### Particolarità del paliotto di Teramo
L'Antependium teramano fu realizzato dal 1433 al 1448, composto da lamine d'argento parzialmente dorate e applicate su una tavola lignea posta come rivestimento del frontale dell'altare. Esso è composto da quattro file sovrapposte di 9 formelle ciascuna, eccezion fatta per le due file intermedie in cui le 2 formelle centrali sono riunite in un unico riquadro verticale con la figura del Redentore benedicente in trono, per un totale di 35 scene. Vanno aggiunte a esse 22 piccole losanghe figurate in smalto traslucido inserite negli spazi di contatto tra le formelle a ottagono irregolare e 26 triangolini con decorazioni floreali in smalto champlevé poste nei vuoti lungo la cornice sterna. Le 35 formelle illustrano un ciclo di carattere cristologico con scene di vita e passione di Gesù, con la sola ultima formella ritraente le stimmate di San Francesco.
In quest'ottica va inserita anche la croce di San Giovanni in Laterano, una sorta di summa dell'orafo guardiese, purtroppo compromessa da spoliazioni e operazioni di restauro che hanno alterato l'aspetto originale. Sul diritto torna la presenza degli animali simbolici del pellicano e l'aquila, come il teschio d'Adamo sotto il Crocifisso, mentre sulla traversa orizzontale accanto agli angeli si trovano i gruppi narrativi pieni di pathos, attorno a San Giovanni e all'Addolorata.

## Scultura lignea

### Origini, influenze

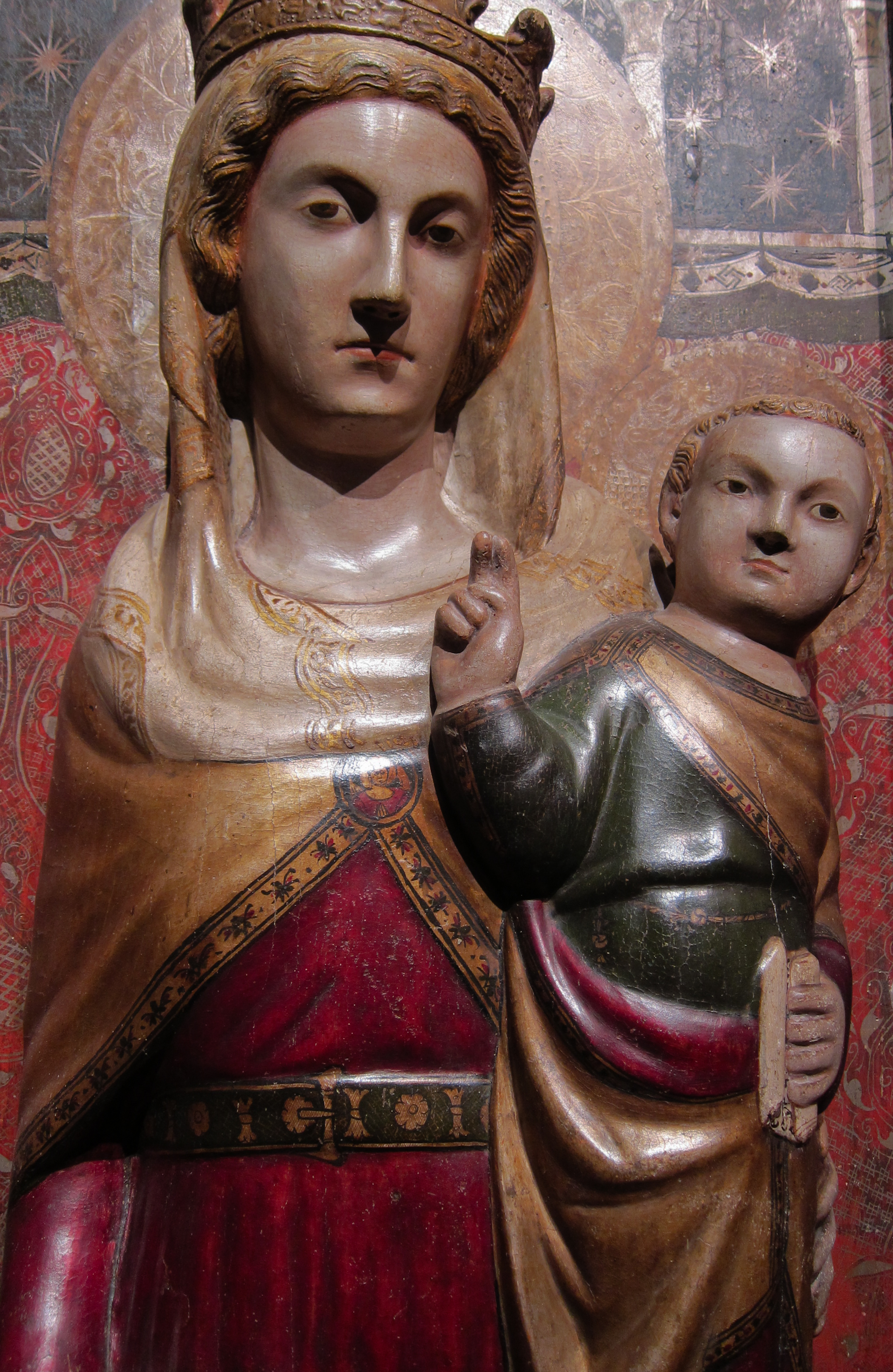
Madonna di Fossa, Museo Nazionale all'Aquila.

La scultura lignea in Abruzzo è l'esempio più felice, caratterizzante e fiorente della tradizione regionale, che non subì battute d'arresto, ma si andò sempre più perfezionandosi, dalle origini romaniche sino alle soglie dell'Ottocento. Il periodo iniziale risale al XII secolo, in piena età romanica. Tale produzione nacque in un contesto nel quale l'arte scultorea generale, quantunque di qualità assai pregiata, ricopriva un ruolo sostanzialmente funzionale rispetto all'architettura, essendo utilizzata come opera di ornamento e decorazione delle numerose strutture monumentali, abbazie, chiese, conventi e via dicendo. Attraverso la realizzazione di opere lignee che la scultura abruzzese incominciò a maturare un'esperienza autonoma, e al contempo assolutamente all'altezza dell'erudito panorama artistico del periodo, trasferendo e sintetizzando in questa forma artistica, più che in qualunque altro campo pittorico-architettonico-orafo, nell'intaglio ligneo l'alta qualità derivante dalle già affermate produzioni scultoree e architettoniche del romanico regionale.
La richiesta di manufatti liturgici dunque provenne dalla diffusione sempre più massiccia, dal XII secolo in poi, di chiese e monasteri, e il legno era il materiale più malleabile ed economico in circolazione, e facilmente reperibile data la presenza di boschi e foreste nella collina e nella montagna dell'Abruzzo. Inoltre la floridezza di alcune città abruzzesi, che si erano fatte conoscere nel resto del Regno di Napoli, come avverrà nel XIII secolo con Sulmona e L'Aquila, permise scambi sia commerciali sia culturali, e dunque l'interpretazione di stili già concretizzati in regioni quali la Toscana e l'Umbria, come dimostrano le prime Madonne aquilane.

### L'influenza gotica
Le influenze più importanti sono quelle dello stile gotico francese, importato da Carlo I d'Angiò dopo il 1268 nella battaglia di Tagliacozzo, e poi quelle umbro-toscane, in riferimento ad alcuni collegamenti delle Madonne abruzzesi con quelle della fascia di Orvieto, e anche del napoletano. Infatti i riflessi della corrente francesizzante della casa d'Angiò, appena insediatasi nella città partenopea, in Abruzzo si fecero subito sentire, dapprima nella Marsica (con la Madonna della Vittoria di Scurcola), e poi all'Aquila, allora in fase di crescita dopo la rinascita nel 1265.
Fu così che nella regione abruzzese, già a partire dalla fine del XIII secolo e gli inizi del XIV, lo stile d'impronta chiaramente romanica, venne aggiornato al compromesso gotico tra i severi schemi compositivi di origine romanica e le prime timide soluzioni lineari dell'arte francese

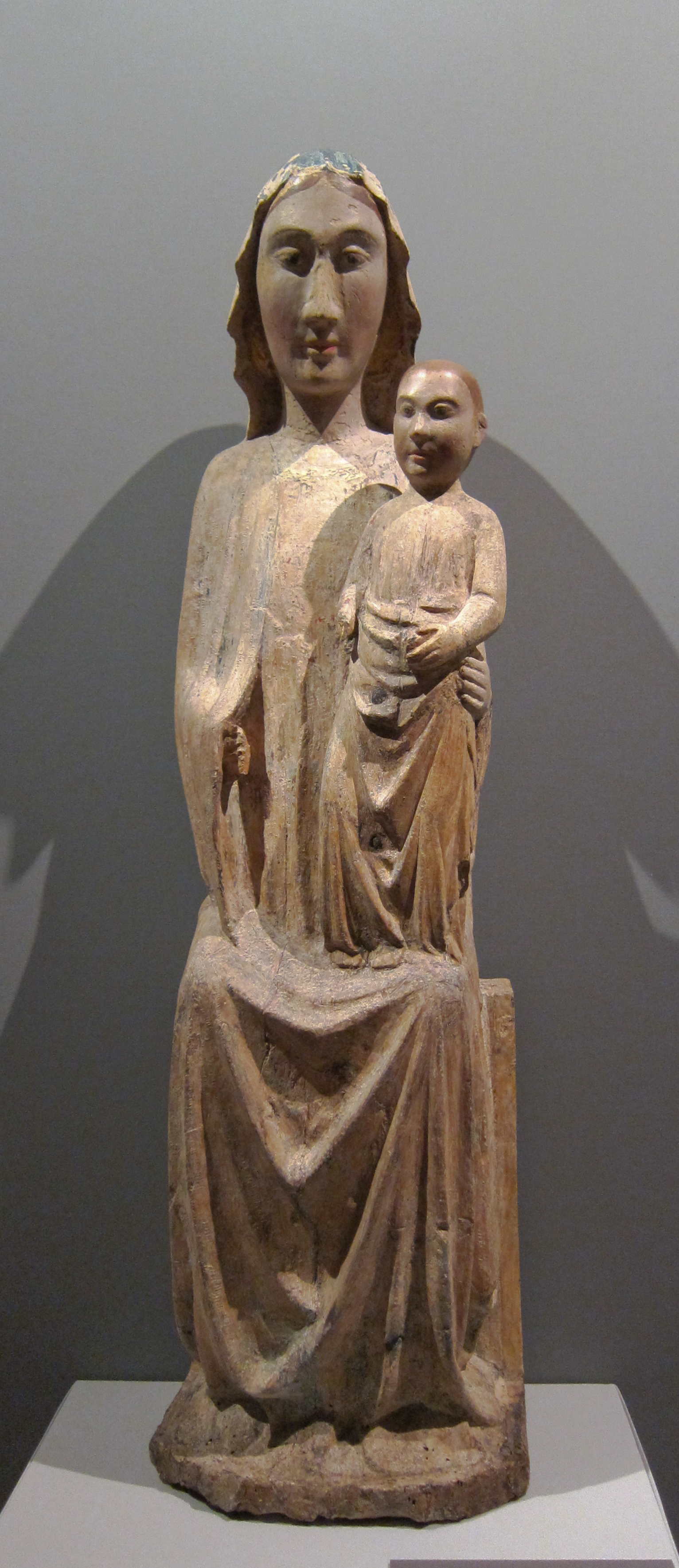
Madonna con Bambino del Maestro della Santa Caterina Gualino, Museo Nazionale all'Aquila.

Tali esempi del periodo di transizione, prima del gotico vero e proprio del XIV secolo, sono evidenti nella montagna dell'Abruzzo Ulteriore aquilano, e nella collezione del Museo diocesano di Chieti. Dal XIII secolo in poi i livelli qualitativi della produzione lignea aumentarono sempre di più, e oltre alle semplici statue, vennero realizzati dei veri e propri gruppi scultorei, oltre ai polittici e alle pale d'altare dipinte, anche se per questo bisognerà attendere la fine del Trecento e il pieno rinascimento quattrocentesco. Non è da escludere però che nel Trecento la tecnica della cassa lignea dipinta e intagliata non fosse frequente nelle committenze, giacché la Madonna di Fossa, della metà del XIV secolo, anche se danneggiata da un grave furto delle ante laterali, in origine aveva le formelle a riquadro delle due ante d'armadio dipinte con i temi frequenti delle "Storie della vita di Cristo e Maria".
Interessante notare come su questo nuovo linguaggio di matrice goticheggiante, la mano degli artisti locali, ugualmente per il campo pittorico degli esempi di San Pellegrino a Bominaco e di Santa Maria ad Cryptas a Fossa, riuscì a costruire una tradizione figurativa autonoma, nella quale gli elementi compositivi della forte tradizione romanica non gravavano come semplici sopravvivenze di un genere superato, ma continuavano a rappresentare l'espressione di consuetudini artistiche locali e della realtà culturale e religiosa locale. Infatti non sono casuali aggiunte prettamente personali degli artisti, così come nei casi romanici degli amboni, o delle pitture gotiche di San Pellegrino o di Santa Lucia a Rocca di Cambio, in cui la mano del pittore aggiunge tracce che squisitamente si collegano alla tradizione popolare locale. Ciò, specialmente nella pittura, continuerà a essere praticato anche nel periodo rinascimentale all'Aquila, per mano di Francesco da Montereale, del Maestro di Beffi, e di Andrea De Litio.

### Le Madonne romaniche
Tornando alla scultura, gli arcaici caratteri d'essenzialità dell'epoca proto-romanica e romanica (XI-XII sec), della solennità e della solidità, rivivono col gotico una nuova atmosfera più slanciata, sinuosa e plastica. Uno dei primi esempi riusciti di questo passaggio è la Madonna di San Silvestro, conservata nel Museo Nazionale all'Aquila, che costituisce uno dei capolavori di passaggio dal XIII al XIV secolo: si ritrovano soluzioni riconducibili alla nuova sensibilità artistica in base alla forma-modello della Vergine raffigurata come una regina. Presenza si grande rilievo di questo periodo è quella del Maestro della Santa Caterina Gualino all'Aquila, artista umbro formatosi in Abruzzo, a cui si devono gli esemplari della Madonna della Cattedrale di Teramo, della Madonnina di Santa Maria a Vico in Sant'Omero, e la Vergine di Santa Maria di Brecciano a Villa Brozzi, nel territorio di Montorio al Vomano.
Superata la piena fase della scultura francesizzante e giunti alle soglie del XV secolo, le scuole locali continuarono a interessarsi a relazioni artistiche con maestranze esterne, il cui centro di massima produzione fu L'Aquila. Uno dei maggiori esponenti, artista poliedrico, pittore, scultore, incisore, nel pieno rinascimento aquilano, fu Silvestro di Giacomo da Sulmona, meglio noto come Silvestro dell'Aquila, che diete seguito a una serie di importanti contatti con Firenze e Roma. Silvestro può essere considerato il protagonista della scultura lignea rinascimentale aquilana, nonché uno dei più documentati, dato che il resto delle maestranze fu caratterizzato dall'anonimato; egli rinnovò il modello della Madonna-Regina col Bambino, sostituendolo con quello della Madre, come dimostra l'esempio della statua del santuario della Madonna dei Lumi a Civitella del Tronto, in cui la Vergine si piega verso il Bambino nell'atto di adorazione. Dunque un netto stacco dalla figura assisa sul trono della Madonna benedicente, che assume ora caratteri più umani e materni: all'interno della scultura di Santa Maria dei Lumi è possibile individuare due principali filoni produttivi, quello della statua, e quello delle porte, i cui esemplari sono inferiori, essendosi dispersi a causa dei rifacimenti degli edifici.

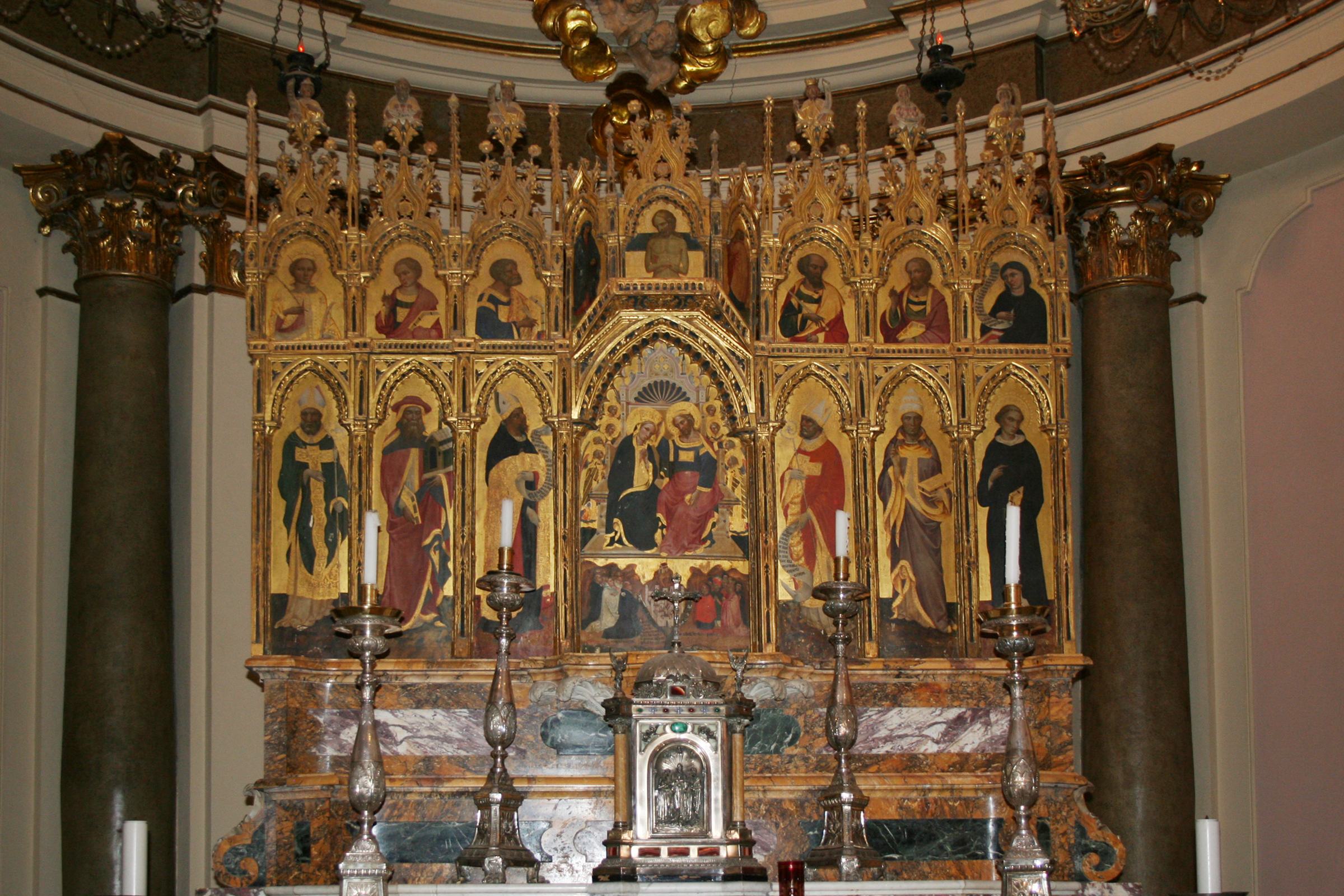
Polittico di Jacobello del Fiore nel Duomo di Teramo.

### Cultura della Madonna gotica
Non sempre il pittore e scultore coincidevano con la stessa persona, e ciò a riprova della complessità di esecuzione tecnica che caratterizzava la realizzazione scultorea. La produzione statuaria si orientò principalmente verso il gruppo scultore della Madonna col Bambino, seguendo una generale tendenza diffusasi in Italia centrale, sin dalla fine del XII secolo, che vide l'intera fioritura di veri e propri centri specializzati nella realizzazione del genere, e lo stesso dicasi della scultura delle lunette dei portali e della pittura rinascimentale, dove il tema della Vergine con Gesù Bambino è presentato nelle varie sfaccettature, spesso accompagnata da figure di santi.
Nell'epoca gotica, l'insieme del gruppo era realizzato in una composizione verticale idealmente racchiudibile in una forma ogivale. Tradizionalmente la scultura veniva conservata in un grande tabernacolo dipinto, da cui la tendenza a lavorare con maggior cura la parte anteriore della statua, quella visibile, come testimonia la Madonna di Fossa, con il tassello superstite delle due ante. Questo uso delle ante dipinte a riquadri affonda le radici nella tradizione bizantina, accanto a cui s'inserisce l'influenza tardoromanica gotica.

### Sculture varie gotiche
La produzione statuaria, a partire dalla fine del gotico fino al rinascimento, non riguardò solo le Madonne, ma anche i santi e la Crocifissione, come testimonia l'esempio del Christus patiens del Duomo di Penne, o quello di Sant'Onofrio a Vasto. Altra corrente del gotico è quella di realizzazione delle formelle dei grandi portali delle abbazie e delle cattedrali, di cui se ne conservano solo pochi esemplari, che subirono l'influsso di quelli del Duomo di Amalfi e del santuario di San Michele Arcangelo a Monte Sant'Angelo. Gli esempi più felici in Abruzzo sono il portale di San Clemente a Casauria, con le formelle dei castelli e dei feudi in suo possesso, e il portale di Sant'Agostino a Lanciano, con i classico tema dei fioroni nelle formelle dei riquadri.
Un'altra personalità determinate nell'ambito scultoreo è il Maestro di Caramanico, un personaggio dal nome sconosciuto che importò in Abruzzo la scultura alemanna, con influssi toscani. Il trittico della Madonna con San Maurizio e Santi Pietro e Giovanni Evangelista, proveniente dalla chiesa di San Maurizio a Caramanico Terme e conservato all'Aquila, ha fornito il termine di confronto per l'assegnazione di una nutrita serie di produzioni presenti a Scanno, con un affresco datato 1478, a Bugnara nella chiesa di Santa Maria delle Grazie, a Sulmona con i più tardi affreschi nella chiesa di San Francesco della Scarpa e a Popoli Terme nella parrocchia di San Francesco, nonché a Sant'Eufemia a Maiella e Castel di Sangro.

### La Madonna del Colle di Pescocostanzo
La grande produzione scultorea in legno riguarda nella stragrande maggioranza dei casi le Madonne. Le statue erano generalmente realizzate utilizzando un unico pezzo di legno e la loro conformazione si adattava alla sezione di tronco da cui erano ricavate, facendo in modo che il corpo da rappresentare seguisse la curva obbligata creata dal legno. Il tronco veniva alleggerito svuotando nella parte interna e poi, attraverso appositi strumenti, modellato all'esterno in forme affusolate sulle quali erano applicate delle sottili strisce di lino, a loro volta ricoperte da uno strato di mestica, composto da gesso e colla. Tale operazione permetteva di levigare la superficie per rifinirne l'intaglio, rendendo la scultura pronta per la decorazione con il colore ad acqua, la cui vivace policromia conferiva una particolare vitalità e forza di suggestione al manufatto.

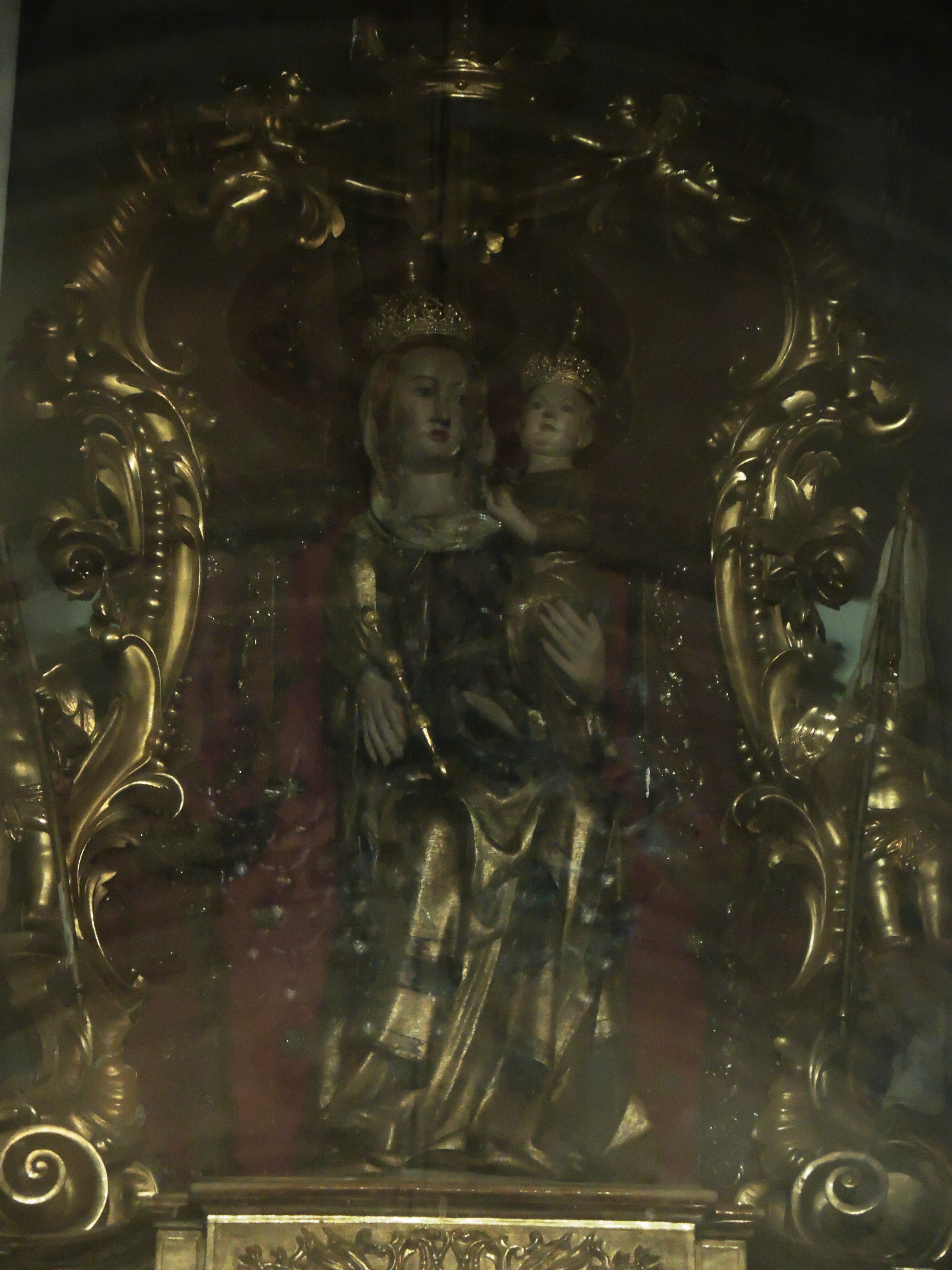
Madonna della Vittoria di Scurcola Marsicana.

La statua lignea più antica oggi conservata è quella del Duecento della Madonna del Colle a Pescocostanzo, conservata nell'omonima collegiata. La statua dipinta mostra tutte le tipiche caratteristiche del romanico bizantineggiante, con la figura in posizione statica assisa sul trono, che con una mano sorregge il Bambino e con l'altra benedice. La resa espressiva dei volti è molto semplice e stilizzata, la rigidità del fusto sia della Vergine sia del Bambino è più che lampante, e lo stesso può dirsi per la madonna della chiesa di Santa Maria delle Grazie di Ari, nel chietino.

### Le Madonne due-trecentesche
Le Madonne abruzzesi del Duecento e del Trecento sono svariate, molte delle quali conservate nel Museo Nazionale all'Aquila, mentre altre nelle chiese dei vari centri della valle dell'Aterno e della piana di Navelli, ma anche nel teramano e nel chietino. 

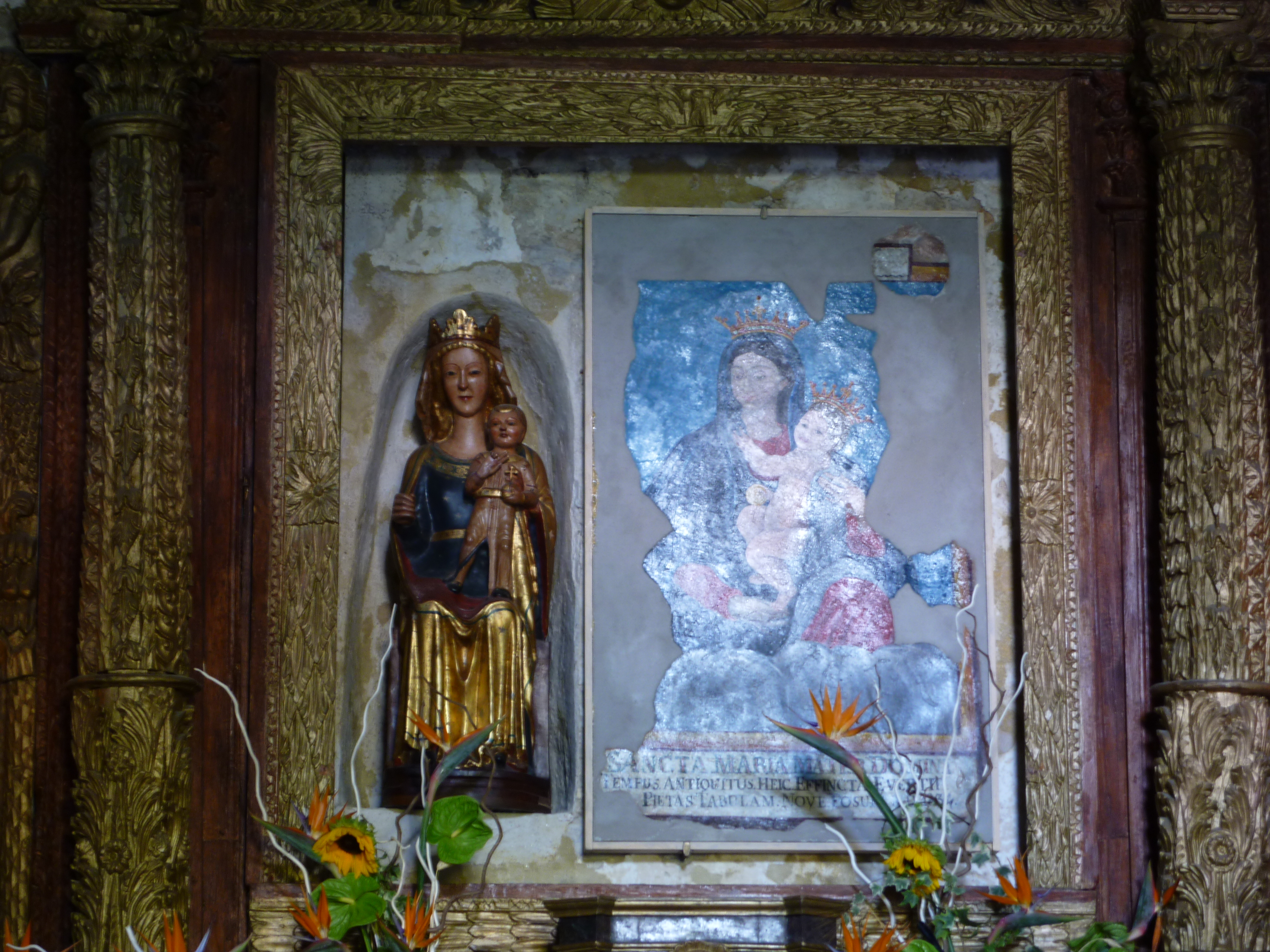
Statua di Mater Domini, nel santuario di Fraine.

In una mostra tenutasi a Rimini per il restauro di alcune Madonne dopo il terremoto del 2009, sono state trovate fortissimi legami della tradizione medievale con quella rinascimentale, così come nelle raccolte del Museo d'arte sacra della Marsica a Celano: le Madonne con Gesù Bambino ostentano infatti un'intensa vivacità di affetti, sia quando sono atteggiate alla pensosa severità degli sguardi, negli esemplari del periodo di transizione dal romanico al gotico, sia quando entrano in affabile rapporto con lo spettatore.
Per questa ragione gli esemplari non sono mai distanti dal punto di vista stilistico, perché sono concepito in un dialogo, affermano in tal modo la loro umanità e la loro divinità, segno eloquente dell'arte popolare devozionale, intesa come arte di comunità.

### La Madonna della Vittoria di Scurcola e derivazioni
In età medievale sopravvive sono al XIII secolo il substrato romanico-bizantineggiante, e l'autonomia stilistica abruzzese venne confermata soltanto nel Rinascimento, con le presenze di Silvestro di Giacomo, Andrea De Litio e Saturnino Gatti. La prima Madonna che può essere senza dubbio definita "gotica" è quella dell'abbazia di Santa Maria della Vittoria di Scurcola, rinvenuta nel XVI secolo tra le macerie del monastero in una cassa, e conservata nella nuova parrocchia di Santa Maria in cima al paese. La Madonna, realizzata durante il periodo di costruzione del monastero voluto da Carlo I d'Angiò per la vittoria a Tagliacozzo contro Corradino di Svevia, nella sua realizzazione ha visto perpetuarsi l'influsso francese angioino. L'evidenza sta nella resa sinuosa e slanciata del corpo, nel panneggio nobile tipico delle dame di Francia, nell'espressività del volto, nella posizione del Bambino che con una mano s'aggrappa ai capelli della madre, e la corona, primo esempio della Madonna-Regina in Abruzzo.
Nel Trecento furono prodotte la Madonna di Castelli presa dalle rovine del monastero di San Salvatore, la Madonna di Assergi nella chiesa di San Franco, la Madonna d'Ambro proveniente da San Pio di Fontecchio. La Madonna di Castelli è intagliata in due blocchi cavi di noce, che conferiscono una consistenza monumentale al compatto gruppo di Maria e di Gesù, ideato per essere collocato in un trono, oggi distrutto. La Vergine sfuma il suo ruolo di regina, descritto dalla corona un tempo ornata di borchie di vetro, in un'espressione confidenziale, mentre il Bambino incoronato, punta verso l'osservatore uno sguardo fermo, leggermente assorto e giudice.
La Madonna d'Ambro, così nominata forse in riferimento a un santuario di Ascoli Piceno dipendente dall'abbazia di Farfa, fin dalla prima occhiata tradisce un ascendente di staticità bizantina. Nella sontuosa acconciatura di Maria, i fili di perle che ricadono come quelli dell'imperatrice di Costantinopoli, poi la ierace regalità che si addolcisce nell'espressione materna di allattante, denunciano senza ombra di dubbio la ripresa di antichi schemi secolari artistici. E non a caso Madonne del Latte sono state raffigurate soprattutto in età rinascimentale da Andrea De Litio, a Santa Maria Maggiore di Guardiagrele e a Santa Maria Assunta di Atri.

## Lista degli scultori medievali attestati

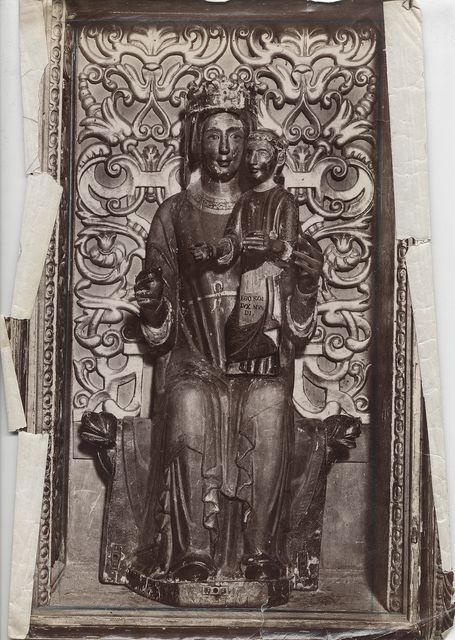
La Madonna del Colle (XII secolo), presso la collegiata di Pescocostanzo

La lista parziale proviene dal volume di Mario Moretti: Architettura medioevale in Abruzzo. Dal VI secolo al XVI secolo (1968); l'autore consultò per la stesura innanzitutto il Dizionario degli artisti abruzzesi di Vincenzo Bindi e le opere di Gavini, Piccirilli, Toesca, Matthiae.
- Acuto: realizzò l'ambone di Sant'Angelo a Pianella (1180 ca.)
- Alessandro: nel 204 realizzò il portale minore di San Giovanni in Venere
- Andrea: nel XIII secolo realizzò il pulpito di San Pieto ad Alba Fucens
- Andrea Lombardo: nel 1471 realizzò il portale della chiesa di Sant'Antonio a Tossicia
- Antonio da Lodi: (1493-98) realizzò i campanili delle cattedrale di Teramo ed Atri, fu a capo di una bottega che realizzò i campanili "fratelli" tra Chieti, Città Sant'Angelo, Penne, Corropoli, Campli
- Armanino da Modena: nel 1237 realizza l'abside con l'affresco della chiesa di Santa Maria di Cartignano a Bussi
- Bartolomeo Iacobi: nel 1335 realizza il campanile della Cattedrale di Chieti, di cui si conserva la parte di base
- Berardo: nel 1122 realizza il portale della chiesa di San Tommaso di Paterno a Caramanico Terme
- Diodato Romano: nel 1332 realizza il portale maggiore della Cattedrale di Teramo
- Nicola Mancino di Ortona: alla fine del Duecento realizza i portali di Santa Maria della Civitella a Chieti, e della Cattedrale di Ortona
- Rogerio da Fregene: nella seconda metà del Trecento realizza i portali di San Pietro e San Giuseppe (al secolo Sant'Agostino) a Vasto
- Giovanni: nel 1146 con il lapicida Mastino realizza il portale della chiesa di Santa Maria delle Grazie a Rosciolo
- Giovanni di Guido Gualtiero: nel XIII secolo realizza il gruppo di statue del portale di San Pietro ad Alba Fucens
- Francesco Petrini: nel 1317-20 realizza i portali e i rosoni delle chiese di Lanciano: Santa Maria Maggiore, Sant'Agostino, Santa Lucia
- Gulatieri d'Alemagna: nel 1412-32 realizza il Mausoleo di Pietro Lalle Camponeschi nella chiesa di San Biagio d'Amiterno all'Aquila
- Maestro della Cappella Caldora (XV secolo): realizza il mausoleo funebre di Jacopo Caldora per l'abbazia di Santo Spirito al Morrone, Sulmona
- Giovanni Teutonico: nel 1476 realizza il timpano di Santa Maria Assunta a Caramanico
- Maffio: nel 1488 realizza il chiostro del convento di San Francesco a Fontecchio
- Martino: nel 1446 realizza il portale di Santa Maria delle Grazie a Rosciolo
- Martino Bebiasca Lombardo: nel 1452 realizza il portale gotico del monastero dei Santi Cosma e Damiano a Tagliacozzo
- Maestro Lombardo (?): portale della chiesa di San Marcello ad Anversa
- Matteo Capro da Napoli: nel 1420 realizza il portale della chiesa di San Massimo ad Isola del Gran Sasso; un altro Matteo (forse lo stesso), nel 1425 realizza i portali della chiesa di Santa Maria Nuova a Cellino, e di Sant'Agostino ad Atri
- Mecolo da Penne: nel XV secolo realizza il portale della chiesa di Santa Maria Assunta o Santa Sinforosa a Tossicia
- Nicodemo da Guardiagrele: nel 1150-66 realizza gli amboni di Rosciolo dei Marsi, Moscufo, San Martino sulla Marrucina
- Pietro Amabile: nel 1197 realizza l'ambone della chiesa di San Michele a San Vittorino (L'Aquila)
- Pietro Angelo: nel 1375 realizza il portale della chiesa di Sant'Antonio di Chieti, a imitazione di Santa Maria della Civitella
- Raimondo di Poggio: nel 1288-1308 realizza i portali romanici della Cattedrale di Atri
- Rainaldo di Atri: nel 1305 realizza il portale maggiore della Cattedrale di Atri, forse nello stesso periodo dell'ex chiesa di Sant'Andrea, poi divenuta sede dei Gesuiti e attualmente teatro comunale
- Roberto di Ruggero: con la bottega di Nicodemo di Guardiagrele, nel 1166 ca realizza gli amboni di San Clemente al Vomano e Rosciolo del Marsi (S.Maria Valle Porclaneta)
- Nicola Salvitti: nel 1391 firma il portale della Cattedrale di Sulmona, nello stesso periodo realizza il portale della chiesa di Santa Maria della Tomba
- Maestro di Sant'Agostino (?): nel 1315 firma il portale dell'ex chiesa di Sant'Agostino di Sulmona, rimontato nella chiesa di San Filippo Neri
- Stefano di Moscino: pulpito della parrocchia di Mosciano Sant'Angelo
- Tancredi da Pentima: nel 1272 firma la fontana delle 99 cannelle all'Aquila

## Lista di sculture lignee, oreficeria e pietra medievali (XII-XV secolo)

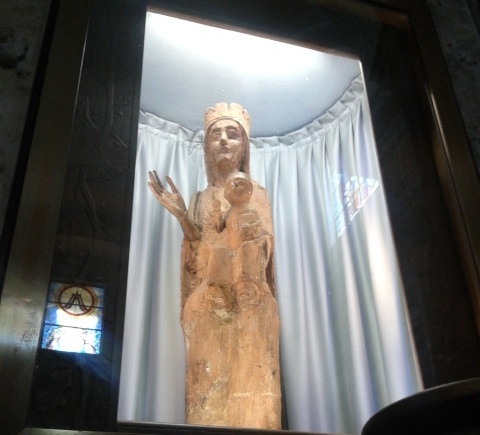
Madonna dei Bisognosi nel santuario di Pereto (AQ)
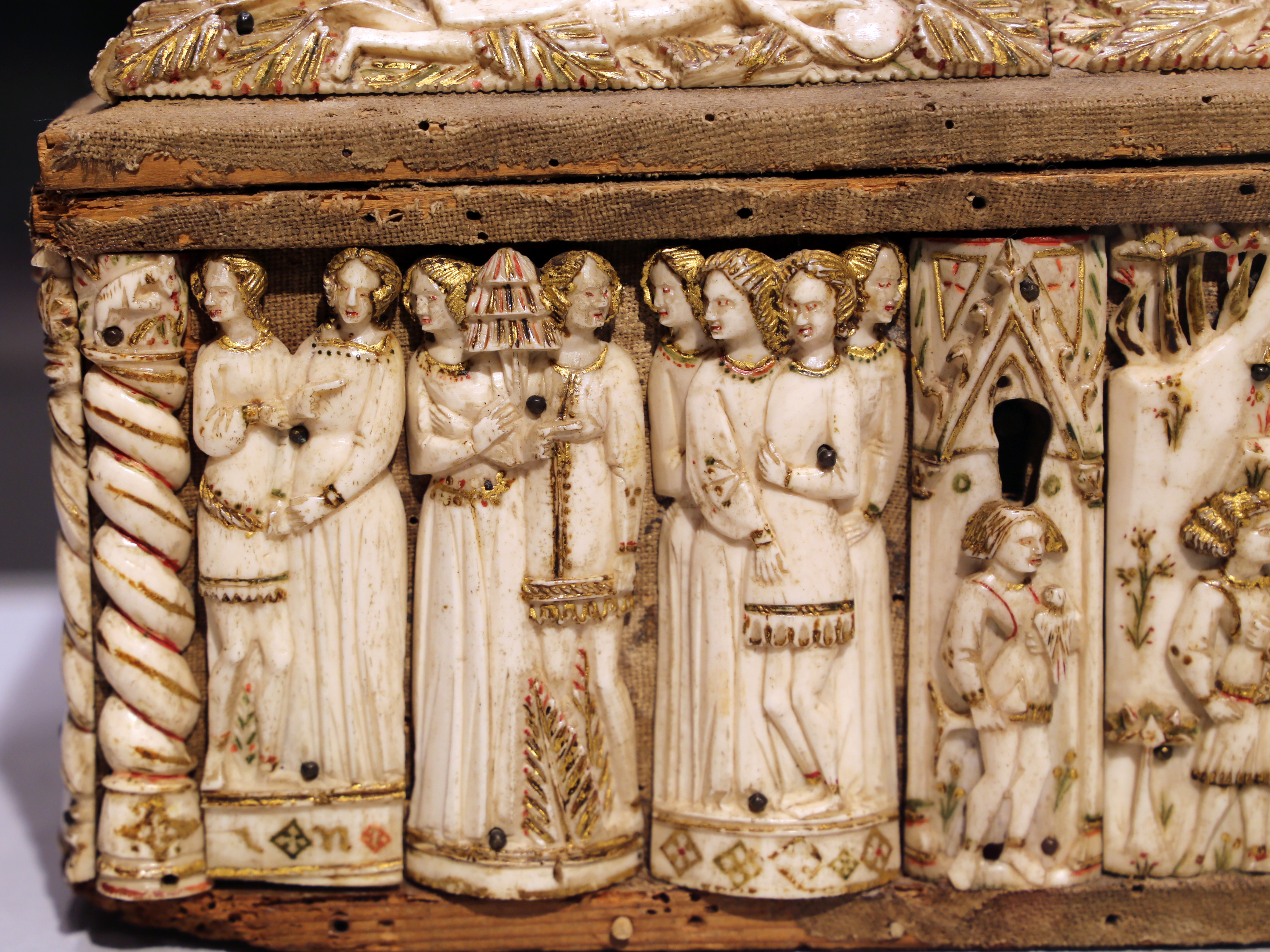
Cofanetto di Baldassarre degli Embriachi, dalla Cattedrale di Penne, Museo Nazionale d'Abruzzo (L'Aquila)
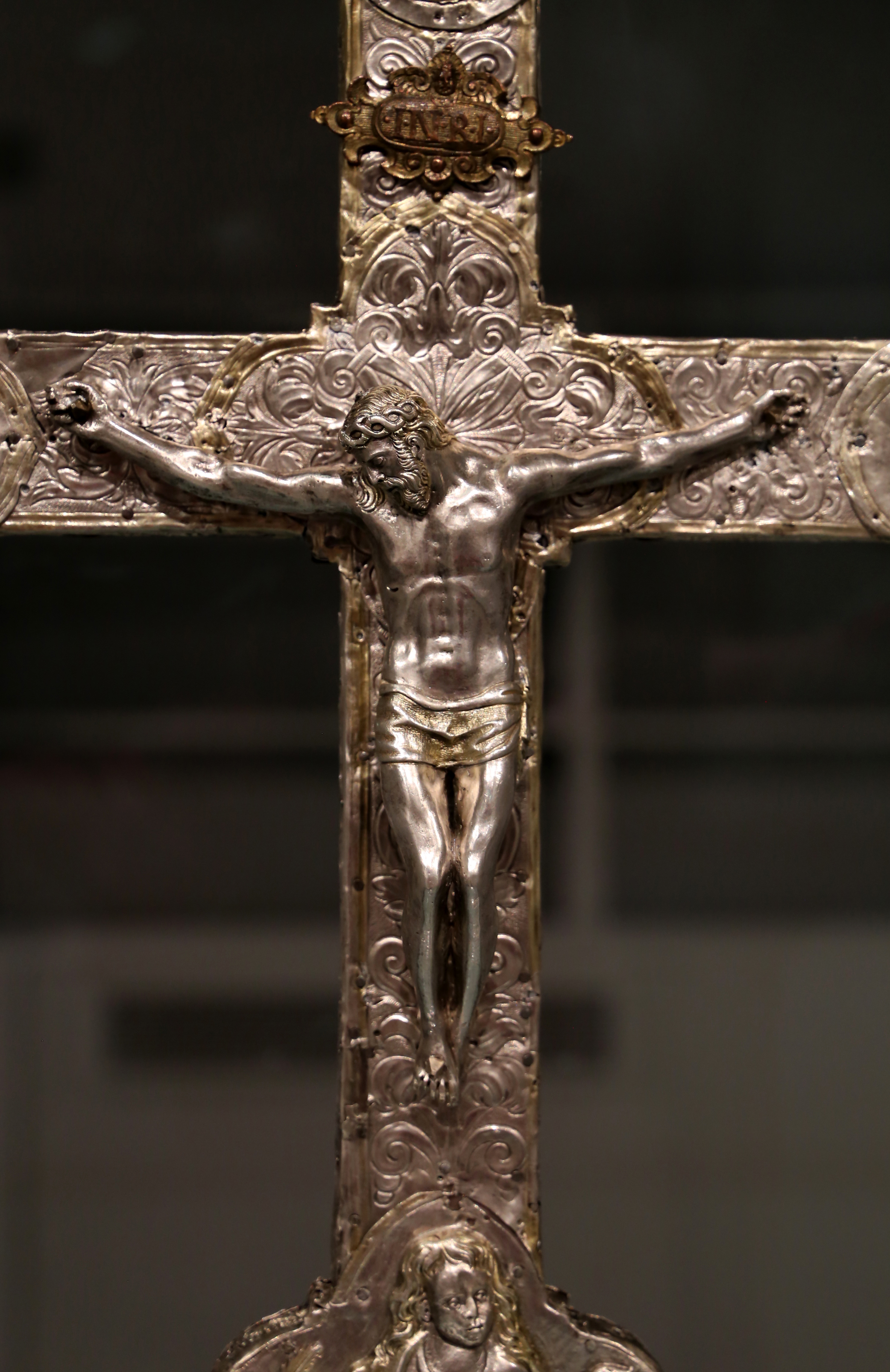
Fabrizio Pipino, Croce astile, dalla Cattedrale di Penne, Museo Nazionale d'Abruzzo
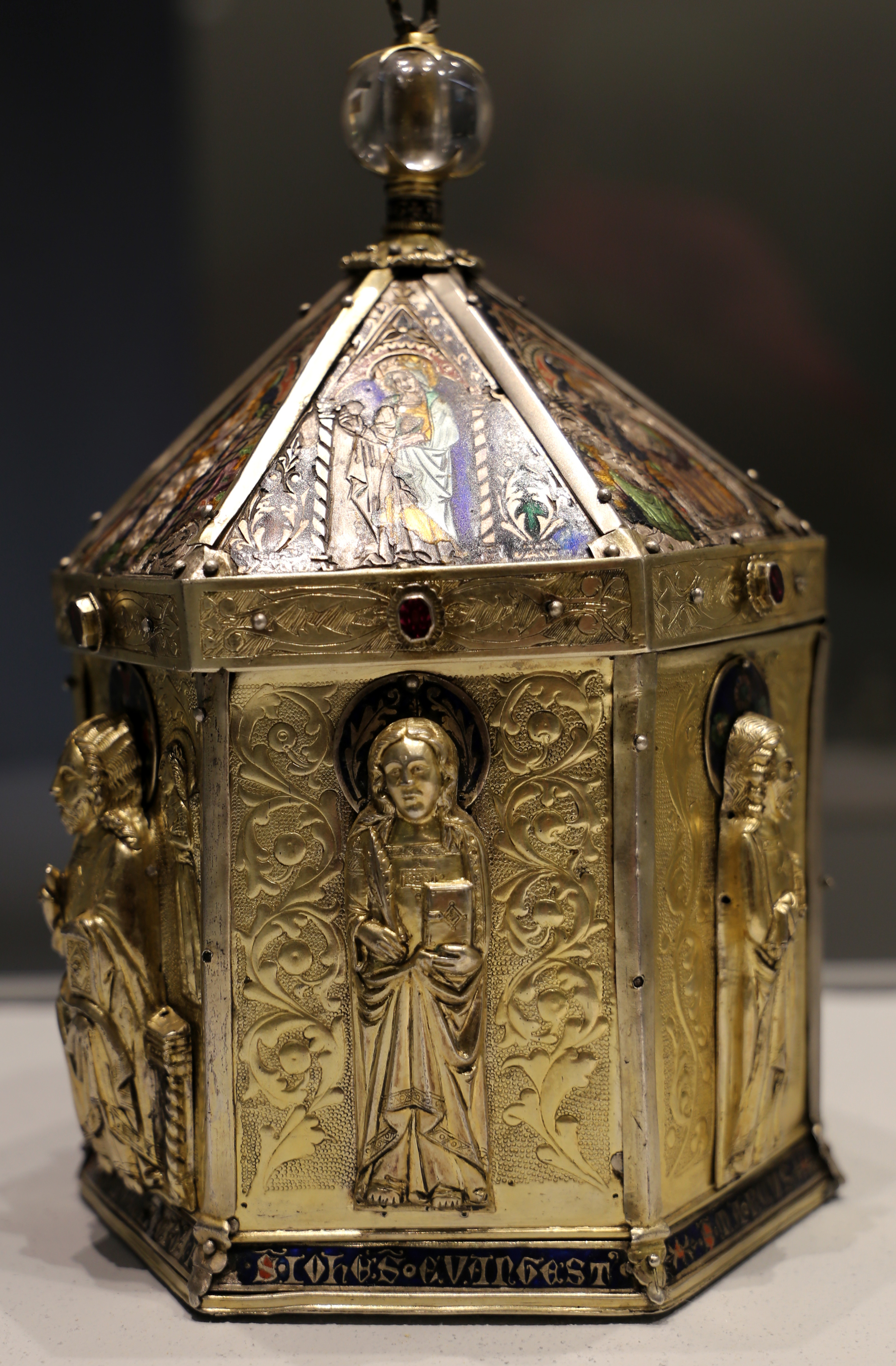
Giovanni d'Angelo da Penne, Cofanetto reliquiario proveniente dalla Cattedrale di Penne (1390), Museo Nazionale d'Abruzzo
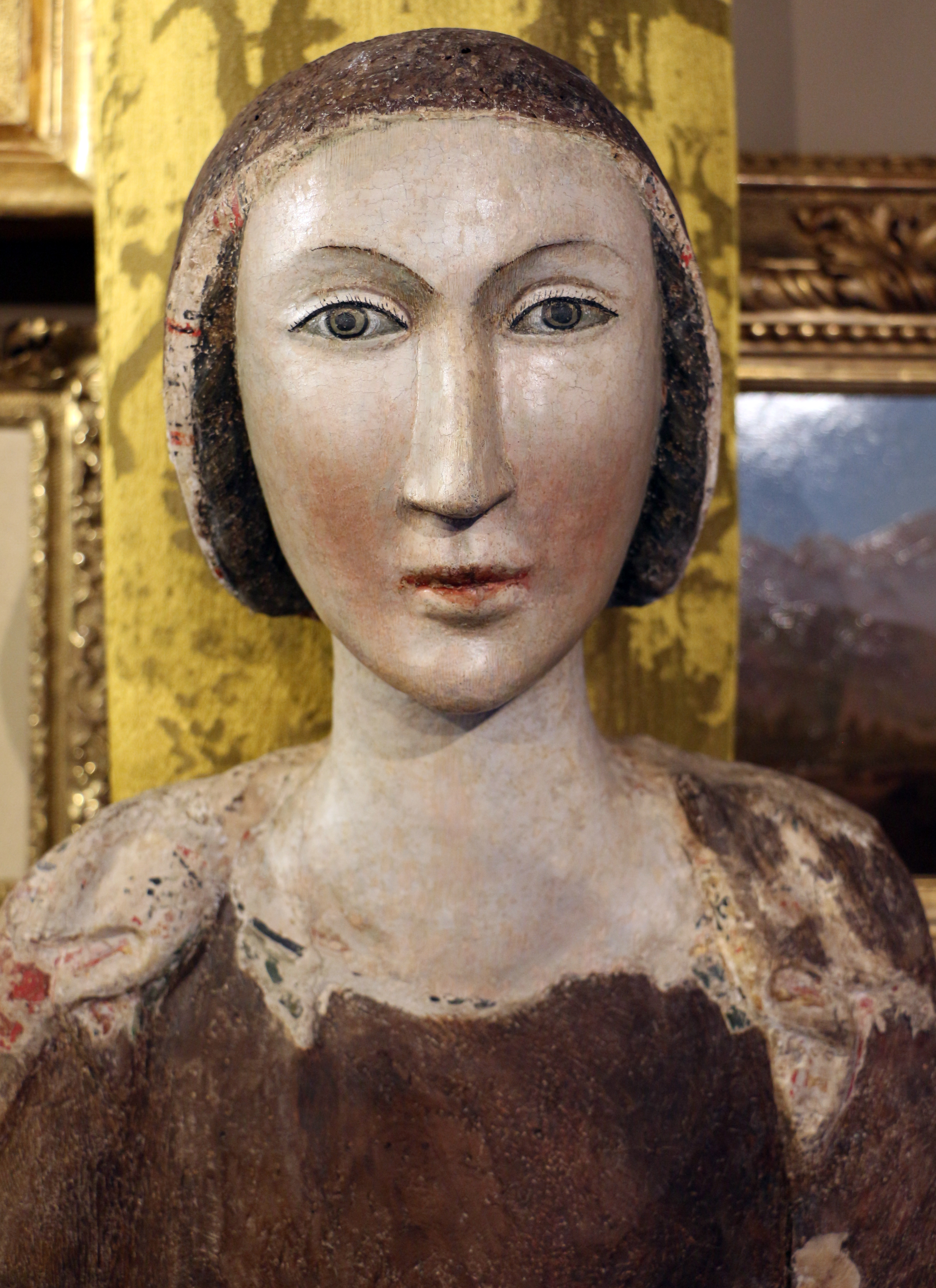
Particolare del volto della "Sant'Anna Metterza", rinvenuta da Francesco Verlengia presso la chiesa di Sant'Anna al cimitero di Chieti, ora nel deposito del Museo diocesano di Chieti
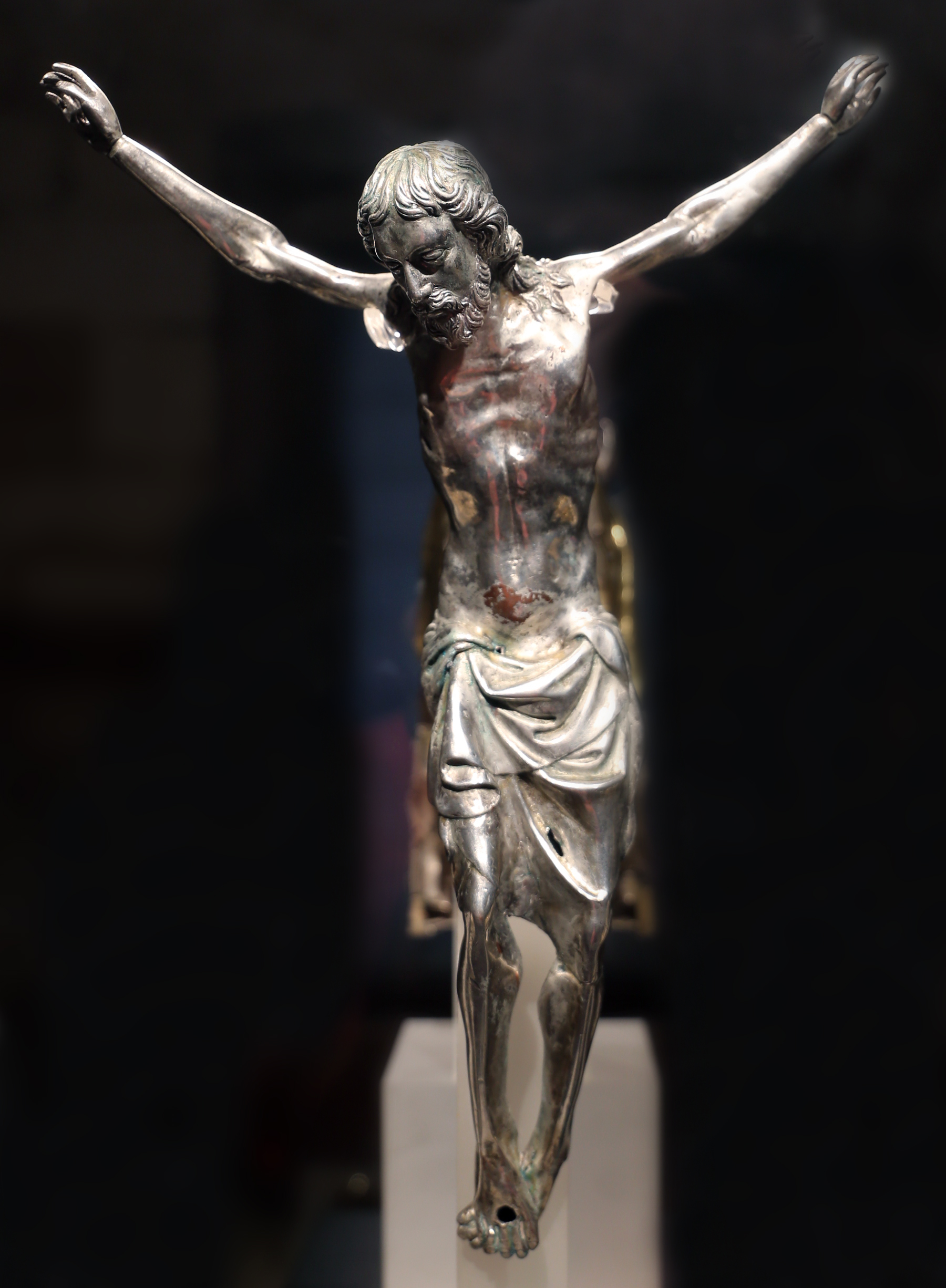
Crocifisso, frammenti, della Cattedrale di Guardiagrele (1431), conservato nel Museo del Duomo a Guardiagrele

- Madonna dei Bisognosi (XI-XII sec?), santuario della Madonna dei Bisognosi di Pereto, una delle sculture lignee più antiche d'Abruzzo
- Madonna con Bambino o "Madonna del Colle", XII secolo, basilica di Santa Maria del Colle, Pescocostanzo
- Madonna delle Grazie di Ari (XIII secolo), santuario della Madonna delle Grazie, attualmente in restauro presso il museo diocesano di Lanciano
- Christus patiens o Cristo deposto di Penne (1290), dal Duomo di San Massimo, primo esempio documentato di Crocifisso gotico abruzzese, conservato nel Museo Nazionale d'Abruzzo, L'Aquila
- Madonna con Bambino (Bambino perduto)[35], prima metà del XV sec, dalla chiesa dell'Annunziata dei Crociferi, Chieti (Museo diocesano teatino)
- Sant'Antonio abate[36], fine XIII secolo, dalla chiesa di San Salvatore, Fara Filiorum Petri (Museo diocesano teatino)
- San Benedetto (fine XIII secolo)[37], dalla chiesa di San Salvatore, Fara Filiorum Petri (Museo diocesano teatino)
- Madonna col Bambino (metà XIV secolo), dalla chiesa della Santissima Trinità di Chieti (Museo diocesano teatino)
- Statua antica di San Nicola di Bari (XIV secolo) dalla chiesa di San Nicola in Pretoro (Museo diocesano teatino)
- Statua antica di Sant'Antonio abate (XIV secolo) dalla chiesa di Sant'Antonio a Chieti (Museo diocesano teatino)
- Madonna col Bambino o "Madonna di Orsogna" (metà XIV secolo), dalla chiesa di San Nicola di Bari, Orsogna (Museo diocesano teatino)
- Sant'Eufemia (fine XIII secolo?) dalla chiesa di Sant'Antonio, Chieti (Museo diocesano)
- Crocifisso di Villamagna (XIV secolo)[38], forse bottega di Francesco Petrini, dalla chiesa di Santa Maria Maggiore (oratorio dell'Assunta)
- San Martino in veste di vescovo (metà XV secolo), dalla chiesa di San Cristinziano, ex San Martino in San Martino sulla Marrucina (Museo diocesano teatino)
- Crocifisso di Fara Filiorum Petri (XV secolo), rinascimentale, dal ripostiglio della chiesa di San Salvatore a Fara Filiorum Petri (mancano le braccia), conservato nel Museo diocesano teatino
- Sant'Antonio abate (metà XIII secolo) influssi ancora romanici, dalla chiesa abbazia di San Pancrazio di Roccascalegna. conservato nel Museo diocesano teatino
- Sant'Anna "Metterza", gruppo di Sant'Anna con Madonna e il Bambino, (XIII secolo), dalla chiesa di Sant'Anna al cimitero, Chieti, conservata nel Museo diocesano teatino
- Sant'Urbano papa (XIV secolo), dalla chiesa madre di Sant'Urbano, Bucchianico
- Crocifisso di Bucchianico, del XV secolo, nell'abside della chiesa di Sant'Urbano a Bucchianico
- Madonna dell'Aiuto (XV secolo), primo rinascimento, dalla chiesa di San Francesco di Guardiagrele, Museo del duomo di Guardiagrele
- Santa Maria Lauretana (XII secolo, ridipinta nel XVII), chiesa della Madonna del Carmine di Pianella
- Crocifisso di Santa Maria Maggiore (XIV secolo), forse scuola di Francesco Petrini (?), chiesa di Santa Maria Maggiore, Lanciano, nicchia di sinistra
- Crocifisso di Sant'Agostino di Chieti (XV secolo), chiesa di Sant'Agostino, Chieti
- Madonna di Castel Castagna (XIII secolo), chiesa di Santa Maria di Ronzano, Castel Castagna, correlazioni con le Madonne di Rieti, Nocera Umbra
- Madonna con Bambino di Santo Spirito (XIII secolo, ridipinta), proveniente dall'ex chiesa di santa Maria Assunta (già convento dei Padri Celestini, al cimitero di Bucchianico), ora nel palazzo del santuario di San Camillo de Lellis, Bucchianico
- Gruppo dell'Incoronazione della Vergine Regina dei Cieli, opera di Nicola da Guardiagrele, anni Trenta del 1400, traslato nel Museo del duomo di Guardiagrele, sostituito da una copia preso il portale maggiore della cattedrale
- Cofanetto di San Francesco (XIII secolo) oreficeria sulmonese in stagno, presso il Museo diocesano di Castelvecchio Subequo, proveniente dal convento di San Francesco; raffigurazioni di chimere, San Pietro catturato tra soldati romani
- Reliquiario del Sangue di San Francesco d'Assisi, oreficeria (XV secolo), presso il Museo diocesano di Castelvecchio, dal convento di San Francesco, raffigurazioni in placca a smalto dell'Annunciazione lato recto, e Madonna col Bambino lato verso, con San Francesco ammaestrato dal Padre Eterno; nei fusti sono raffigurati un'arpia, lo stemma dei Caetani, San Francesco e la Maddalena
- Madonna in trono con Bambino (La Pasquarella), dal convento di San Francesco (1412), argento dorato, cappella del Santo
- San Ludovico da Tolosa (XIV secolo), convento di San Francesco, cappella del Santo
- Santa Caterina d'Alessandria (XIV secolo). dal convento di San Francesco, museo del convento
- San Michele uccide il drago (XV secolo), Collegiata di San Michele a Città Sant'Angelo, secondo altare da parete sinistra
- Portale della Collegiata di San Michele in Città Sant'Angelo (1326), ghimberga gotica con al centro della lunetta il Santo che uccide il drago. Francesco Gandolfo dci ha visto la mano della bottega di Francesco Petrini di Lanciano
- Sarcofago del Vescovo Amico di Buonamicizia, Collegiata di San Michele, Città Sant'Angelo (metà del XV secolo), sarcofago attaccato al muro, sorretto da tre balaustre a forma di angelo orante sopra dei telamoni dall'aspetto umano. La figura del vescovo in atteggiamento supino orante è sopra la cassa
- Statua della Madonna dell'Assunta o della Selva (XV secolo, rinascimento popolare), Castelfrentano, santuario della Madonna dell'Assunta
- Madonna Nera (XV secolo) chiesa di San Francesco al Corso, Chieti
- Gruppo della Crocifissione tra la Vergine Addolorata e la Maddalena (XV secolo), chiesa di San Francesco, Popoli Terme
- Cofanetto in avorio del convento di San Francesco a Castelvecchio Subequo (XV secolo), scene di vita cortese sui lati
- Statua di Santa Giusta in veste di martire (1330?), cripta della chiesa di Santa Giusta di Bazzano (L'Aquila)
- Sirena bicaudata e scene bibliche dell'Antico Testamento - tomba monumentale Orsini nel Duomo di Guardiagrele (XIII-XIV secolo)
- Antico paliotto del Duomo di Guardiagrele, ligneo, XIV secolo, con Angeli reggi-stemma
- San Ludovico da Tolosa (XV secolo), chiesa di San Francesco della Scarpa, Sulmona
- Crocifisso di Campli (XIV secolo), forse dal convento di San Francesco in Campli, museo diocesano camplese
- Candelabro pasquale dell'abbazia di Santa Maria Arabona (Manoppello), XIII secolo
- Le due ante lignee originali della chiesa di Santa Maria in Cellis (Carsoli), anno 1132, i portali lignei più antichi d'Abruzzo, conservati nel Museo diocesano d'Arte Sacra Marsicana - castello Piccolomini di Celano - Storie della vita di Gesù e Maria
- I battenti lignei della chiesa di San Pietro di Alba Fucens (XII secolo), conservati nel Museo d'Arte Sacra Marsicana - Celano, con il Tetramorfo, i santi benedettini, girali vegetali, cavalieri normanni e Profeti della Bibbia
- Scultura dell'altare della cripta dell'abbazia di San Clemente a Casauria (IV secolo d.C.) Cristo rinnegato dagli apostoli
- Rilievo romanico di Cristo tra angeli e cherubini - abbazia di Santa Maria del Lago - Moscufo (XII secolo)
- Madonna dell'Annunziata (XV secolo), presso la chiesa dell'Annunziata in Civitaluparella
- Statua di Santa Lucia (XV secolo, poi ridipinta), chiesa madre di San Nicola, Pennadomo
- Madonna con Bambino (XV secolo) chiesa di San Giovanni Decollato, Monteferrante
- Madonne provenienti dalle chiese di Sant'Agostino e Santa Maria Maggiore di Lanciano (XIII-XIV secolo), conservate nel Museo diocesano di Lanciano
- Madonna con Bambino o "del Casale" (XV secolo), chiesa di San Giovanni apostolo di Colledimezzo, proveniente dalla scomparsa chiesa della Madonna del Casale
- Statua di San Giovanni apostolo (XV secolo) nella parrocchia di Santa Maria delle Grazie, San Giovanni Lipioni
- Statua della Madonna del Monte (XIII secolo) - chiesetta della Madonna del Monte, Castiglione Messer Marino

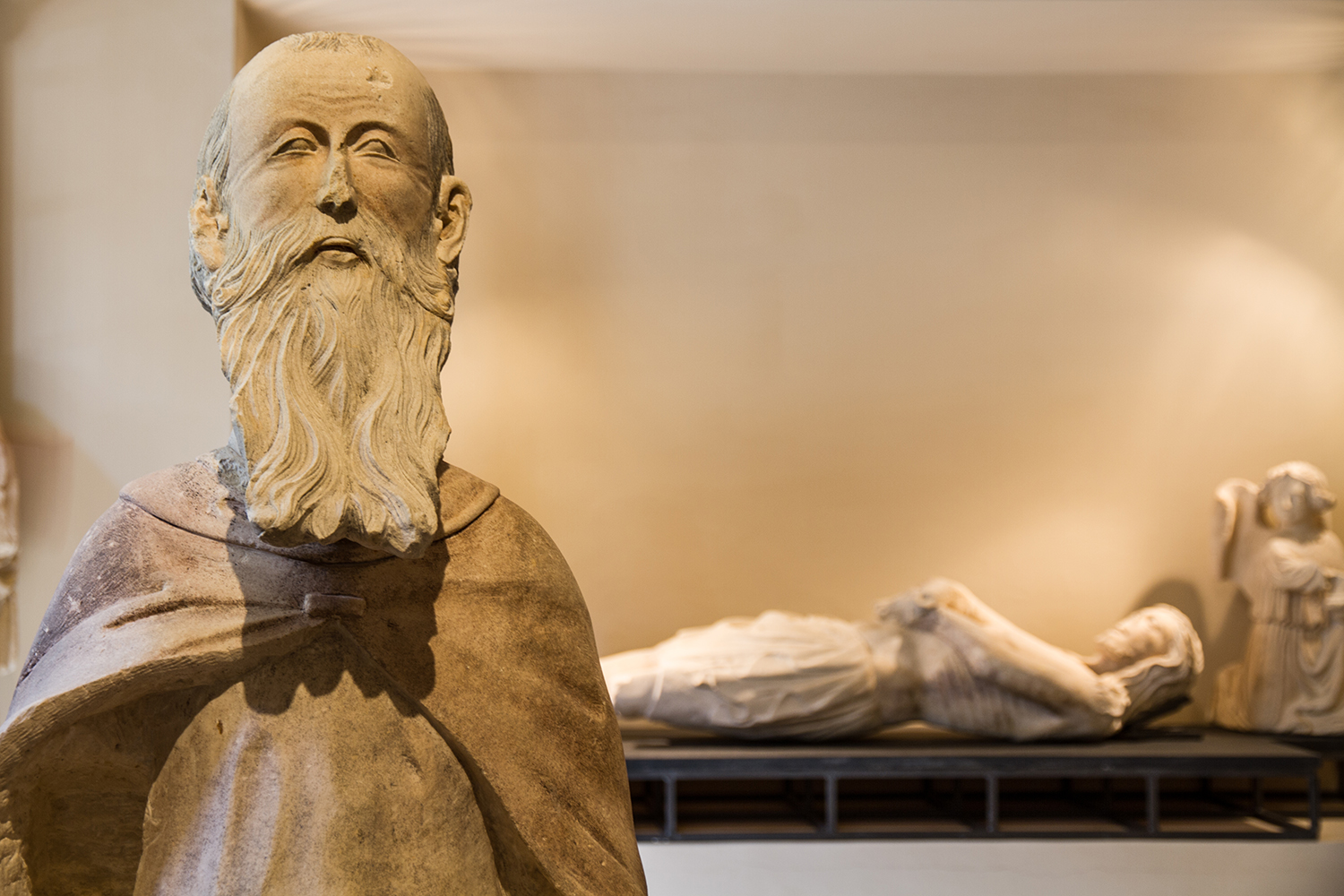
Statua di Sant'Antonio abate, scuola teutonica (XIV secolo), dall'ex chiesa di Sant'Antonio di Guardiagrele, ora nell'Antiquarium medievale di Guardiagrele
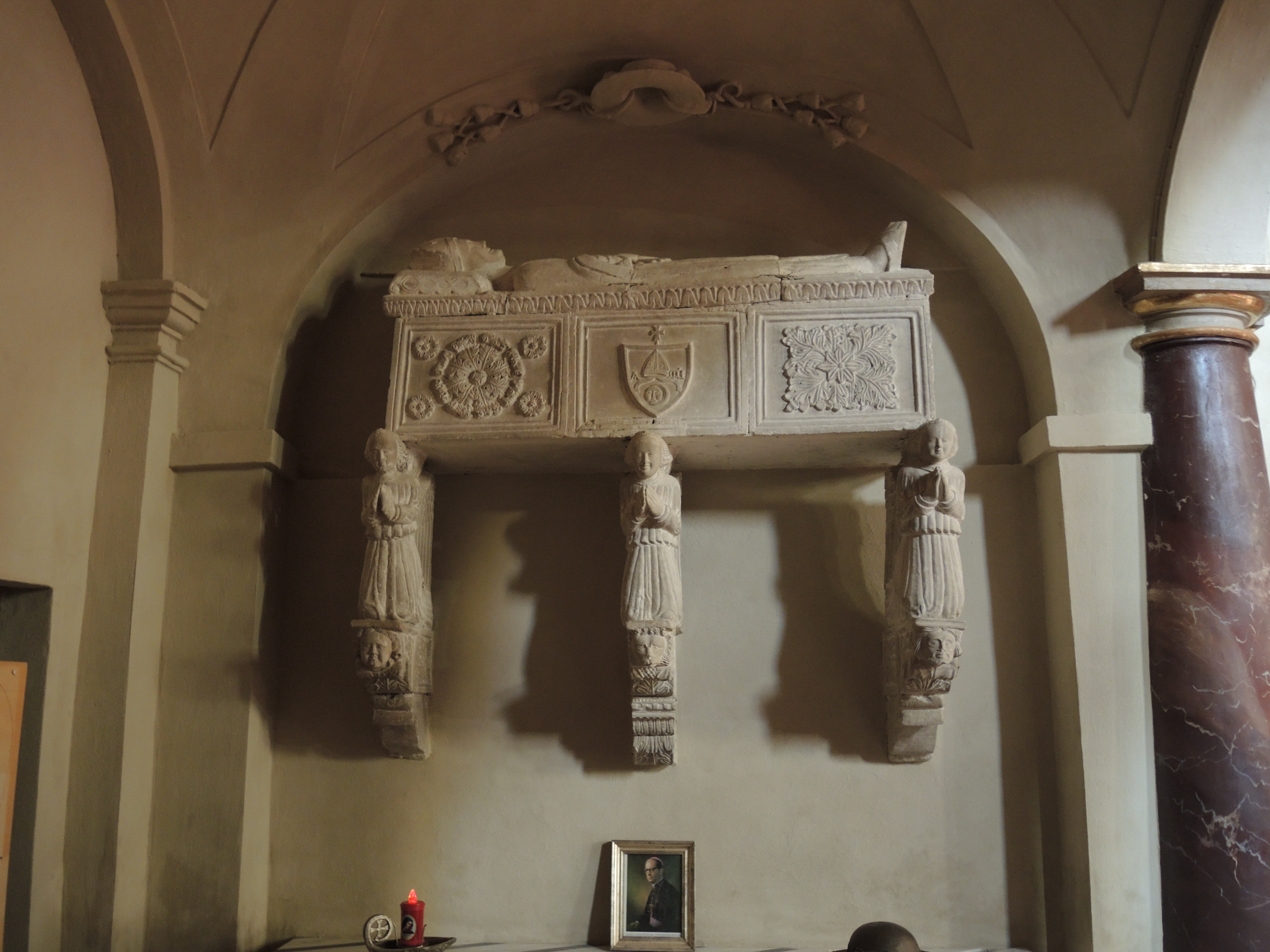
Sarcofago del vescovo Amico di Buonamicizia, Collegiata di San Michele a Città Sant'Angelo
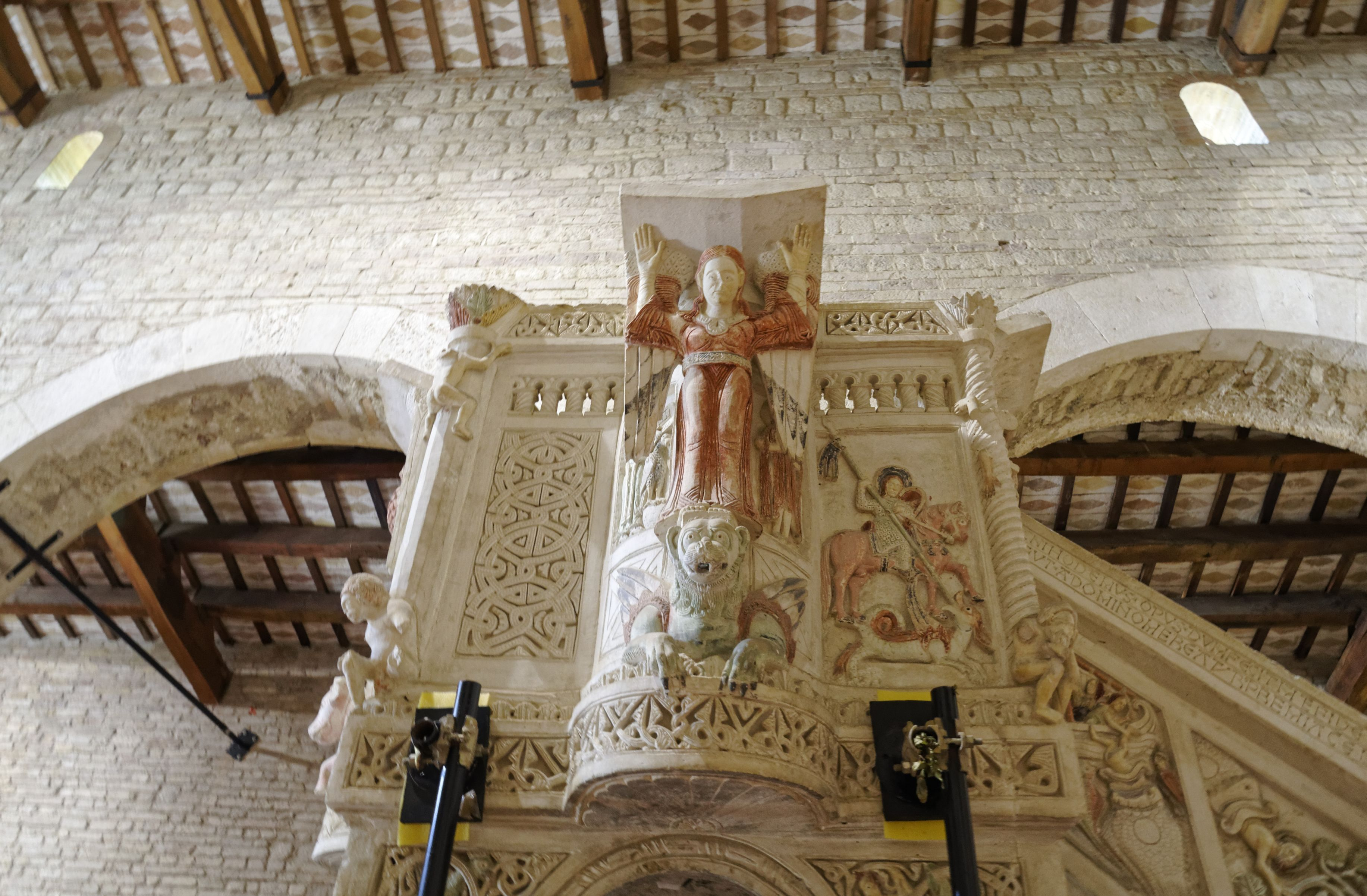
Particolare dell'ambone della chiesa di Santa Maria del Lago a Moscufo, il lettorino con San Marco e il leone
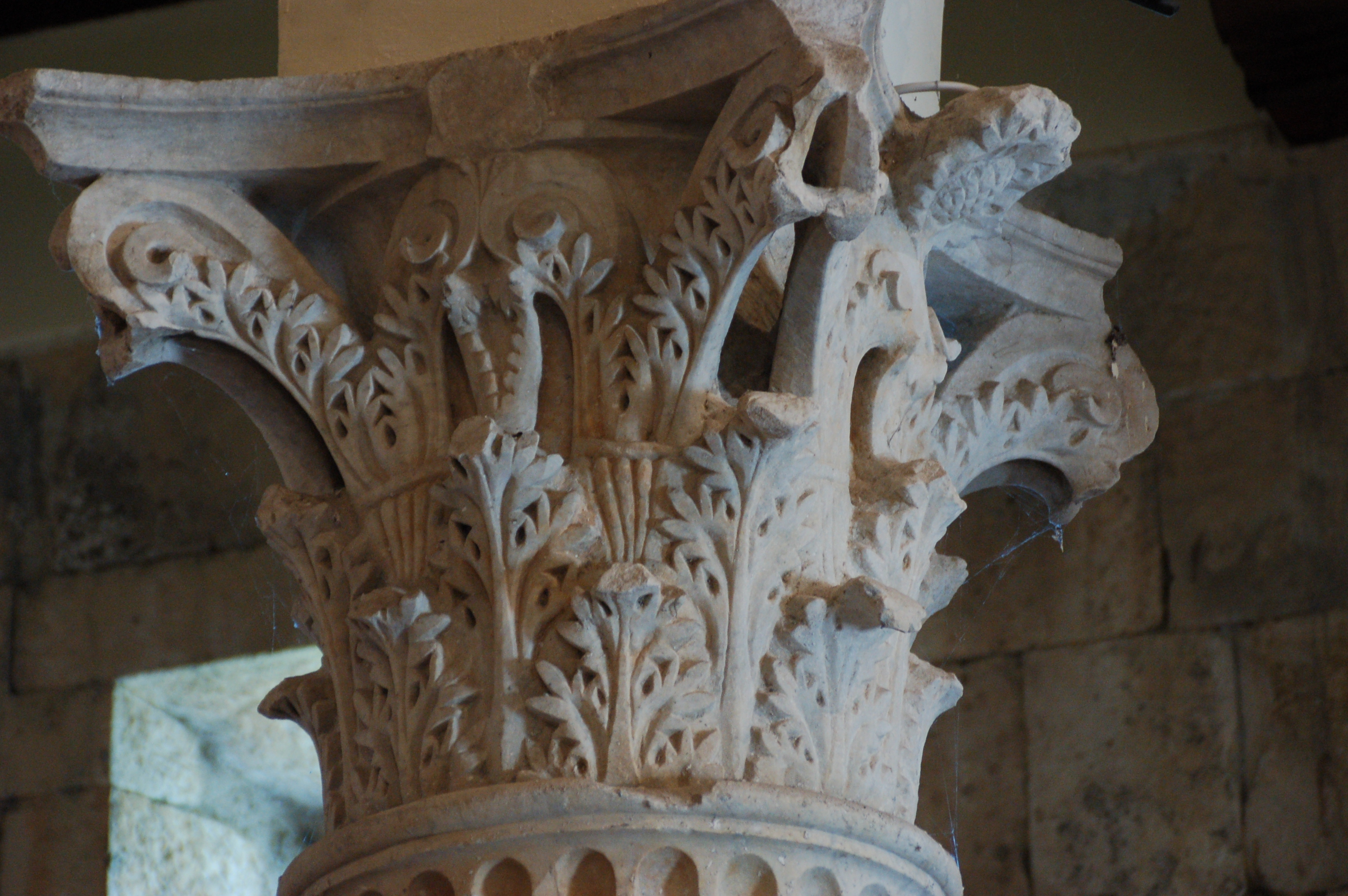
Capitello della chiesa di San Pietro in Alba Fucens (Massa d'Albe)
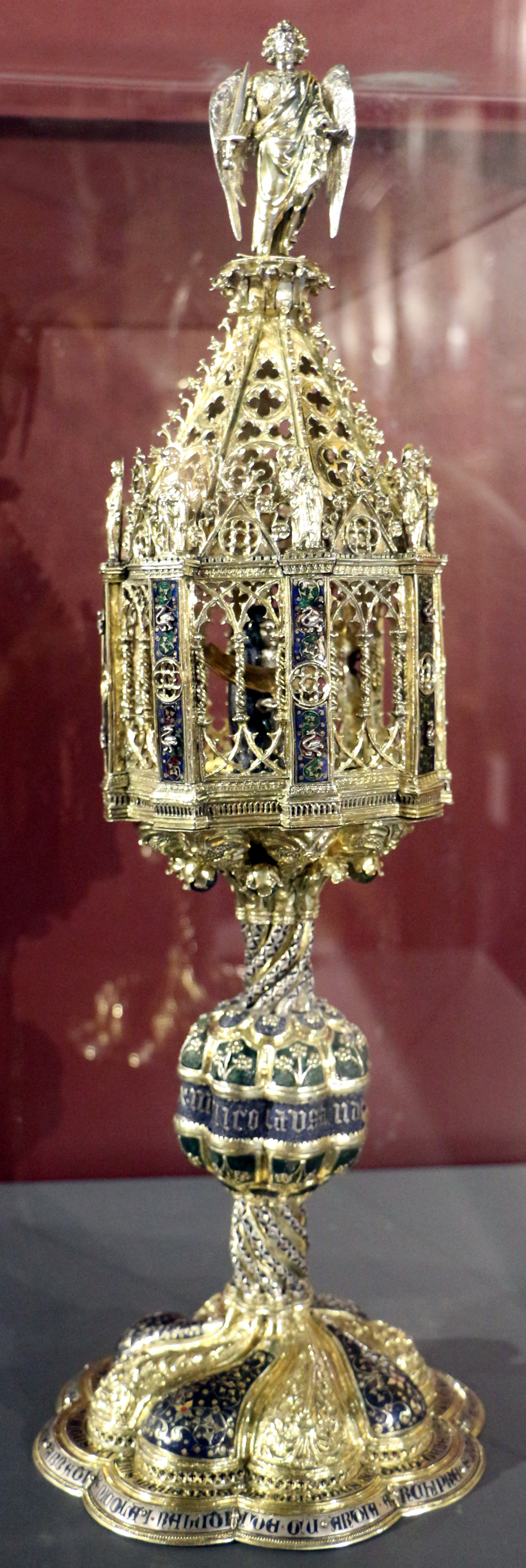
Ostensorio di San Franco di Francavilla al Mare, opera di Nicola da Guardiagrele (1413 ca.), chiesa parrocchiale di Santa Maria Maggiore

## Lista delle sculture medievali nel Museo Nazionale d'Abruzzo[39]

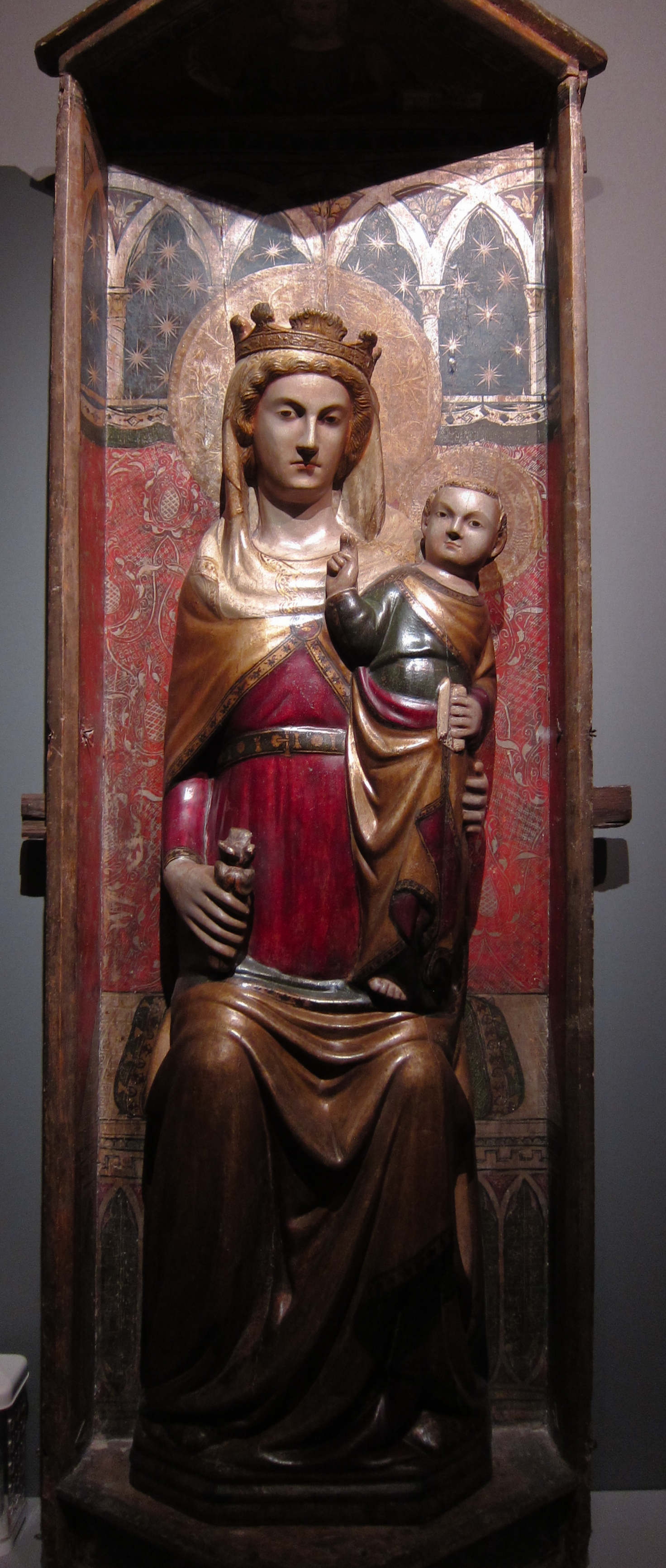
Madonna di Fossa, dalla chiesa di Santa Maria ad Cryptas in Fossa (Aq)

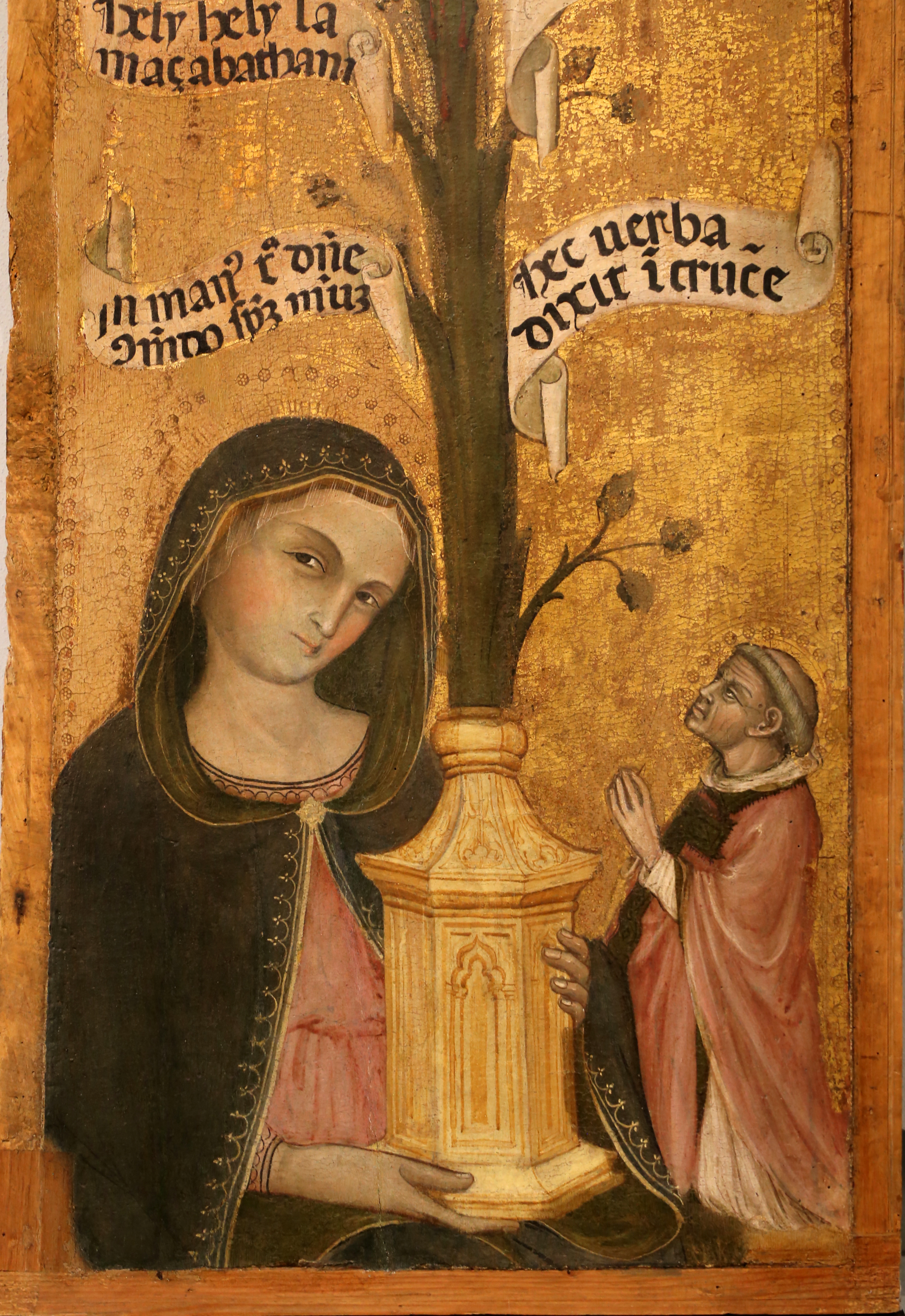
Leonardo di Teramo o anche "Maestro di Beffi": l'Albero delle Sette parole (particolare), 1410, MUNDA, L'Aquila

- Cristo deposto (XIII secolo) o Christus patiens, dal catino dell'altare maggiore della Cattedrale di San Massimo di Penne, braccia mobili, in modo da usare la scultura sia per la processione del Venerdì santo, che come Crocifisso
- Madonna di Collettara (XIII secolo) dalla chiesa di San Doroteo a Collettara di Scoppito (AQ)
- Madonna delle Concarelle (1262, di Machilone e Ceccarello per la pittura (?)) dalla chiesa convento di Santa Maria ad Nives, Bugnara
- Madonna di Fontapianura (XIII secolo) dalla chiesa di Santa Maria in Fontepianura di Scoppito
- Madonna di Pizzoli (XIV-XV secolo), dalla chiesa di Santo Stefano al Monte (?) di Pizzoli
- Madonna di Barisciano (XIV secolo) Madonna benedicente col Bambino, dalla chiesa di Santa Maria di Picenze (Santa Maria fuori le mura) a Villa di Mezzo di Barisciano
- Madonna di Penne (XIV secolo), dalla chiesa di Sant'Agostino di Penne, figura della Madonna col Bambino
- Santa Balbina (XIV secolo), solo il volto, dalla chiesa di San Michele a San Vittorino dell'Aquila
- San Bartolomeo apostolo (XIV secolo), dall'abbazia di San Bartolomeo di Carpineto della Nora
- San Leonardo in atto di preghiera, con fanciullo ai piedi (XV secolo), dalla scomparsa chiesa di San Leonardo o Santa Maria del Guasto all'Aquila
- Madonna di San Silvestro (XIV secolo) varie ipotesi sull'autore, il Maestro di Beffi (?), dalla chiesa collegiata di San Silvestro dell'Aquila
- San Massimo in veste di vescovo (XV secolo), dalla chiesa di San Pietro a Coppito, L'Aquila
- Statua di Sant'Eutizio vescovo (XV secolo), dalla chiesa di Sant'Eutizio a contrada Marane di Montereale
- San Pardo vescovo (XIV secolo) dalla Cattedrale di San Pardo e Santa Maria Assunta di Larino
- Cristo Redentore (XV secolo) dal Palazzo arcivescovile dell'Aquila
- Crocifisso (XIV secolo) dalla chiesa di Sant'Antonio fuori Porta Barete, L'Aquila
- Madonna in trono (XV secolo), dalla chiesa di San Francesco a Castelvecchio Subequo
- San Pietro Celestino regge la Città dell'Aquila (XV secolo), dalla facciata della Basilica di Santa Maria di Collemaggio
- Madonna di Fossa (XIV secolo, opera del "maestro di Fossa"), dalla chiesa di Santa Maria ad Cryptas di Fossa; dipinti nel tabernacolo ad ante con formelle riquadrate con dipinte scene della vita di Cristo, parzialmente trafugato nel 1965. Predella di Cristo benedicente.
- Santa Caterina d'Alessandria e formelle del tabernacolo ad ante (XIV secolo, opera del !maestro del Crocifisso d'argento), dalla chiesa di Santa Caterina dentro le mura (distrutta e inglobata nel palazzo Gaglioffi Benedetti); i le formelle delle ante mostrano le storie della vita di Santa Caterina
- Albero delle Sette parole (XIV secolo, forse 1390) tavola dipinta, forse il maestro di Beffi, dalla chiesa di Santa Maria Paganica (L'Aquila)
- Crocifisso, particolare conservatori del volto di Cristo (XIII secolo) dal convento di Santa Maria del Paradiso, Tocco da Casauria
- Madonna con Bambino, dipinto su legno (XIII secolo), stile ancora bizantineggiante, dalla chiesa di San Pietro a Sivignano di Capitignano
- Madonna "de Ambro" (XIII secolo) stile ancora bizantineggiante su tavola dipinta, detta anche "Madonna del Latte", dalla chiesa di Santa Maria a Grajano (o Aggraiano) in contrada San Pio di Fontecchio
- Madonna del Latte (XIII secolo), tavola dipinta, dalla chiesa di Santa Maria in Pantanis, vicino a Montereale

## Scultura rinascimentale e barocca

### Madonna aquilane in stile fiorentino

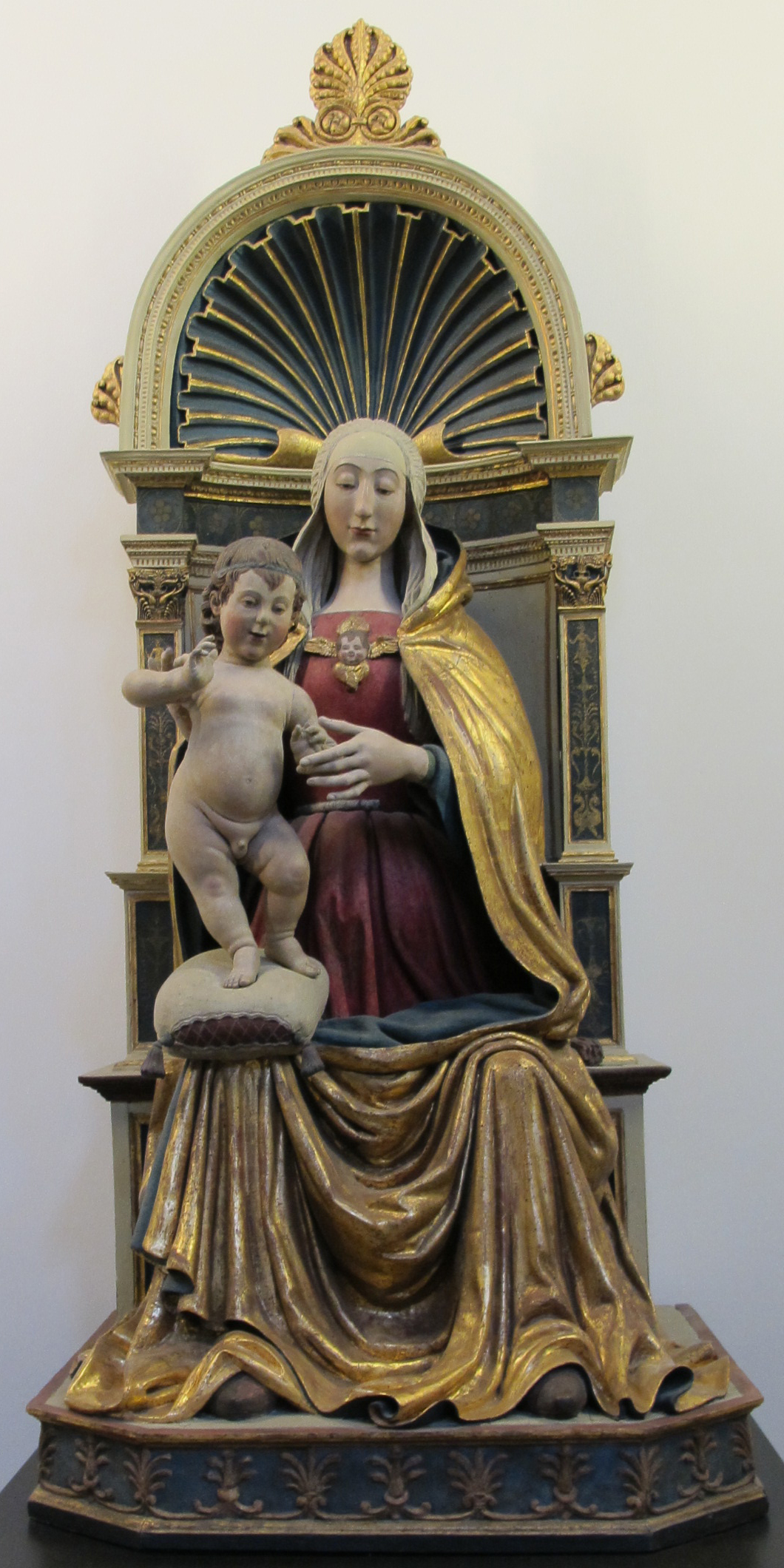
Madonna in trono con Bambino di Silvestro di Giacomo, 1470 ca.

Nel periodo rinascimentale, la tradizione delle Madonne lignee continuò con grande fervore sino alla metà del Settecento. Il massimo rappresentante fu Silvestro di Giacomo, che realizzò la Madonna col Bambino del 1450, anche se da altri è attribuita a Giovanni Biasuccio, avente affinità con la Madonna di Campli e con alcune caratteristiche marchigiano-emiliane, come la testa ovale della Vergine con velo aderente alla fronte, il manto dorato che copre il capo solo in parte e ricade lungo il collo a formare due coni regolari, che si riaprono alla base Si tratta della statua della Madonna dei Lumi.
La Madonna della basilica di San Bernardino è stata realizzata tra il 1490 e il 1495, avente lo stesso per modello la Vergine di Campli sia per l'impostazione complessiva del gruppo, sia per gli stessi elementi iconografici caratterizzanti. La veste è valorizzata da uno spillone a forma di cherubino, che diventerà un modello per le realizzazioni successive. Nel Museo Nazionale all'Aquila inoltre è conservato il Martirio di San Sebastiano (1478), che rappresenta una delle vette artistiche di Silvestro di Giacomo per la potenza espressiva e la resa del pathos. La drammaticità del momento è racchiusa nello sguardo rivolto al Cielo in estasi. Lo stile incisivo appreso dal Verrocchio si palesa nei tratti spigolosi del viso, nella plasticità della chioma, nelle ciocche inanellate dei capelli, nella tensione del nudo.

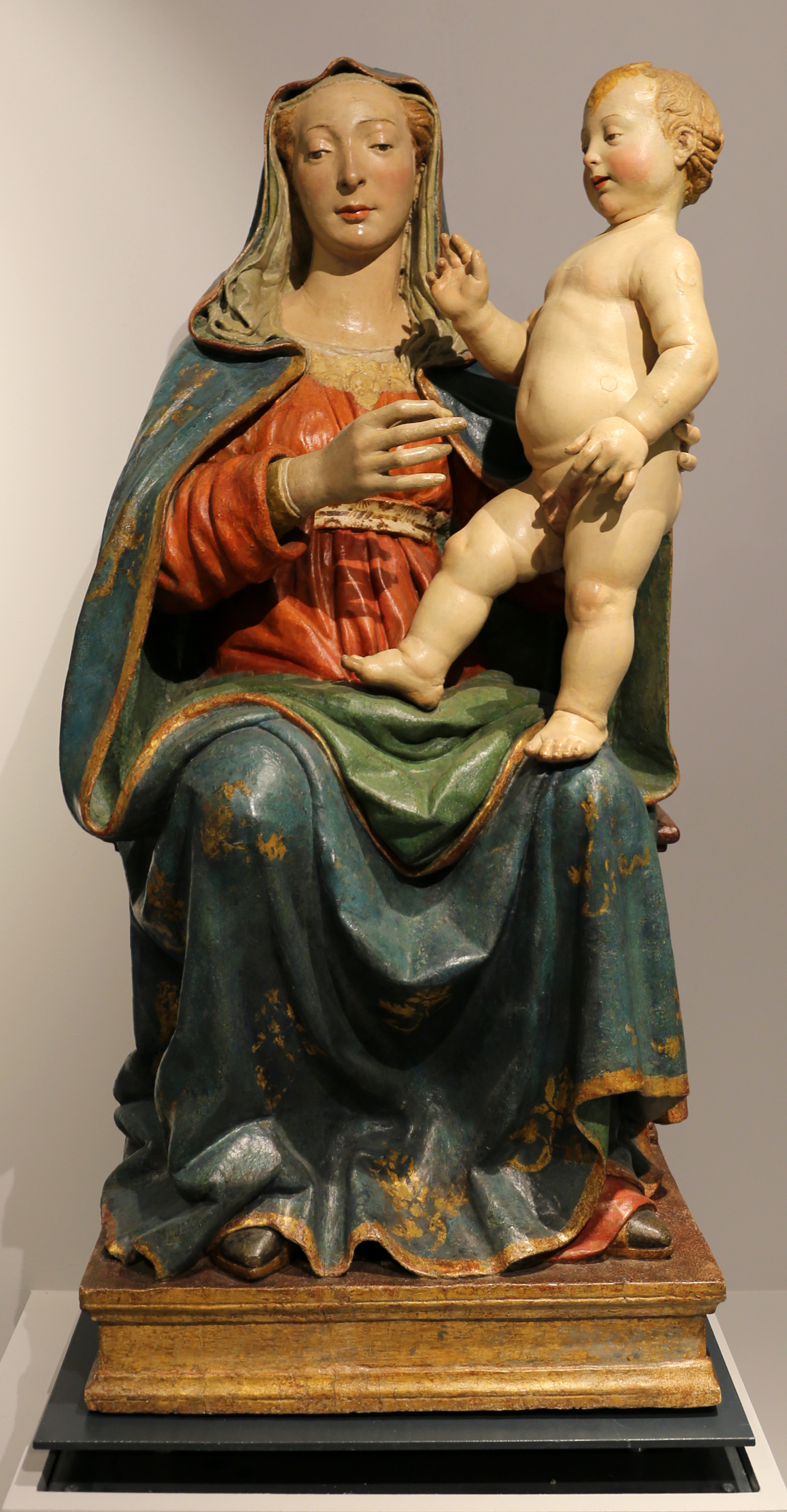
Giovanni di Biasuccio: Madonna col Bambino di Barisciano, ora nel MUNDA all'Aquila
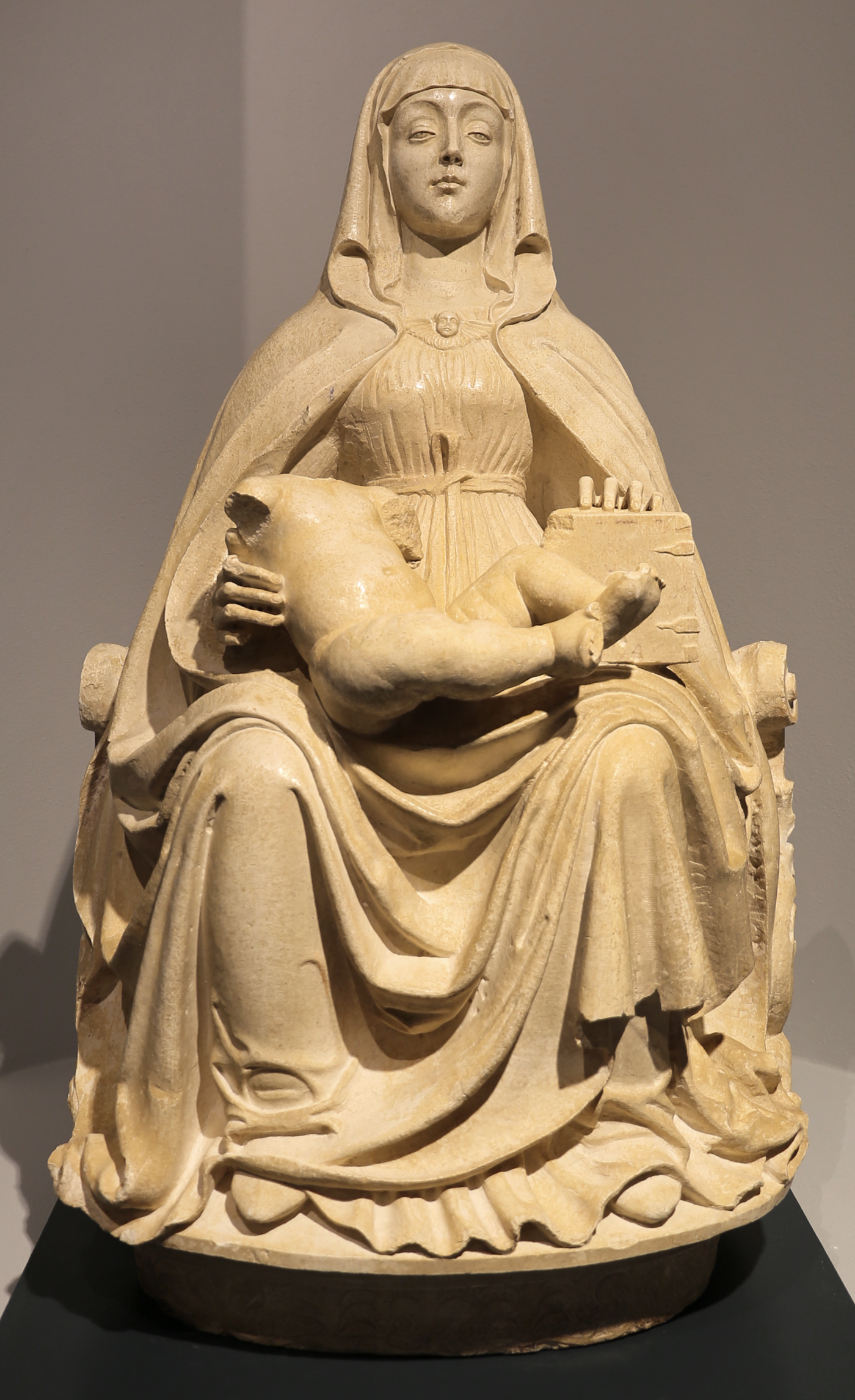
Scuola di Silvestro di Giacomo, Madonna col Bambino (1490), MUNDA
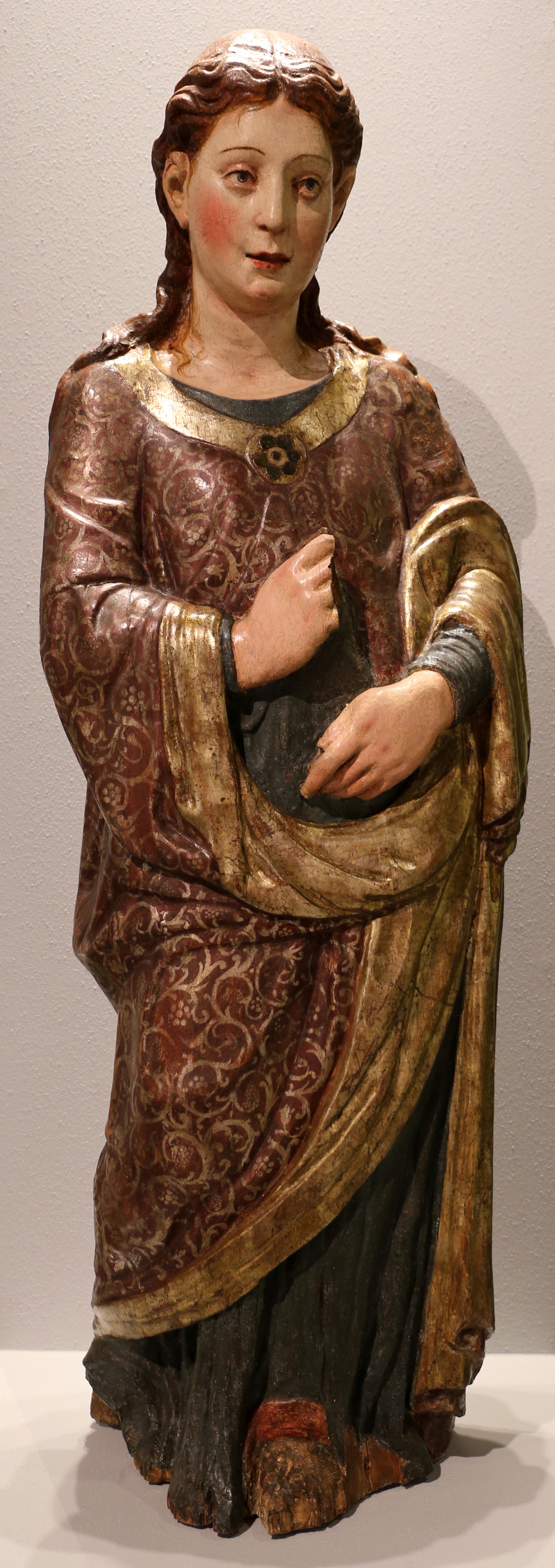
Francesco da Montereale (?): Santa Giusta, dalla chiesa di Santa Giusta dell'Aquila (1520 ca.) MUNDA
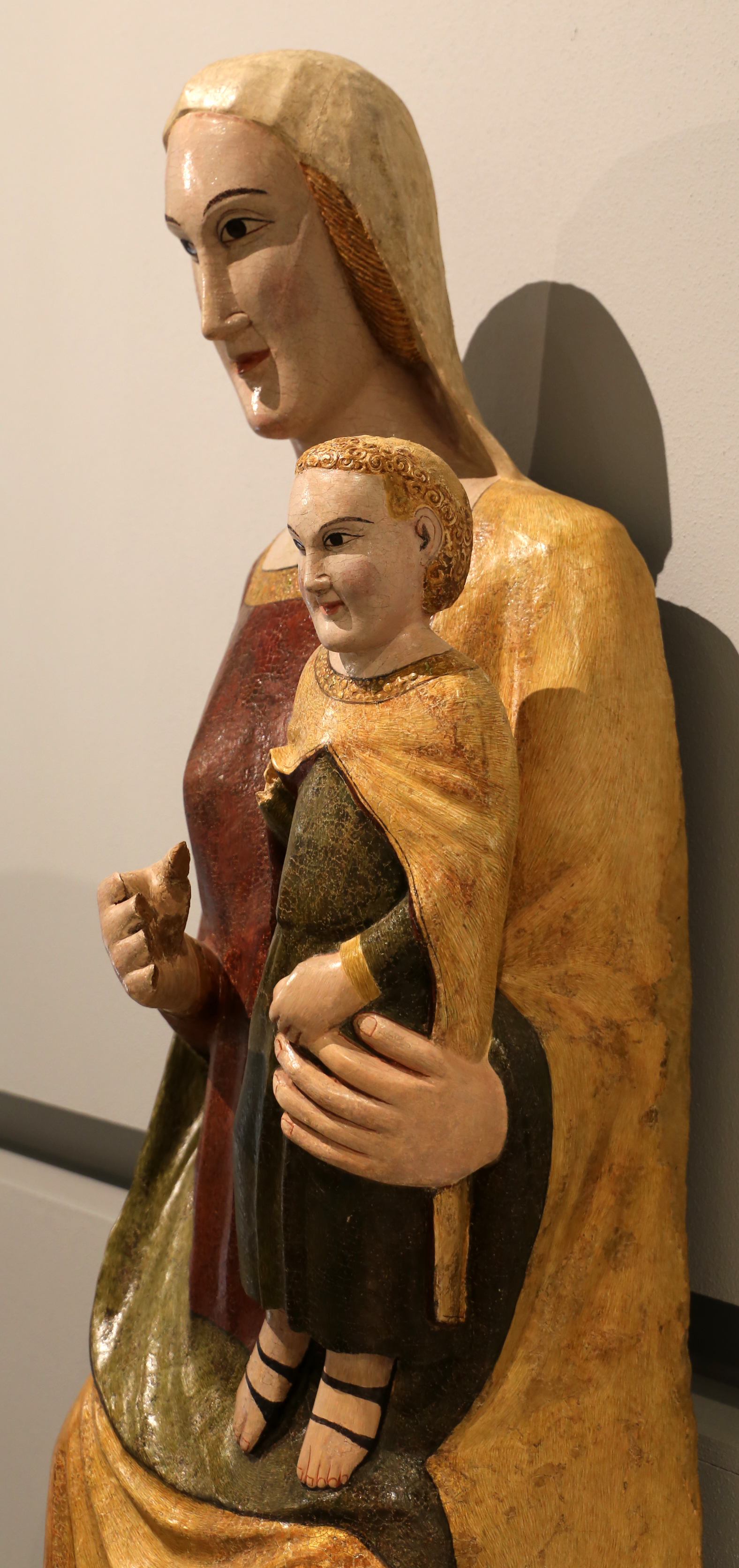
Ambito abruzzese, Madonna di Picenze, proveniente dalla chiesa di Santa Maria fuori la Porta in Picenze (Barisciano), ora nel MUNDA (metà 1300)
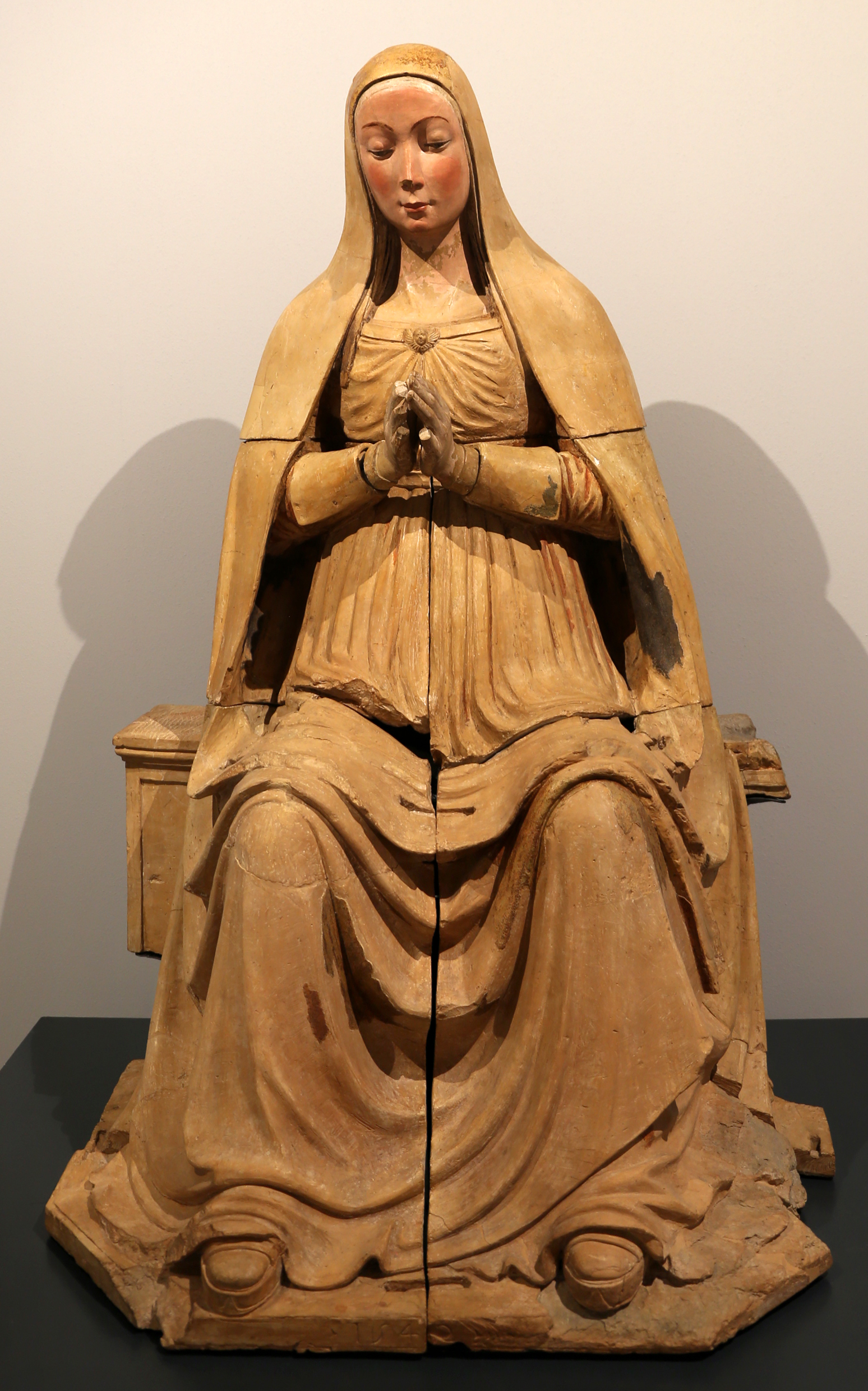
Madonna delle Grazie di Calascio, dalla chiesa di San Francesco di Calascio (1542), ora nel MUNDA

### Sculture manieriste
Nel corso dell'età barocca, la creazione di statue di Madonne e santi non diminuì, anche se si preferì adottare una tecnica differente, che rappresentasse maggior realismo. Vennero realizzate le cosiddette "canocchie", ossia manichini di figure sacre con solo piedi, mani e testa in legno scolpito, e il resto coperto di vestiti riccamente tessuti come opere ex voto dalle matrone e dalle massaie a cui erano state concesse particolari grazie. Un'esposizione della tradizione abruzzese delle canocchie è presente, con alcuni modelli, nel Museo diocesano di Lanciano, insieme con i vestiti e alle informazioni sul cerimoniale di vestizione dei santi, e soprattutto delle Madonne, dell'Addolorata, della Vergine delle Grazie, dell'Annunziata, dell'Assunta e via dicendo.

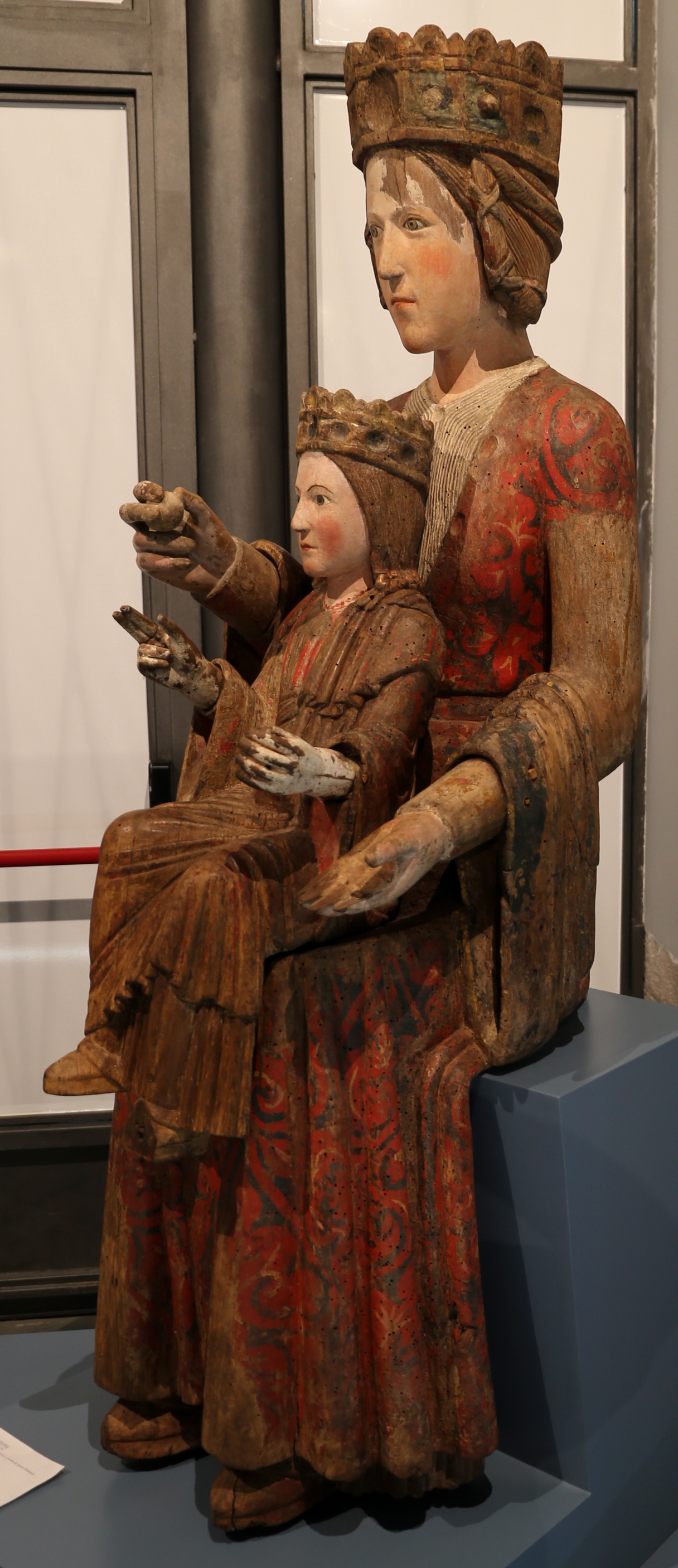
Madonna di Castelli, dall'ex abbazia di San Salvatore, poi nella parrocchia di San Giovanni di Castelli (1210 ca.), ora nel MUNDA
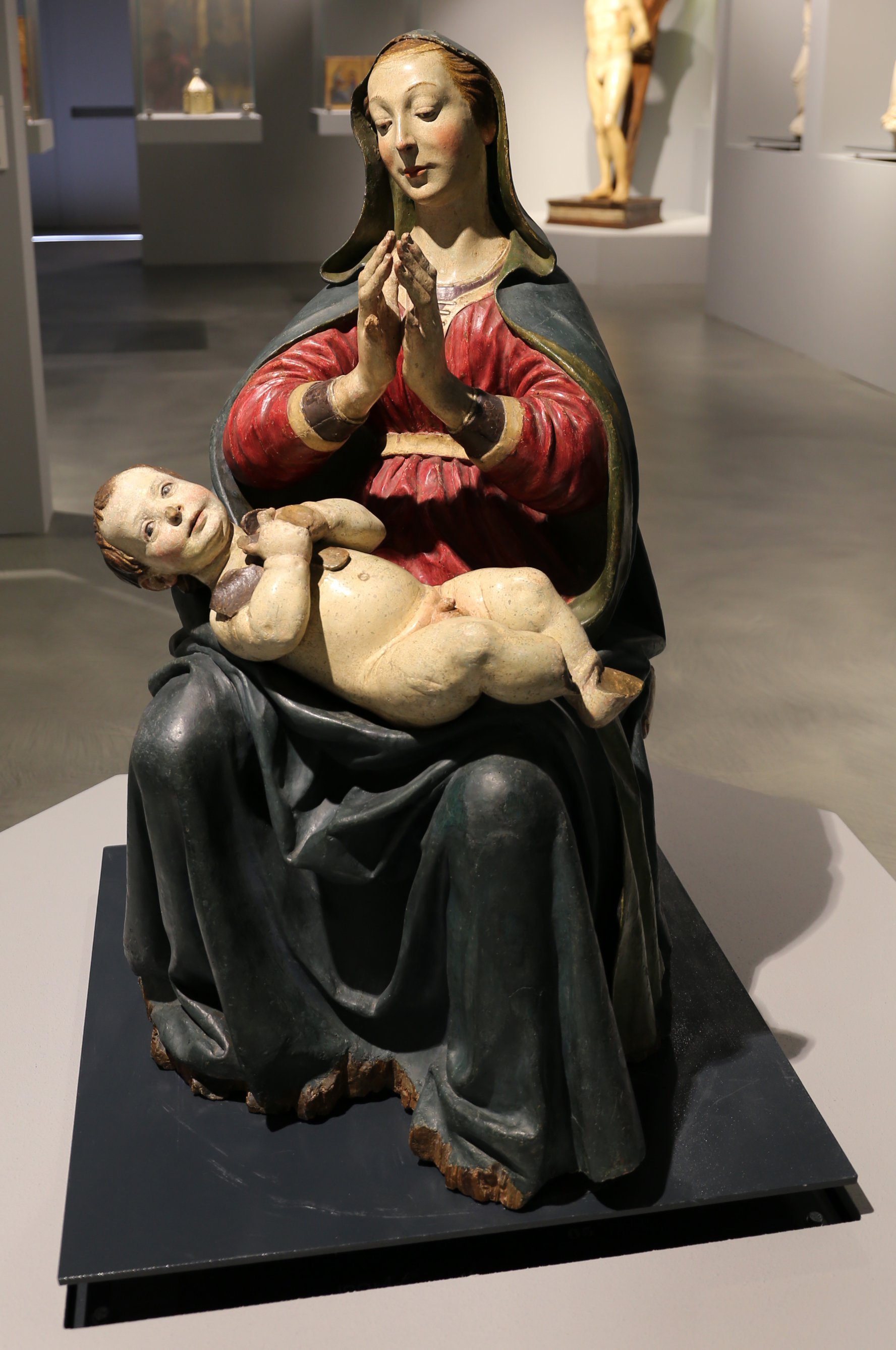
Madonna in trono col Bambino in adorazione (1480), dalla chiesa di Santa Margherita all'Aquila, ora nel MUNDA
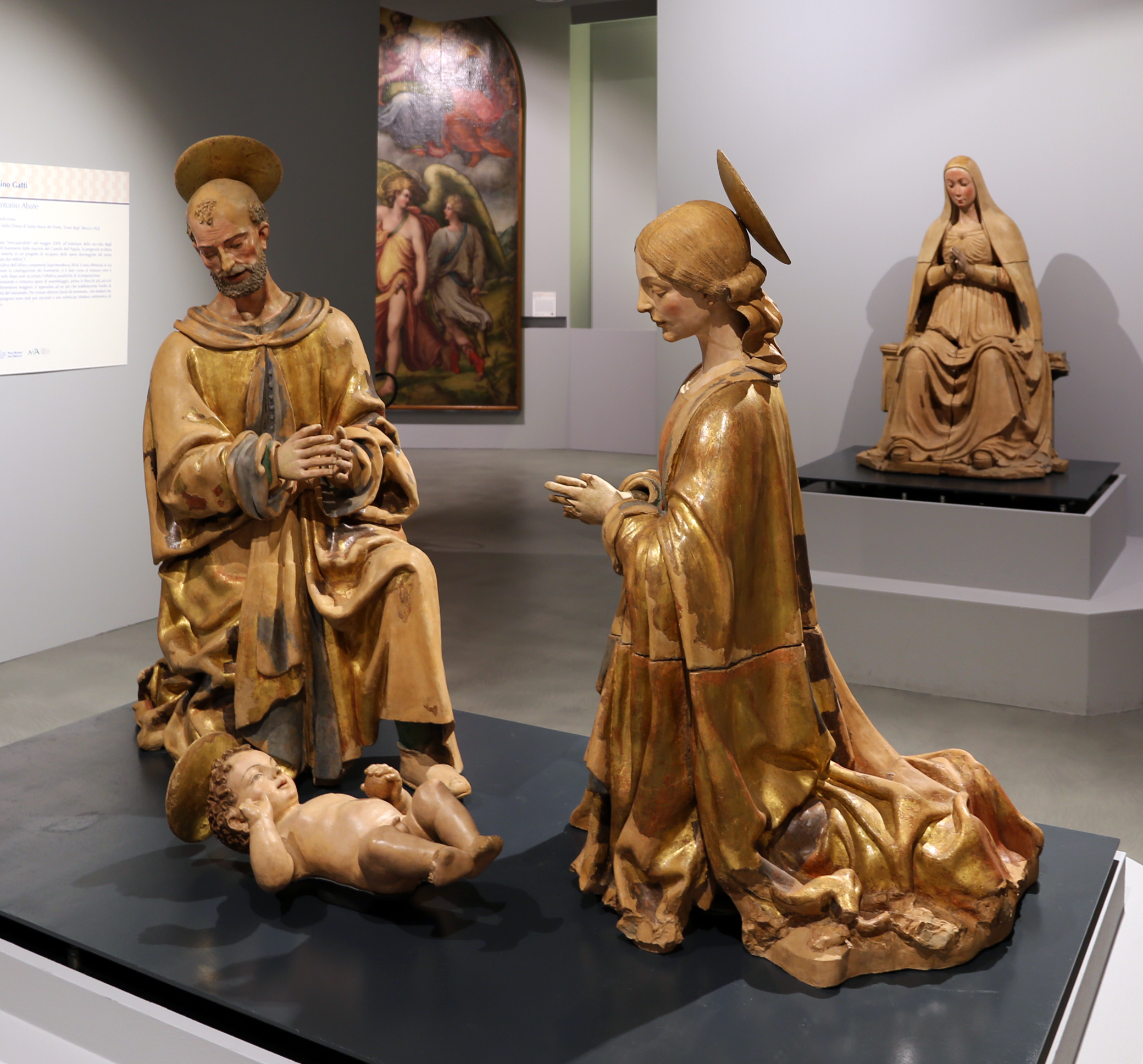
Saturnino Gatti, Sacra Famiglia in adorazione, o "presepe di Tione", dalla chiesa di Santa Maria del Ponte a Tione degli Abruzzi (1512), ora nel MUNDA
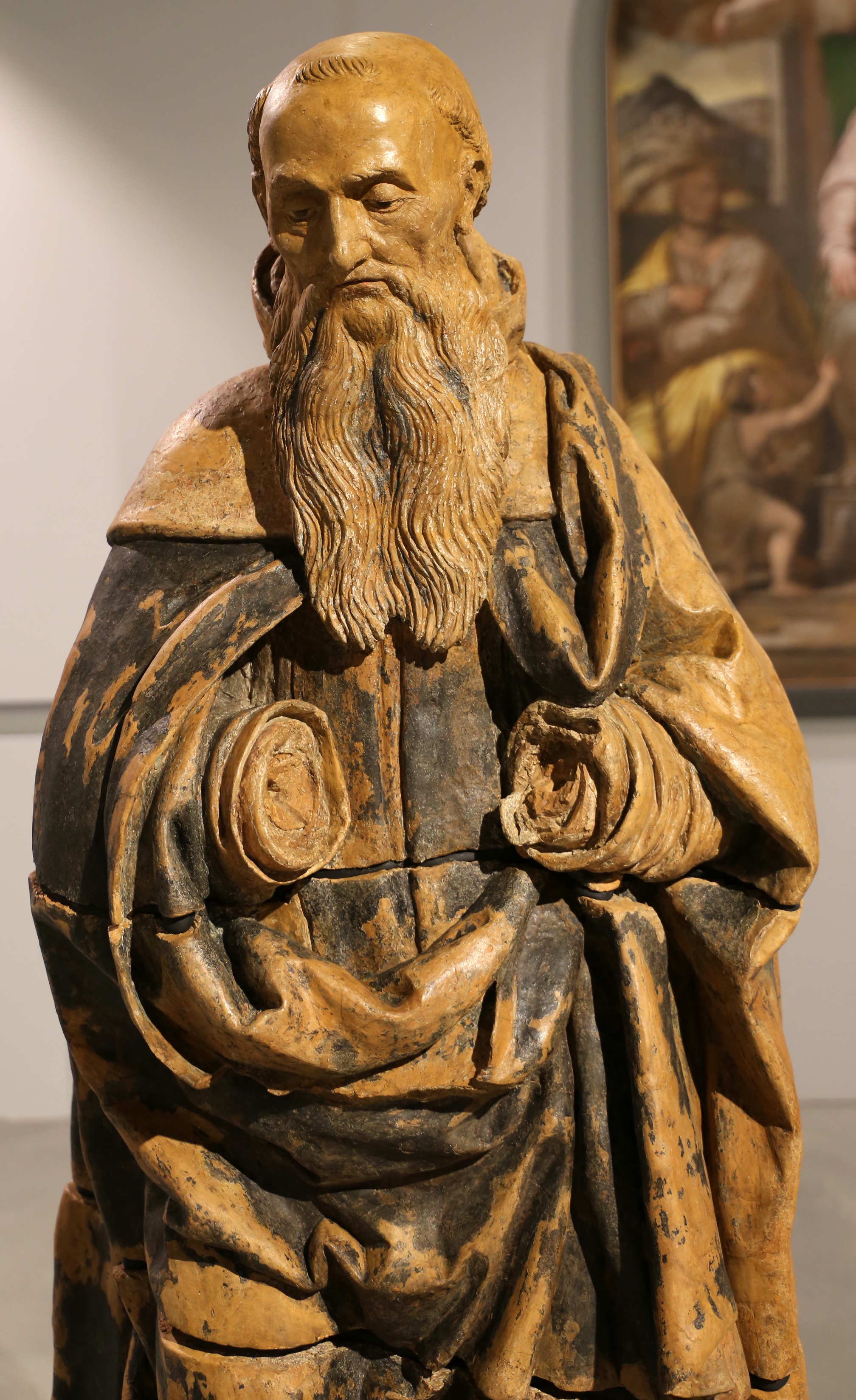
Saturnino Gatti, Sant'Antonio abate, proveniente dalla chiesa di Santa Maria del Ponte di Tione (1512 ca.), nel MUNDA
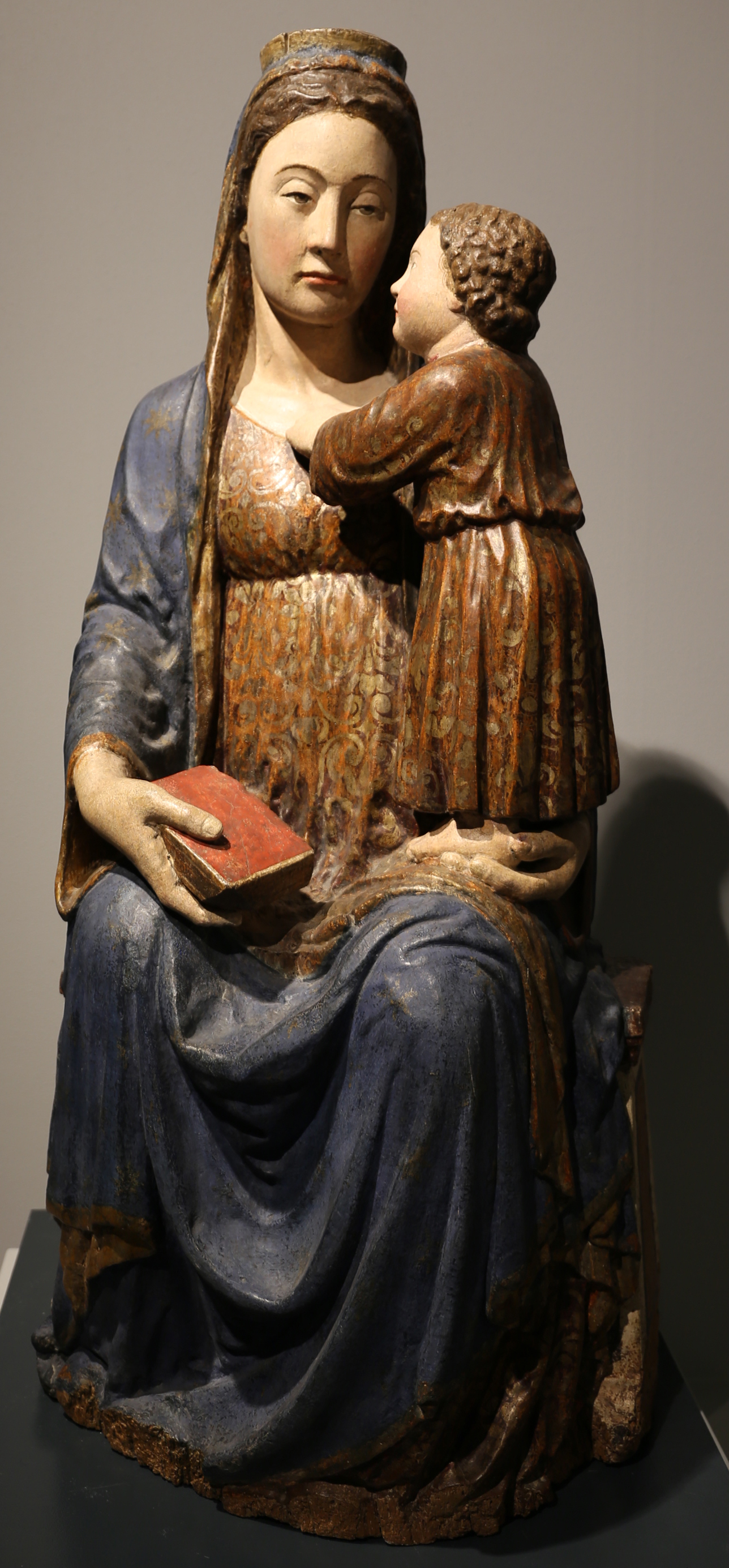
Madonna col Bambino, dalla chiesa di Santa Maria Assunta in Assergi (L'Aquila), opera del 1400 ca., nel MUNDA
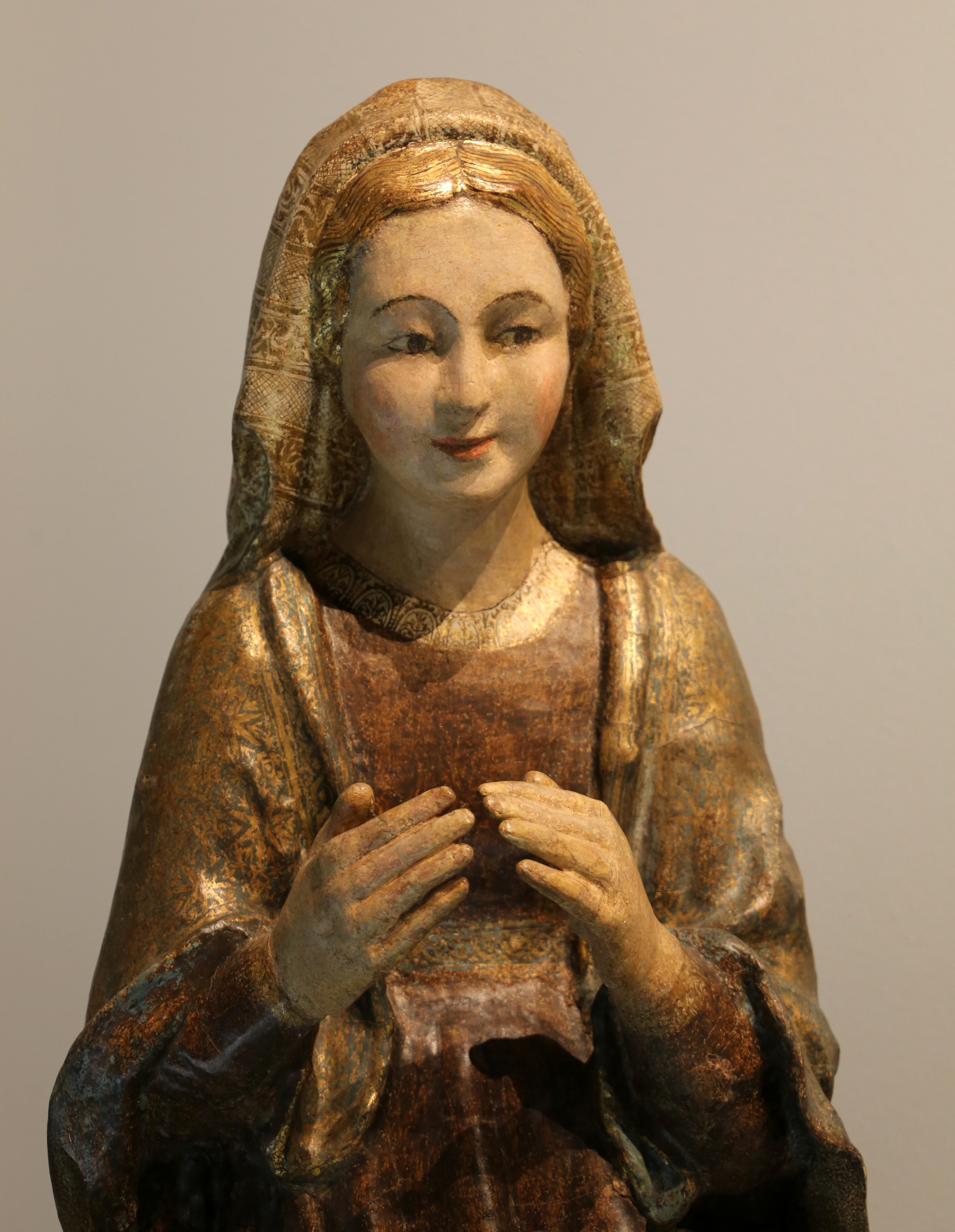
Scultore teutonico attivo in Abruzzo: Madonna adorante, dalla chiesa madre di San Lorenzo in San Buono (CH), opera del 1475 ca., ora nel MUNDA

L'arte scultorea lignea andò perfezionandosi sui tabernacoli reliquiari, sui tabernacoli battesimali, e sui pulpiti, nonché sulla produzione d'organi. Tra i tabernacoli si annoverano quelli di Sulmona, di San Giovanni Battista a Chieti, di Santa Maria in Piano a Loreto Aprutino insieme con quello del convento del Carmine, mentre tra gli organi lignei furono realizzati quasi solamente da maestri provenienti dalle Marche o da Roma, e pochi furono i maestri organisti abruzzesi, tra cui Tommaso Cefalo di Vasto, che realizzò quello della Santissima Annunziata di Sulmona.

### Scultura rinascimentale in pietra: Silvestro di Giacomo da Sulmona

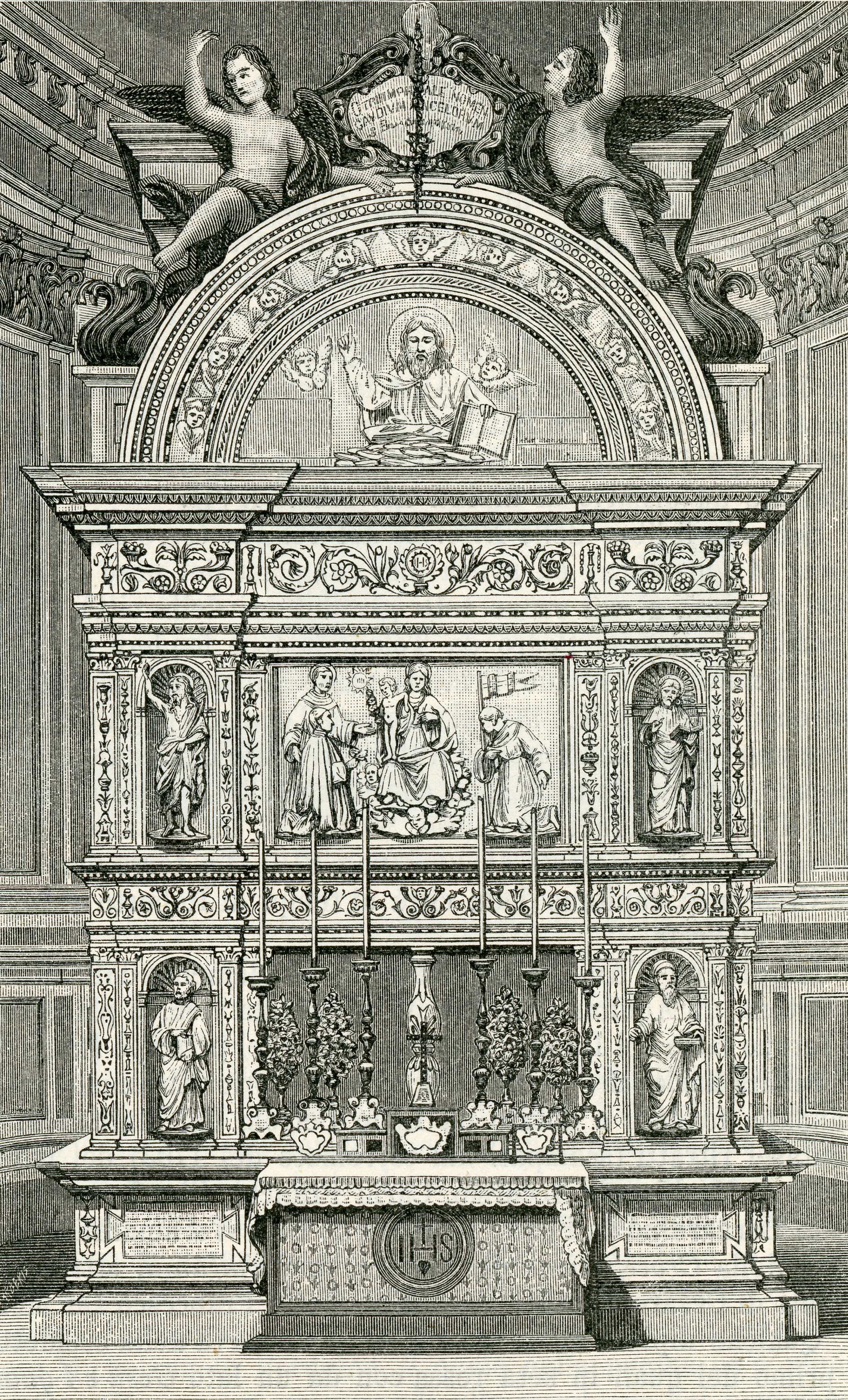
Disegno ottocentesco del Mausoleo di San Bernardino all'Aquila.

Silvestro di Giacomo è ritenuto lo scultore abruzzese principe del Rinascimento. Le sue opere dimostrano che ebbe pienamente compreso la lezione fiorentina, portata ai massimi livelli da scultori quali Donatello e Andrea Verrocchio, per poi approdare alle raffinatezze della cultura urbinate, attraverso la conoscenza di Desiderio da Settignano, Bernardo Rossellino e Francesco di Simone Ferrucci. Ma neanche si può ignorare l'influenza di Biasucci e Trugi, scultori toscani attivi in Abruzzo, anche se ultimamente gli studiosi hanno attribuito a Silvestro la conoscenza dei modelli quattrocenteschi romani. Del resto L'Aquila era sì in rapporti con la Toscana già dal XIV secolo, ma essendo molto più vicina a Roma e al soglio pontificio, non è da escludere che la comunità amiternina avesse risentito negli scambi culturali e commerciali di più di questa seconda influenza. L'influenza del lombardo Andrea Bregno (1418-1503) è stata riscontrata nell'operato di Silvestro, specialmente per quanto riguarda la creazione di opere monumentali funebri. In virtù di questi influssi, non è da escludere la presenza di Silvestro nel cantiere dell'ospedale di Santo Spirito in Sassia, dove Bregno fu impegnato dal 1471 al 1478, la cui decorazione silvestrina corrisponderebbe ai 12 Apostoli.

### Contatti con maestranze fiorentine di Silvestro
Dopo il soggiorno romano, Silvestro all'Aquila trovò terreno fertile per i nuovi cantieri di ricostruzione e ristrutturazione dopo il terremoto del 1461. Il linguaggio del decennio successivo al viaggio, quello del mausoleo Pereyra Camponeschi e dell'arca di San Bernardino, rivela ulteriore evoluzione dello scultore aquilano in chiave urbinate, mostrando un evidente legame con la cultura artistica del Palazzo Ducale, ormai assimilata con esiti di grande raffinatezza. La prima notizia dell'attività di Silvestro è del 1471, anno di sodalizio con Antonio di Biasuccio, più anziano, mentre nel 1476 la prima opera, oggi perduta per il disastro del 1703, era la statua di San Giacomo eseguita per la Cattedrale di San Massimo all'Aquila. L'anno seguente ebbe l'incarico di realizzare, data la sua fama già affermata, il mausoleo del Cardinale Amico Agnifili, ancora oggi conservato nella sagrestia del Duomo, e unico elemento antico della fabbrica prima della ricostruzione post 1703. Proprio a causa del terremoto, il mausoleo rimase abbandonato nel cimitero della Cattedrale, fino al recupero per volere di Giuseppe Rivera nel 1877.

### Mausoleo di Amico Agnifili

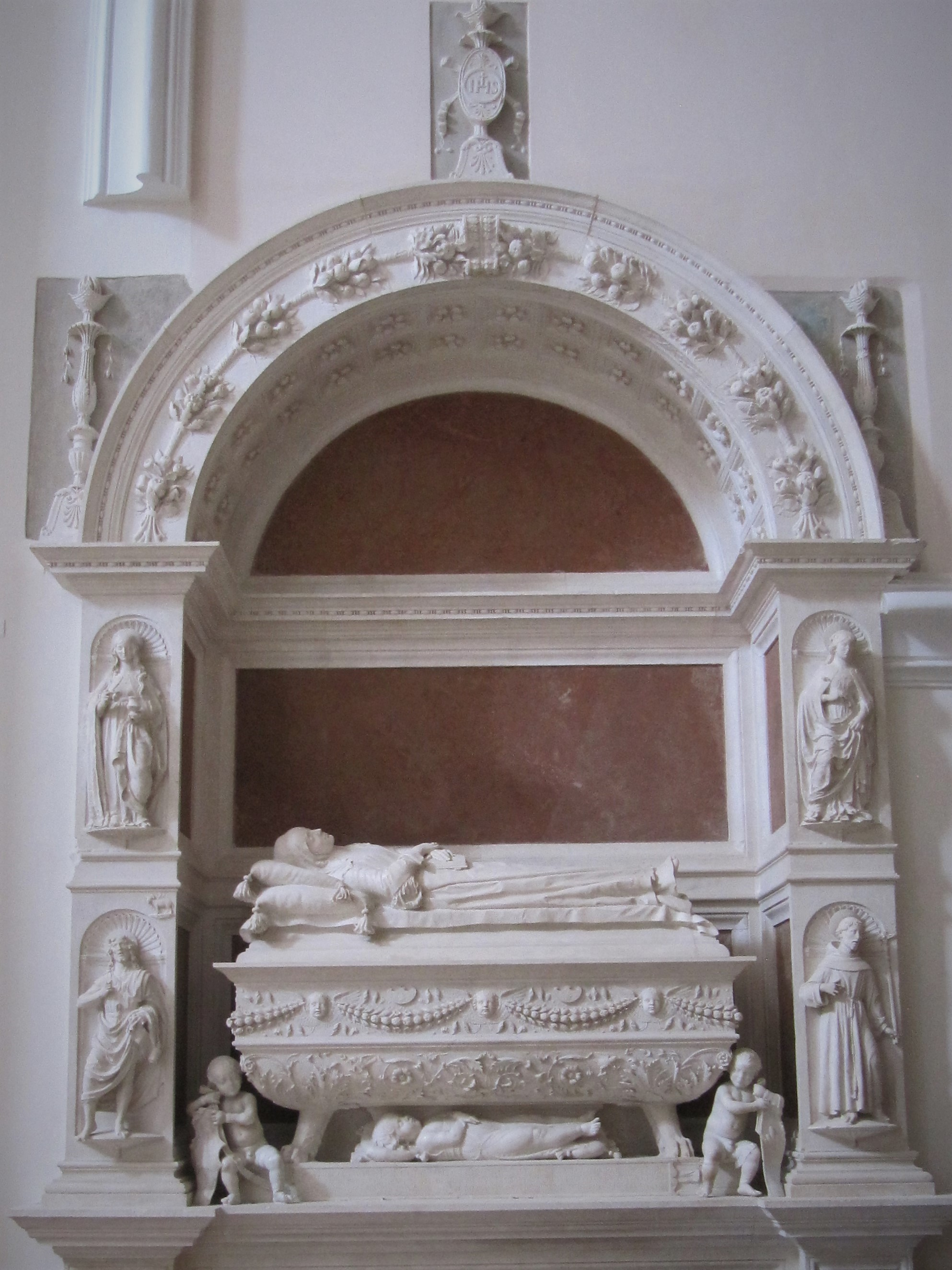
Mausoleo Pereyra Camponeschi nella Basilica di San Bernardino all'Aquila.

Prima dei grandi cantieri di San Bernardino e Santa Maria del Soccorso, Silvestro di Giacomo fu impegnato nella lunetta del portale della chiesa di San Marciano, la capoquartiere del rione San Giovanni, mentre realizzava anche la statua di San Massimo protettore dell'Aquila per la sagrestia del Duomo. Grande rilievo ha la pietra della Madonna di San Marciano, realizzata ispirandosi a Desiderio da Settignano, creando effetti paragonabili a quelli della pittura rinascimentale. Nel 1480 realizzò come detto il mausoleo Agnifili, con grandi forme plastiche, la parte centrale costituita dal feretro con la statua del defunto, rispetta lo schema del sepolcro del Cancelliere Carlo Marsuppini a Firenze (1453) opera di Desiderio. Il volto del cardinale ha lineamenti duri e incisivi, fortemente caratterizzato, tradizionalmente riferito all'influenza di Andrea Verrocchio; nella struttura complessiva si riconosce benissimo la commistione di soluzioni toscane, per esempio l'arco di coronamento con la lunetta scolpita, elementi compositivi d'origine lombarda, come i pilastrini con nicchie per le statue, ma anche il gusto ornamentale di Francesco di Simone Ferrucci, divulgatore dell'arte fiorentina in Romagna, Umbria e Marche.

### Mausoleo di Maria Pereyra Camponeschi
Il successivo capolavoro di Silvestro è il Mausoleo Camponeschi nella basilica di San Bernardino, per Pereyra Maria, e per sua figlia Beatrice (1488-90). Ispirandosi ai disegni di Andrea Bregno, specie nell'elaborazione del sarcofago e nella scansione dei pilastri con le quattro statue di santi nelle nicchie (San Giovanni, Santa Lucia, San Francesco e Santa Caterina), il manufatto sembra distaccarsi dall'iniziale cultura tosco-romana, mostrandosi sempre più incline alla grazia e alla raffinatezza di Urbino, sia per gli elementi architettonici sia per gli arredi litei. La forma toscana dei tre pannelli d'appoggio alla parete è superata, con un fondale a unica specchiatura orizzontale, priva di decorazione plastica e dipinta di un rosso uniforme a somiglianza del porfido. Ed è questa cromia omogenea che fa emergere le figure in tutta la loro nitidezza, la madre giacente con la severa bellezza, e la piccola Beatrice con l'armoniosa nudità delle forme paffute e distese.

### Mausoleo di San Bernardino
Il mausoleo di San Bernardino, realizzato tra il 1498 e il 1503 circa, ha l'aspetto monumentale del tabernacolo in marmo e porfido, ripartito in due livelli, quello inferiore mostra la grata del sacello affiancata dai Santi Pietro e Paolo, quello superiore è costituito da un bassorilievo centrale con la Madonna col Bambino in trono e Santi Bernardino e Giovanni di Capestrano, a destra il committente inginocchiato (Jacopo di Notar Nanni). Il monumento termina in alto con un arco a pieno centro nella cui lunetta è raffigurato Dio Padre contornato di cherubini. Il disegno compositivo e la struttura dell'arca di San Bernardino richiamano ancora una volta gli esemplari bregneschi, il cui riferimento più significativo potrebbe essere il tabernacolo monumentale del santuario di Santa Maria della Quercia a Viterbo.
Silvestro di Giacomo fu attivo anche nel cantiere della facciata di San Bernardino, collaborando con Cola dell'Amatrice, e realizzò alcuni cortili rinascimentali dei palazzi Aquilani, come il cortile di Palazzo Carli Benedetti nel 1494.

## Scultura barocca in Abruzzo (XVII-XVIII secolo)

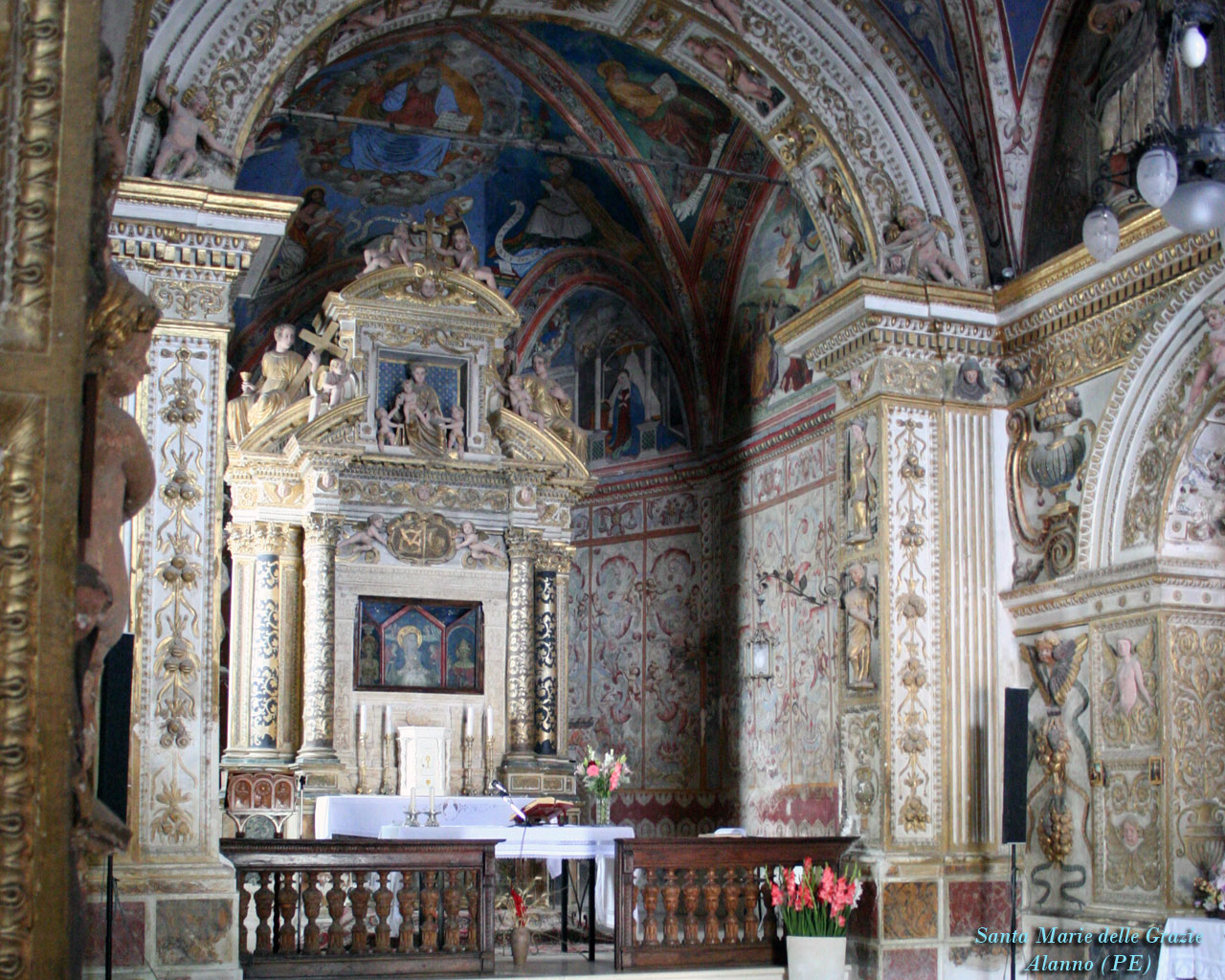
Interno dell'oratorio della Madonna delle Grazie di Alanno.

La storia della scultura barocca abruzzese, così come quella dell'architettura e della pittura di questo periodo nella regione è ancora da scrivere, e le notiie si trovano sparse tra riviste varie e volumi miscellanei di arte barocca. La scultura in Abruzzo fu in un certo senso interessante per l'influsso da una parte romano-lombardo, dall'altra napoletano. Senza ombra di dubbio protagonisti della scultura barocca, oltre alle statue, furono gli intagli lignei delle chiese maggiori, nonché dei santuari. La ricercatezza del particolare e l'abbondanza, in alcuni casi anche fin troppo copiosa, di ornamenti, pennacchi, dipinti, gruppi statuari di figure umane e animali, figure fantastiche, eredi della tradizione medievale abruzzese, hanno caratterizzato e caratterizzano ancora oggi alcune fasce territoriali ben precise della regione, dove il barocco, specialmente napoletano, trovò terreno fertile.
Si parla del territorio della Majella, del Gran Sasso d'Italia e dell'Aquila. A Sulmona Giacomo Spagna realizzò il monumentale cappellone della Santissima Annunziata, la cappella del Sacramento a Santa Maria del Colle di Pescocostanzo (1694), l'interno del monastero di Santa Chiara a Sulmona, la chiesa dell'Annunziata all'Aquila, in barocco romano, e via dicendo.
Si tratta, come detto, di un barocco molto particolareggiato, che si avvalse, soprattutto nei casi di Sulmona e Pescocostanzo, oltre al tradizionale stucco, della resa scenografica e decorativa dei recinti d'altare e dei corrimano in marmo policromo, di cui i maestri scalpellini di Pescocostanzo, insieme con gli intagliatori, ai doratori e ai fabbri erano riconosciuti in tutti e due gli Abruzzi.
Pregevole è anche l'opera di Berardino Cardelli a Pietranico, per l'oratorio di Santa Maria della Croce, e nell'oratorio della Madonna delle Grazie di Alanno, dall'esterno molto spoglio, che non lascia trasparire la magnificenza dell'interno, ornato di stucchi dipinti e dorati a mascheroni grotteschi e di teste di putti, che compongono quadri di scene bibliche e di vite dei santi, con cornici a loro volta riccamente decorate tanto da creare dei cicli d'immagini a sé.
Si tratta della classica consuetudine abruzzese dell'abbondanza, unica nel suo genere, che affonda le radici nei maestri di San Pellegrino a Bominaco, dove la consuetudine non era tanto occuparsi del labor limae del quadro in sé, ma di occupare ogni centimetro possibile della parete da dipingere, creando disarmonia e disarticolazione anche tra un ciclo e l'altro, come fossero tessere in comunicazione tra loro, tralasciando completamente la linearità e la distinzione di un blocco di affreschi dall'altro. E lo stesso è visibile nel ciclo del santuario della Madonna d'Appari a Paganica, a testimonianza di un sistema di dipingere tutto abruzzese, dal punto di vista popolare, con gli affreschi di Francesco Paolo da Montereale, figlio del più famoso Francesco.
La tradizione della lavorazione del marmo fu usata fino al tardo Settecento, soprattutto nell'area di Chieti e a Lanciano, nel grande cantiere della Cattedrale della Madonna del Ponte nel 1791 ca.

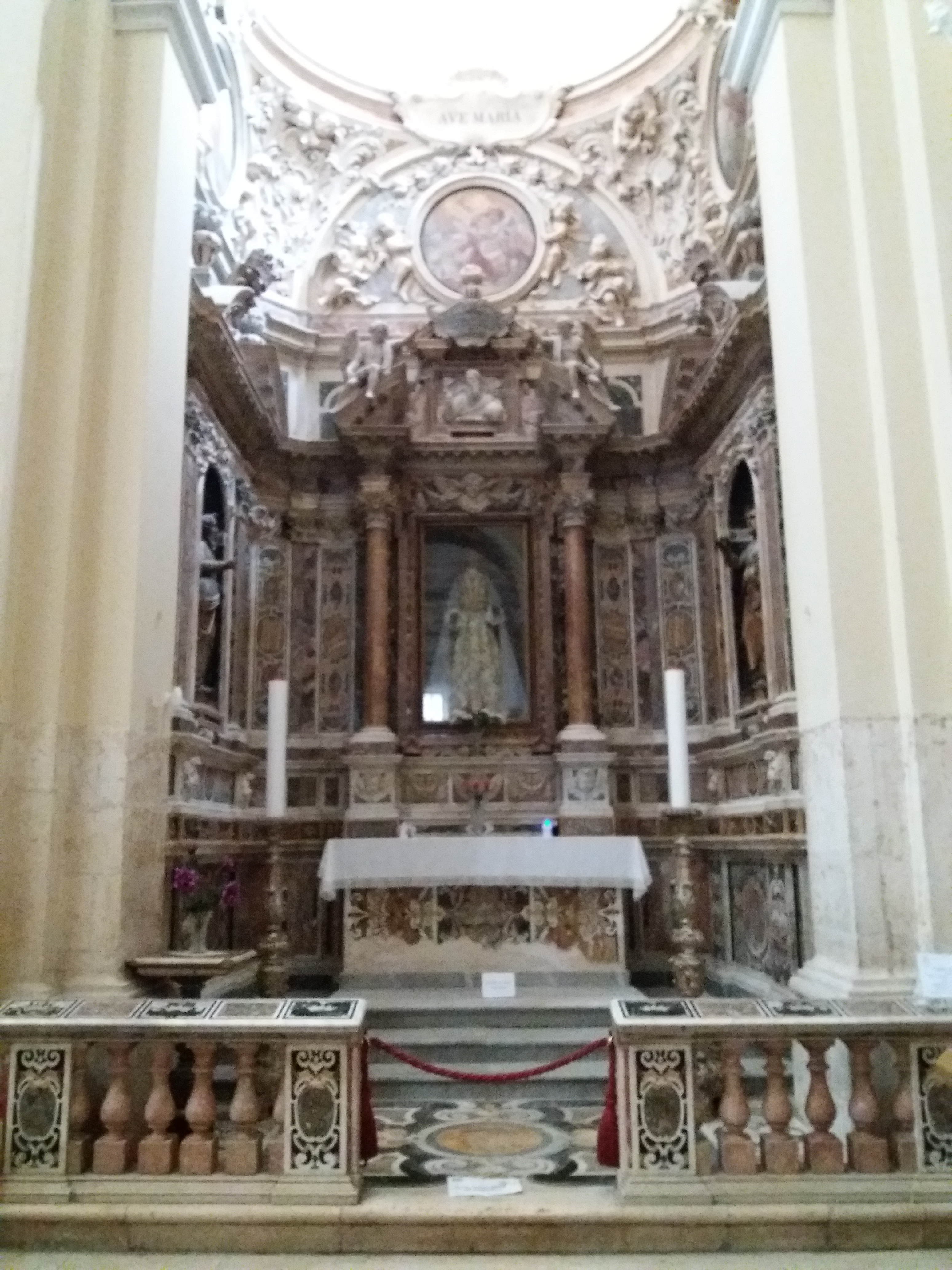
Cappella dell'Annunziata a Sulmona.

## Alcune scuole in Abruzzo
- Pietro Paolo Gallucci: ultimo epigono della dinastia di Nicola da Guardiagrele, nel 1589 firma la Croce astile della chiesa madre di San Martino sulla Marrucina, conservata opera nel deposito della Banca d'Italia a Chieti. L'aspetto è ancora goticcizzante, tanto che lo si è confuso con Nicola Gallucci[47]
- Statua di Santa Lucia di Bucchianico: chiesa di San Francesco, opera di un abruzzese dall'influsso toscano

### Opere di Giacomo Colombo in Abruzzo e Molise
Per la committenza e il lavoro rifinito, Giacomo Colombo fu molto richiesto in Abruzzo, soprattutto per la realizzazione di statue votive da parte delle Confraternite, si ricordano quelle di Castel di Sangro e delle Confraternite di Lanciano, e di Popoli.
- Busto di San Francesco Saverio nella chiesa di San Rocco a Lama dei Peligni (ante 1720)[48]
- Santa Maria Maddalena presso l'ex Istituto del Santissimo Rosario (ricavato dal convento) della chiesa di Sant'Agata a Chieti
- Santa Teresa nella Cattedrale di Sulmona (firmata e datata 1607)
- San Michele scaccia Lucifero nella Collegiata di Città Sant'Angelo, formata ma non datata
- Busto di Sant'Antonio di Padova nella chiesa di San Francesco in Chieti (IACOBUS COLOMBO 1711); Verlengia precisa che il Bambino in braccio fu copiato da Giovannantonio Santarelli di Manoppello, con la copia nella chiesa di San Pancrazio
- Busto di San Gaetano Thiene - Cattedrale di Chieti
- Madonna della Cintura nella chiesa di Sant'Agostino di Lanciano (formata e datata 1707)
- Madonna della Candelora, chiesa di San Biagio di Lanciano (proveniente dalla scomparsa chiesa di San Giovanni), più o meno lo stesso periodo[49]
- Crocifisso monumentale nella chiesa di Sant'Antonio di Padova di Vasto, proveniente dalla scomparsa chiesa di San Pietro[50]
- Busto di San Nicola nella chiesa cappella della Trinità a Castelfrentano
- Sant'Isidorio nella chiesa della Trinità a Sulmona
- Madonna del Rosario, nella cappella omonima, accanto alla parrocchia di Santo Stefano, Castelfrentano
- Busto di Santa Concordia nella Basilica di Santa Maria Assunta, Castel di Sangro, dopo il 1702 per avvenuta traslazione delle spoglie

### Opere attribuite a Giacomo Colombo
Le attribuzioni sono di Francesco Verlengia.
- Statua di San Michele, santuario di Liscia
- Statua di San Rocco nella chiesa madre di Santo Stefano, Castelfrentano
- Statua dell'Addolorata della chiesa delle Crocelle, Chieti, distrutta da incendio nei primi del Novecento
- Gruppo della Santissima Trinità nella chiesa omonima di contrada Villa Andreoli di Lanciano (attribuzione recente).

## La Fontana dei Ceramisti di Rapino
Era in località Piano di Rapino, presso il rione dei Ceramisti di Madonna di Carpineto; fu scoperta da Verlengia negli anni '30 e segnalata al maiolicaro Gioacchino Cascella, figlio di Basilio. Conservata nel museo della Ceramica in Rapino, è decorata da preziose maioliche ad opera di Fedele Cappelletti, la lapide recita in latino che fu realizzata a spese della comunità nel 1793

### Scuola di Bartolomeo Balcone da Sulmona
Bartolomeo Balcone nacque a Roma alla fine del '500, visse in Abruzzo, specialmente tra Sulmona, Campo di Giove, Pescocostanzo e rivisondoli nella prima metà del '600. Verlengia commenta la sua maestria nell'intagliare il legno per i cori delle chiese, e per i pulpiti dal movimento fresco e snello. Ebbe un figlio di nome Paolo, intagliatore come lui e pittore.
- Coro ligneo della Santissima Annunziata di Sulmona (1613 ca.), attribuito da Pietro Piccirilli
- Cappellone dell'Annununziata, complesso di Sulmona
- Corpo ligneo della parrocchia di Campo di Giove
- Pulpito ligneo della Basilica collegiata di Santa Maria del Colle a Pescocostanzo
- Organo ligneo, con Paolo, della collegiata di Pescocostanzo
- Porte lignee della chiesa di San Biagio a Taranta Peligna, attribuzione di Verlengia

### L'organaro Adriano Fedri

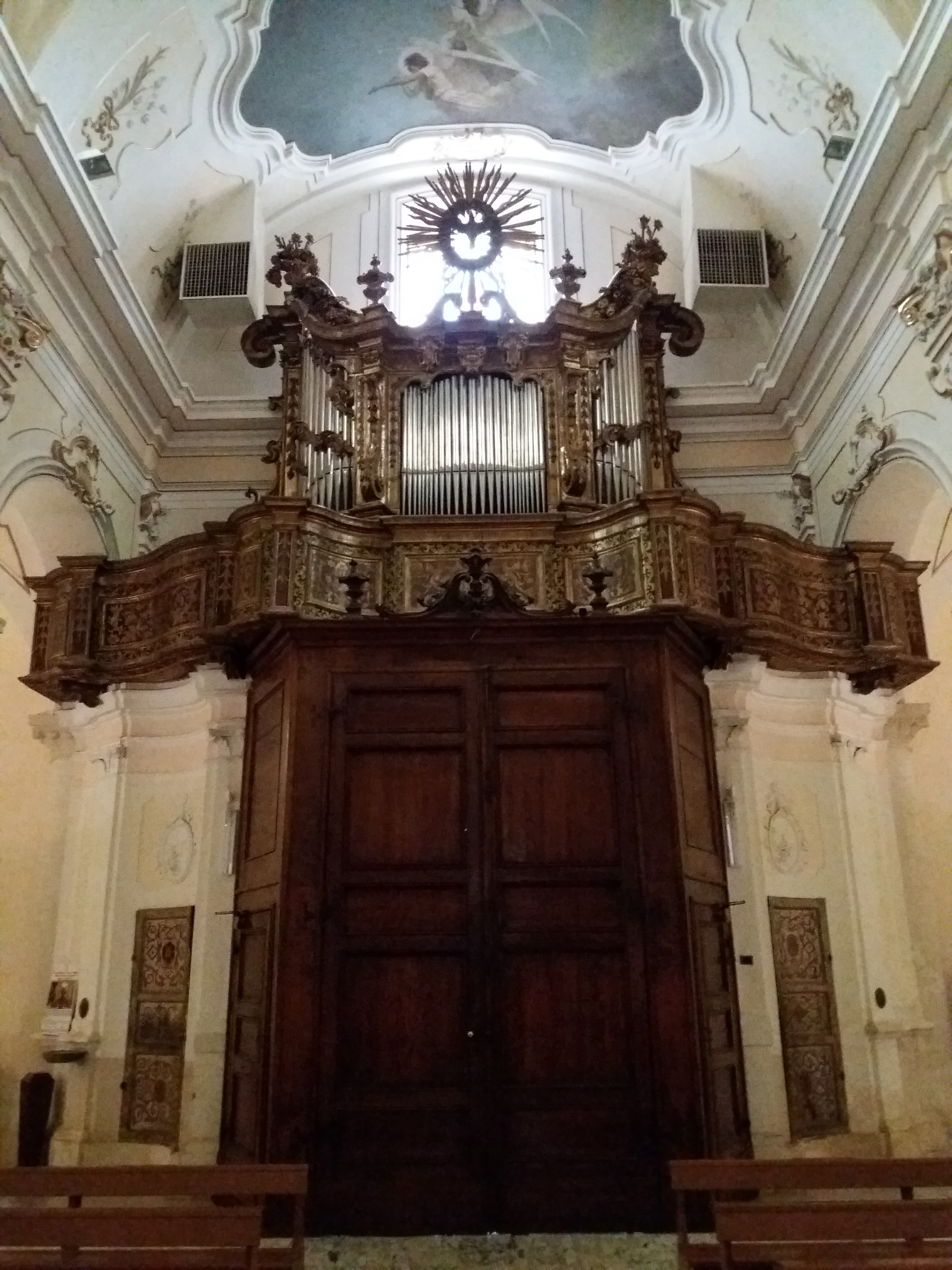
Organo della Cattedrale di Sulmona

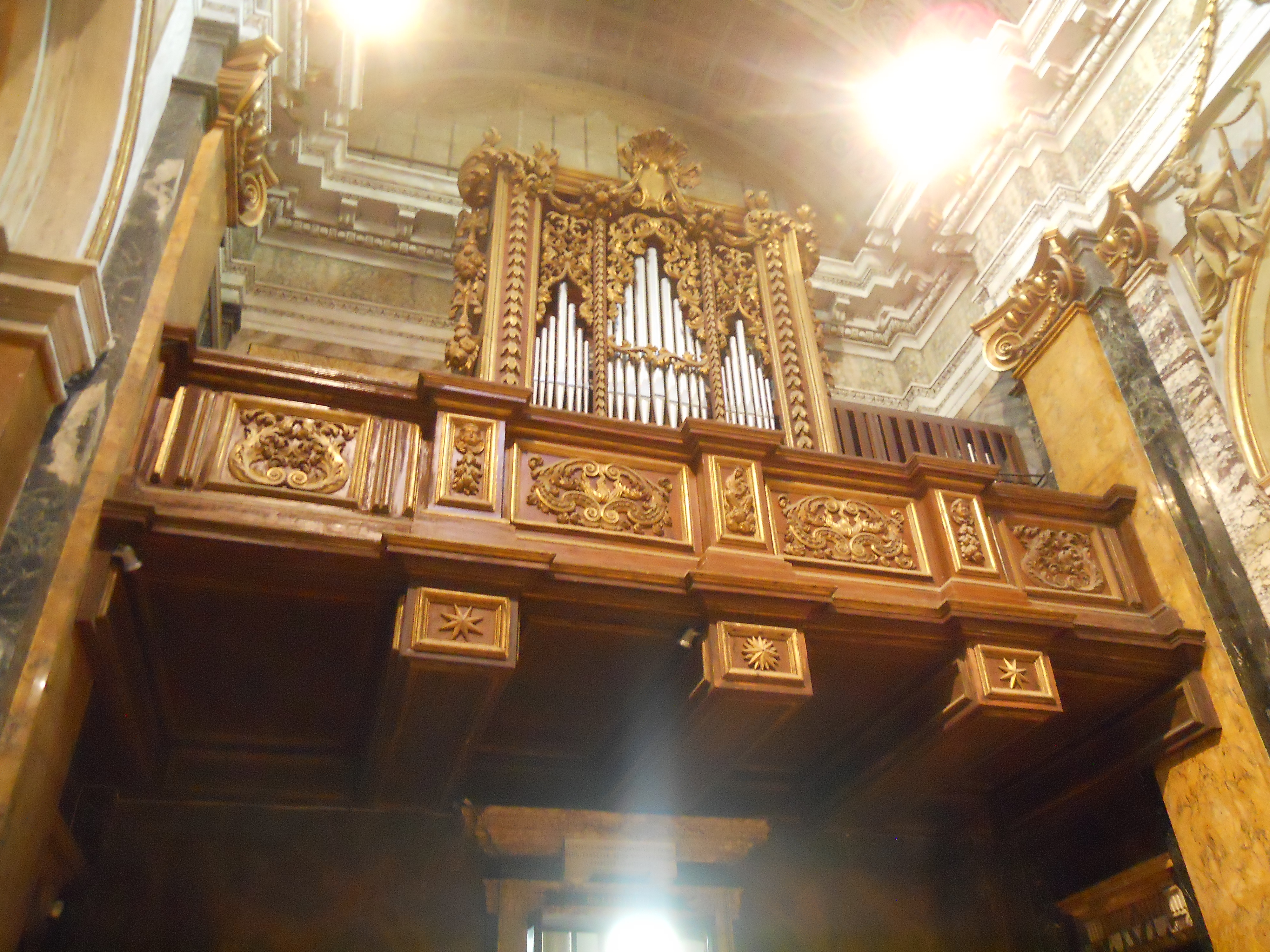
Organo della Cattedrale di Rieti

- Organo della chiesa madre di Fano Adriano (1756)
- Organo della Basilica di San Bernardino all'Aquila, con Ferdinando Mosca, (1725)
- Organo della chiesa di San Rufo a Rieti, con Giovanni
- Organo della chiesa del Santissimo Rosario di Navelli (attribuito a Giovanni), 1782
- Organo della chiesa di San Francesco a Lanciano (1769), per altri è di Modesto Salvini di Orsogna
- Organo della chiesa del Purgatorio di Amatrice
- Organo della chiesa madre di Castelbasso frazione di Castellalto
- Organo della chiesa di Santa Chiara di Rieti (1748)
- Organo della chiesa di San Francesco di Atri
- Organo della chiesa di Sant'Agostino a Teramo (1767)
- Organo della Cattedrale di Atri, restaurato dal figlio Gaetano, oggi distrutto
- Organo della chiesa di San Michele di Contigliano (1748)
- Organo della Cattedrale di Rieti (1752), restaurato da Damaso Fedeli (1792)
- Organo della chiesa di San Felice patrono in Cantalice (1745)
- Organo della chiesa di San Vittorino a Ripa di Fagnano Alto (1785)
- Organo della chiesa di San Francesco a Palena (1785)
- Organo della chiesa madre di Moscufo (attribuito)
- Organo della chiesa di San Flaviano a Basciano (1760)
- Organo della chiesa madre di Morro d'Oro (1758)
- Organo della Chiesa di Sant'Angelo Magno di Ascoli Piceno (1754)
- Organo della Cattedrale di Norcia (1747)
- Organo della Basilica di San Benedetto di Norcia (1744), distrutto dal terremoto del 2016
- Organo della chiesa di Santa Chiara di Chieti (1778)
- Organo della chiesa di San Francesco a Loreto Aprutino (datato 1745, attribuito)
- Organo della Cattedrale di Sulmona, con Ferdinando Mosca (1751)

### Intagliatori, fabbri e stuccatori: la scuola di Pescocostanzo
Di Panfilo Ranalli nel 1721 si ha la grande testimonianza del soffitto ligneo a cassettoni, intagliato con fioroni, della Basilica di Santa Maria di Collemaggio, distrutto dal soprintendente Mario Moretti nel 1968 durante i lavori di restauro in chiave medievale della chiesa.
Di Ferdinando Mosca si documentano:
- Altare maggiore della chiesa di Santa Maria del Suffragio (completamento), Pescocostanzo
- Pulpito della chiesa di Santa Maria della Valle, Scanno
- Soffitto ligneo dell'oratorio di Sant'Antonio dei Cavalieri de' Nardis, L'Aquila
- Soffitto ligneo della basilica di San Bernardino, L'Aquila
- Organo della basilica di San Bernardino (completamento), L'Aquila
- Coro ligneo della cattedrale dei Santi Massimo e Giorgio, L'Aquila
- Coro ligneo della basilica Valvense, Corfinio
- Coro ligneo della chiesa di San Domenico, Penne
- Coro ligneo della cattedrale di San Giustino, Chieti
- Coro ligneo della chiesa della Santissima Annunziata (completamento), Sulmona
- Coro ligneo della cattedrale di San Panfilo, Sulmona
- Coro ligneo della chiesa di Sant'Anna, Rivisondoli

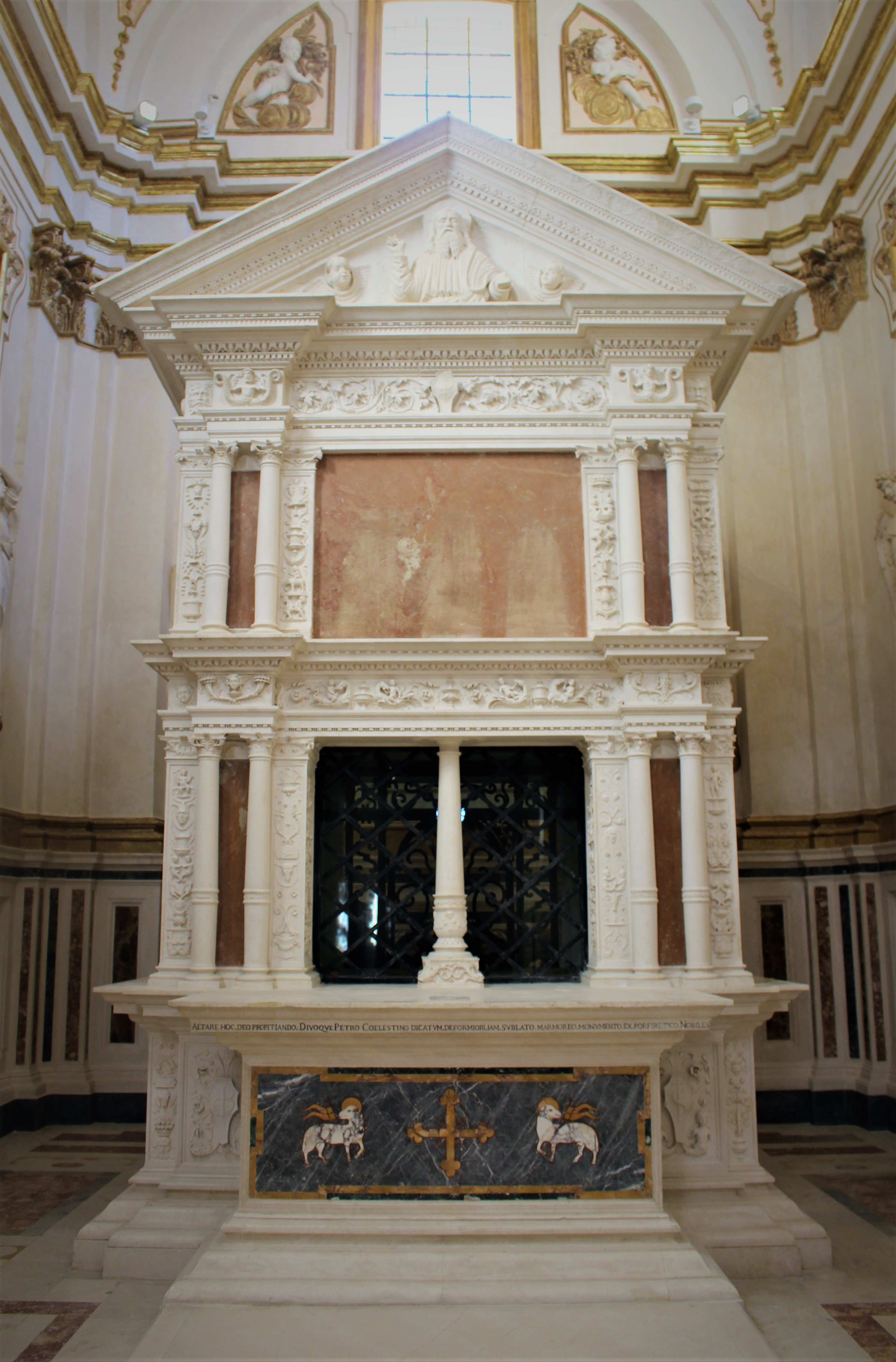
Mausoleo di Celestino V nella Basilica di Collemaggio

Tra gli stuccatori-architetti, ancor prima dell'arrivo di Giovan Battista Gianni, Giambattista Gamba e di Michele Clerici in Abruzzo, si ricordano la famiglia nordica Ferradini del milanese: si ricorda Giambattista Ferradini che stuccò l'oratorio di Sant'Antonio dei Cavalieri de Nardis all'Aquila (1646-87); poi Ercole Ferradini e Francesco Pozzi che stuccarono la Cattedrale dell'Aquila nel 1662 e nel 1673 sotto il controllo di Francesco Bedeschini realizzano la decorazione della Basilica di Collemaggio negli interni. Nel 1692 Loreto Ferradini decora con stucchi la chiesa di San Paolo dei Barnabiti all'Aquila, poi dopo il 1703 decora l'interno del complesso agostiniano di Sant'Amico.
La seconda generazione è rappresentata da Francesco Ferradini, che decora un plastico nell'ex oratorio di San Filippo all'Aquila, poi è attivi nella collegiata di Pescocostanzo nel 1686 insieme a Giovan Battista Gianni nel cantiere del cappellone del Santissimo Sacramento (i medaglioni), nella stessa chiesa realizza la cappella di Sant'Antonio; progetta l'impianto a croce greca della nuova basilica di Santa Maria Assunta di Castel di Sangro. Per il progetto del 1702 c'è un fascicolo di documenti firmati, in cui si firma come "Francesco dall'Aquila".

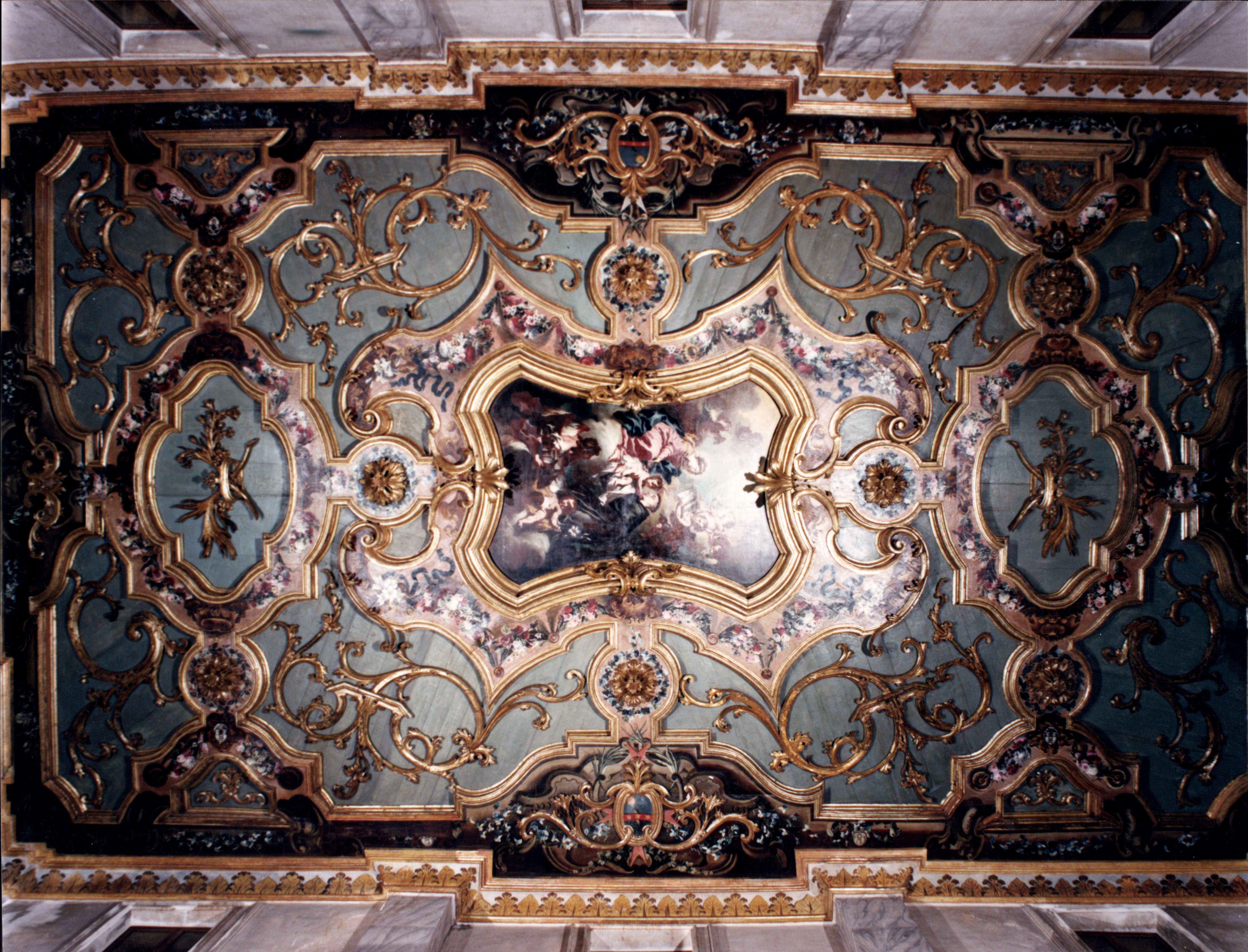
Soffitto dell'oratorio di Sant'Antonio dei Nardis, L'Aquila

Nel 1706 un Bernardo Ferradini realizza la balaustra d'altare dell'abbazia di San Giovanni Battista di Lucoli; nel 1715 con Panfilo Ranalli realizza il cappellone di San Celestino nella basilica di Collemaggio; dopo il 1723 lavora ad alcune parti dell'oratorio di Sant'Antonio dei Nardis all'Aquila. Baldassarre Ferradini giunto da Milano nel 1712, nel 1717 realizza la decorazione della cappella del Santo nella Basilica di San Bernardino, insieme a Pietrantonio e Francesco Pedetti, realizza poi il cappellone del Rosario nella chiesa di San Domenico, ricostruita quasi totalmente dopo il terremoto del 1703.
Si ricorda Norberto di Cicco da Pescocostanzo, attivo nella metà del XVIII secolo, che rifà e facciata della Basilica dell'Annunziata di Sulmona, ridisegna la chiesa madre di Rionero Sannitico, il cancello al cappellone della collegiata di Santa Maria Pescocostanzo. Insieme a lui Sante e Ilario Di Rocco, nati a Pescocostanzo, realizzano la cancellata in ferro battuto della Collegiata di Pescocostanzo (1709-1715) con putti, motivi vegetali e allegorici, riproponendo una vasta gamma dei Bestiari medievali.

### La scuola di Orsogna: i Salvini e i Tenaglia
Una statua di Madonna rinvenuta da Verlengia nella chiesa madre di Orsogna, risalente al XV secolo, fa pensare allo studioso che a Orsogna già prima del '700 ci fosse una predilezione per la scultura lignea e la ceramica. Artisti documentati orsognesi, intagliatori di legno e ceramisti, sono Modesto e Taddeo Salvini e Filippo Tenaglia, detto "Santogino".
Di Filippo Tenaglia si conservava un Cristo morto in cartapesta nella cappella del Suffragio o della Madonna del Riparo, che era posto davanti al sagrato della chiesa di San Nicola di Orsogna, distrutta dai bombardamenti del 1943; sicché il Cristo morto fu rifatto da Rolando Del Ponte di Chieti. Altre sue sculture in legno e cartapesta si trovano nelle chiese dei paesi vicini di Guardiagrele, Rapino, Pretoro, Filetto.
Modesto e Taddeo Salvini, attivi tra la fine del '700 e la metà dell'800, sono famosi per aver realizzato degli organi. C'è una controversia di attribuzione dell'organo della chiesa di San Francesco di Lanciano, alcuni vogliono che sia di Adriano Fedri, altri di Modesto, mastro organaro. Modesto realizzò anche un tronetto per la chiesa madre di Taranta Peligna, trafugato dai nazisti, e l'opera maggiore rimane un pergamo ligneo della chiesa di San Francesco della Scarpa di Chieti dal corpo bombato. Taddeo Salvini fu famoso progettista e intagliatore di teatri d'opera all'italiana, e progettò presso l'ex chiesa di San Giuseppe degli Scolopi di Lanciano il teatro comunale "Maria Carolina", poi "San Francesco" (1834-40) attualmente dedicato a Fedele Fenaroli musicista, nel 1819 aveva realizzato gli interni del Teatro "San Ferdinando"(attuale teatro Rossetti) ricavato dall'ex chiesa di Santo Spirito dei Celestini.
Oggi i Bontempo si sono specializzati nella ceramica dipinta, e ispirazione dei ceramisti della non lontana Rapino; si ricorda l'esponente attuale Amato Bontempo.

## Michele e Gabriele Falcucci di Atessa
Bottega attiva ad Atessa e dintorni dall'inizio alla fine dell'800; il capostipite fu lo scultore sordomuto Michele, che ebbe i figli Giacomo e Gabriele, che realizzarono interessanti statue per le chiese di Atessa e i paesi limitrofi della valle del Sangro e del Trigno, pregevoli per un ritorno all'arte barocca caratterizzata dalla vivacità del colore e dello slancio dei corpi.
Alcune opere:
- Immacolata Concezione (Gabriele Falcucci, 1890) nella chiesa di San Giovanni Battista in Atessa.
- Madonna Addolorata (Michele Falcucci, 1885) della chiesa di San Pietro Apostolo in Atessa, attualmente nella chiesa di San Pasquale con convento della Madonna degli Angeli.
- San Giuseppe (Michele Falcucci, 1849) nella chiesa di San Giuseppe in Atessa.
- San Giuseppe (Gabriele Falcucci, 1891) nella chiesa madre in Acquaviva Collecroce.
- Madonna del Buon Consiglio (Michele Falcucci, 1887) nella chiesa omonima di contrada Pili in Atessa.

### Chieti e provincia

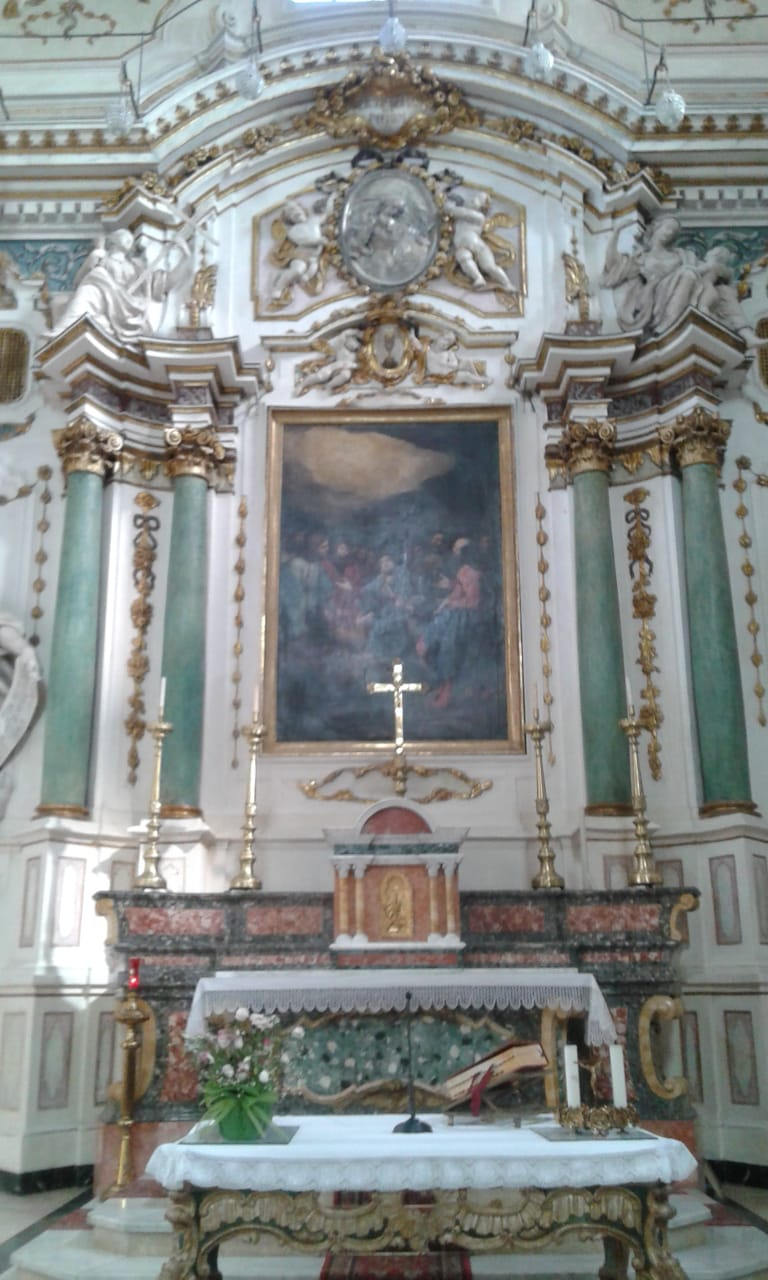
Un altare con gli stucchi di Carlo Piazzola e Girolamo Rizza, chiesa di Santa Chiara a Chieti
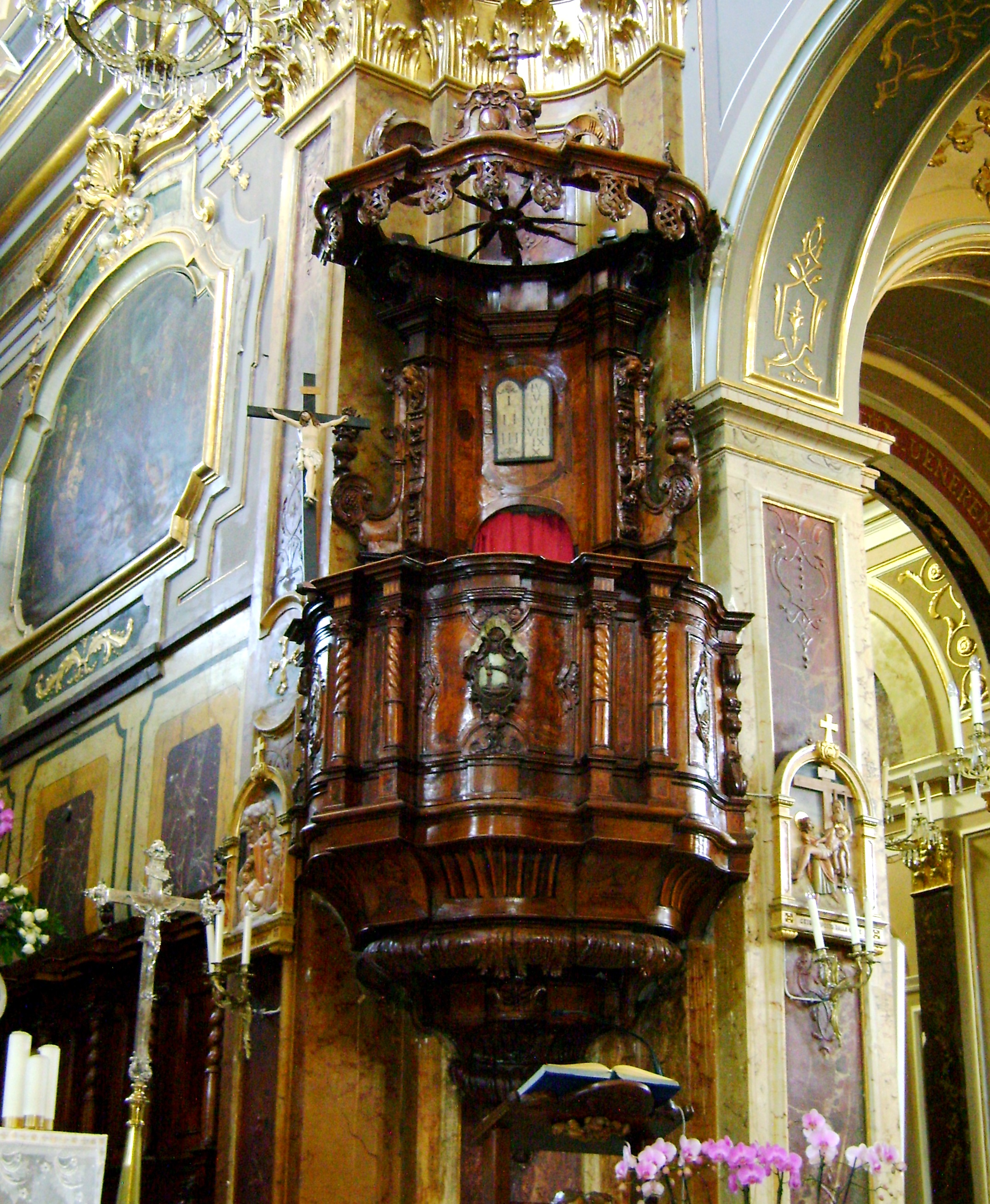
Pupito del Duomo di San Leucio, Atessa
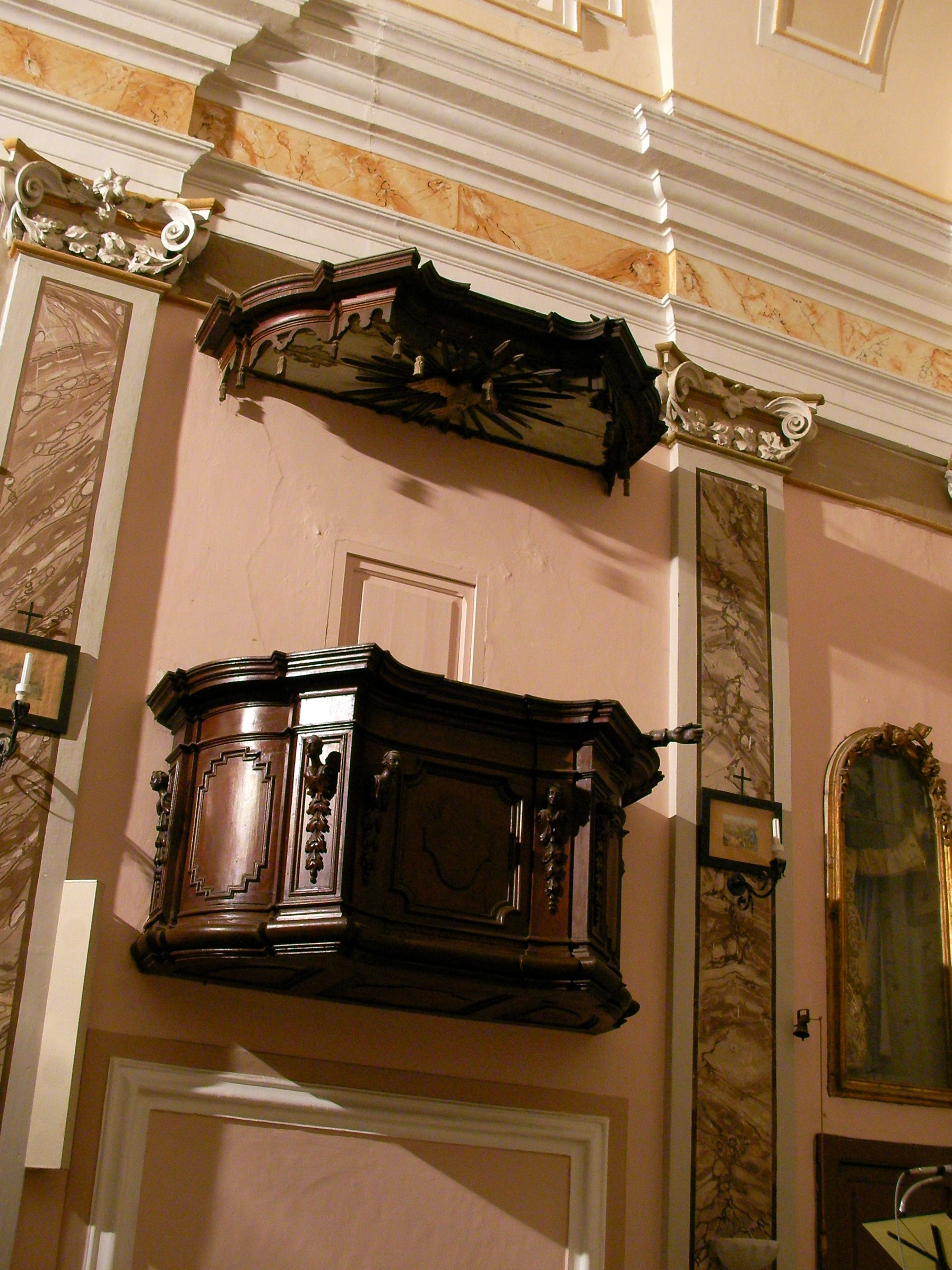
Pulpito della chiesa di Santa Chiara, Guardiagrele
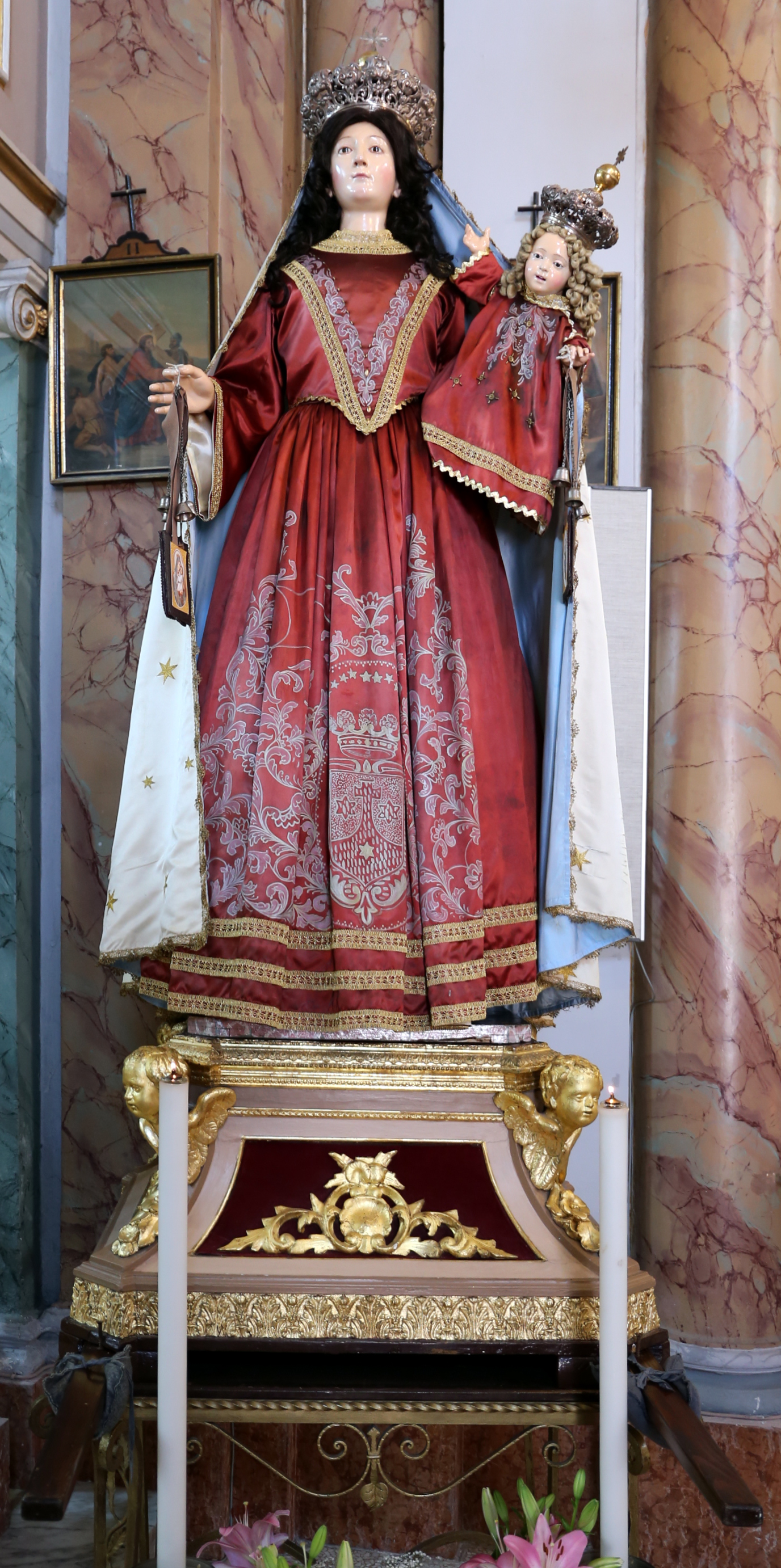
Beata Vergine del Monte Carmelo con Bambino, chiesa della Madonna del Carmine a Guardiagrele
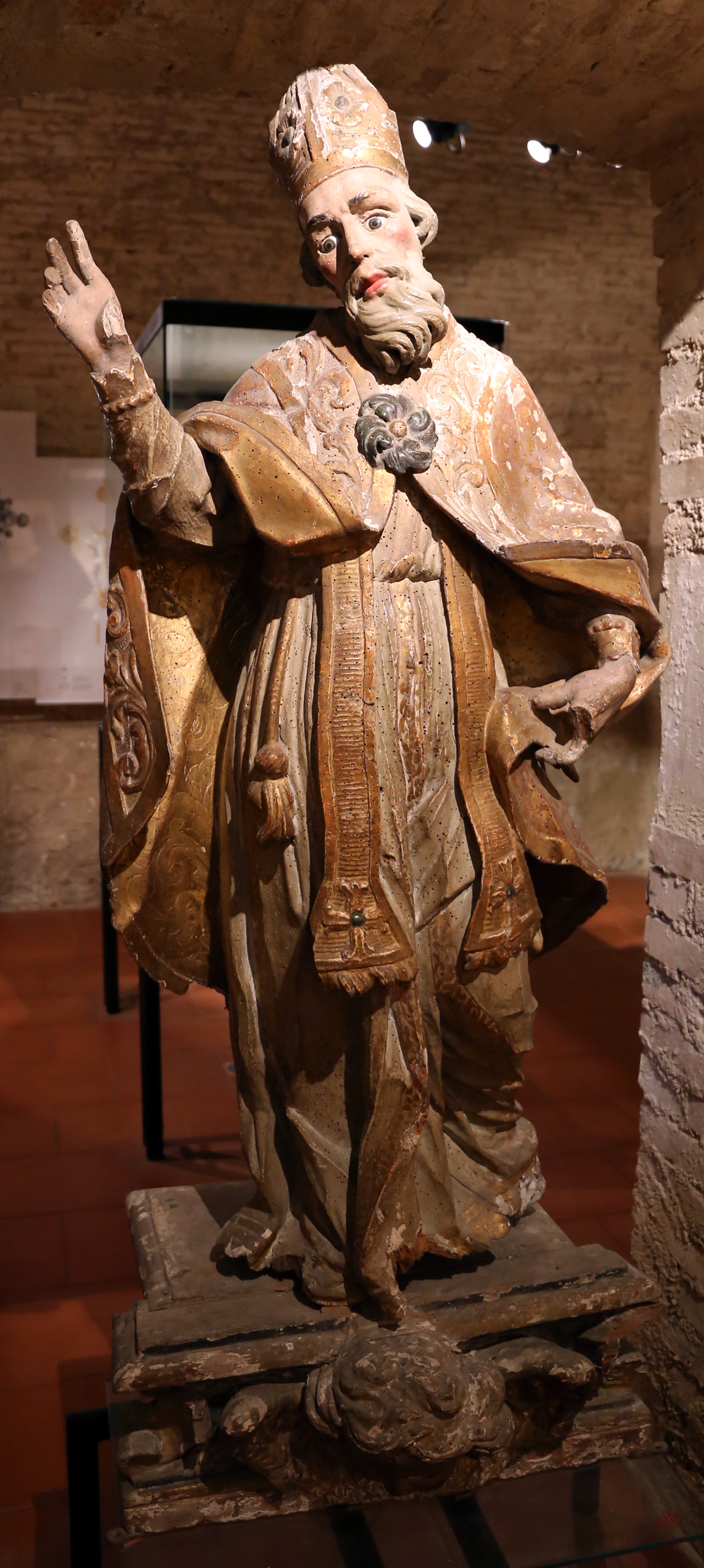
Santo in veste di vescovo (San Nicola?), dalla chiesa di San Francesco, Museo dell'Opera del Duomo di Guardiagrele (1690)
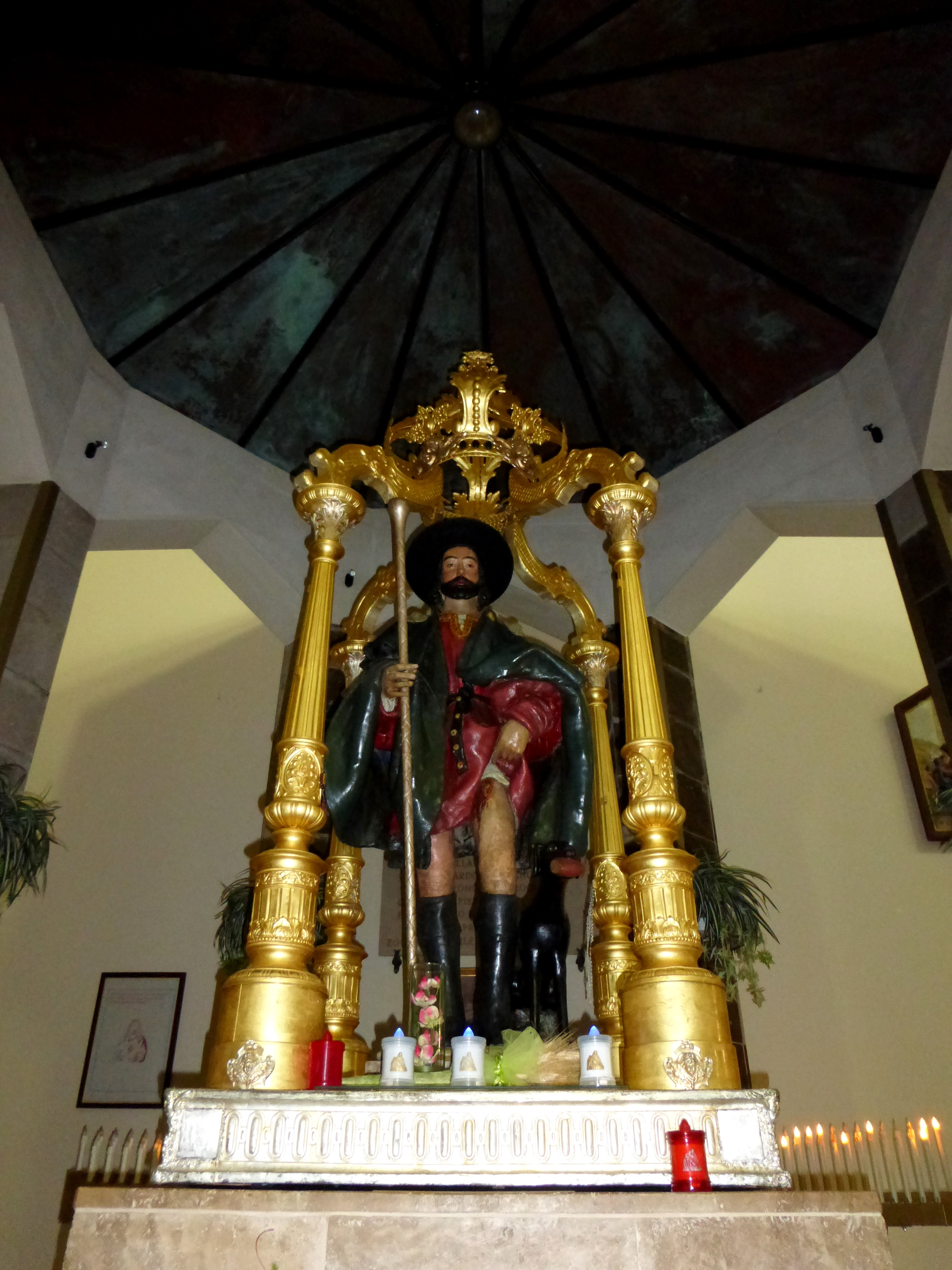
Statua di San Rocco nel santuario di Roccamontepiano

- Busto di San Giustino di Chieti (XVIII secolo, il busto, ricavato dall'originale di Nicola da Guardiagrele del 1455, di cui rimane la testa con la tiara), trafugata nel 1986, presso la Cattedrale di San Giustino, Chieti, sostituito da una copia di diverso aspetto, opera di Luciano Primavera
- Gruppo di statue dell'ex chiesa di San Domenico - Chieti, chiesa demolita nel 1913 per il palazzo della Provincia, la parrocchia trasferita nella chiesa di Sant'Anna degli Scolopi: statue di Sant'Antonino e San Tommaso d'Aquino (facciata chiesa di San Francesco al Corso), statua della Madonna col Bambino presso l'istituto del Santissimo Rosario, vicino al Convitto Giambattista Vico; statue di San Domenico e San Pio V presso ingresso della cripta della Cattedrale di Chieti, dalla piazza; dopo essere statue nel cimitero comunale.
- Gruppo della Santissima Trinità: Dio Padre con accanto Cristo risorto, sopra il globo terrestre (metà XVIII secolo), presso la cappella del Sacramento nella chiesa della Santissima Trinità - Chieti
- Alessandro Terzani: impaginato a stucchi, con Michele Clerici, Carlo Piazzola e Girolamo Rizza della chiesa di Santa Chiara a Chieti; Altare di Sant'Ignazio e San Francesco Saverio (primo da destra), tela di Severino Galanti del 1793

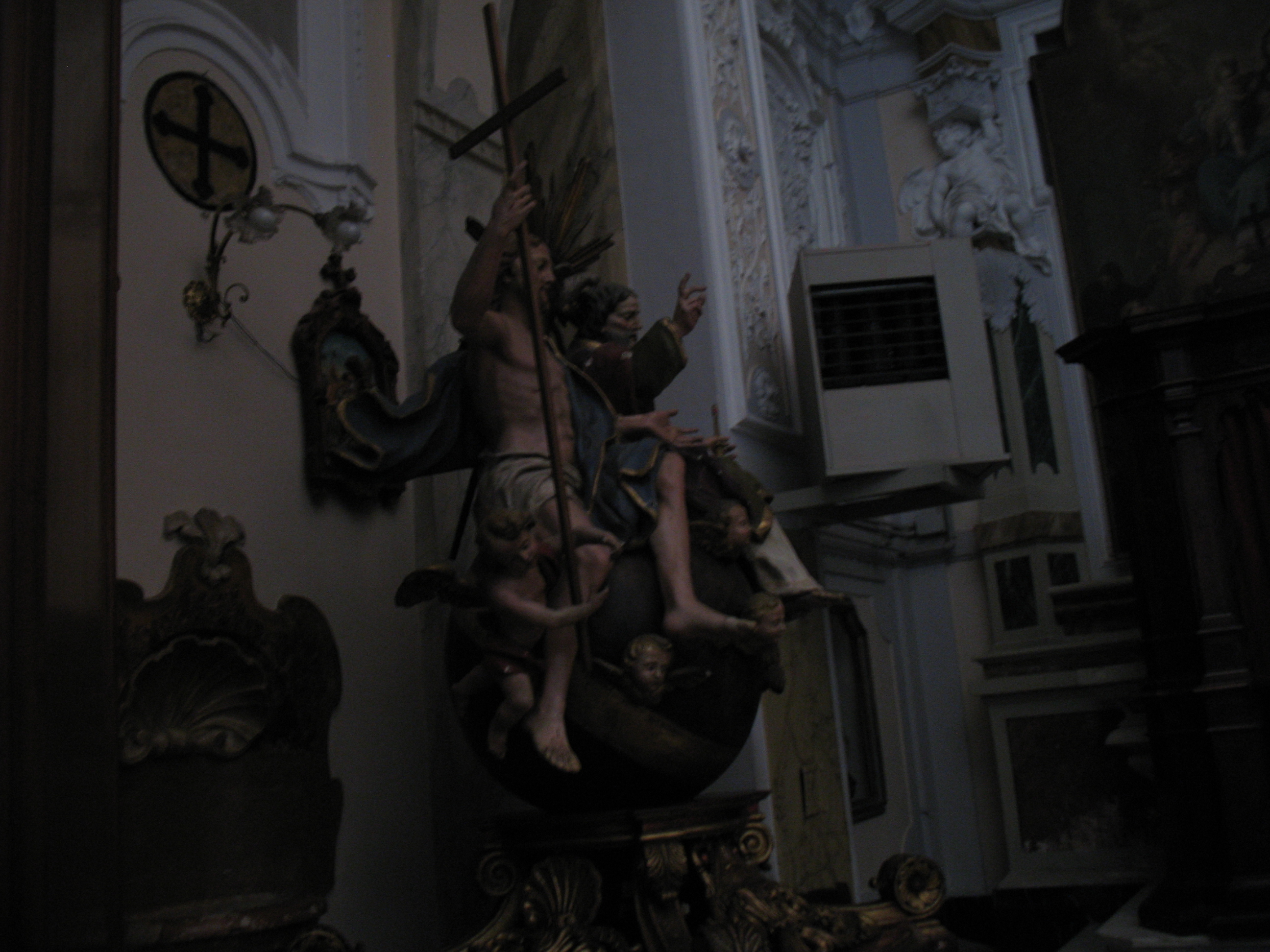
Macchina della Santissima Trinità: Cristo risorto con Dio Padre sul globo terrestre, chiesa della Santissima Trinità, Chieti

- Statua della Madonna della Cintura - chiesa di Sant'Agostino Lanciano, opera di Giacomo Colombo (metà XVIII secolo); insieme alla statua della Madonna della Candelora, chiesa di San Biagio, Lanciano, opera dello stesso
- Madonna del Ponte - Cattedrale della Madonna del Ponte, Lanciano (metà XV secolo, con rifiniture e decorazione della ricca veste del XVIII secolo), presso la nicchia dell'altare maggiore; il vestito è conservato nel museo diocesano - stesso periodo, decorazione della statua di San Pantaleone, ora nella chiesa del Purgatorio di Lanciano. Ambedue le statue sono state pesantemente restaurate negli anni '60 del Novecento dal monsignor Benigno Migliorini, perdendo il loro aspetto
- Madonna addolorata - chiesa di Santa Chiara e San Filippo Neri - Lanciano (cappella dell'Arciconfraternita "Morte e Orazione"), metà del '700. Rappresenta, caso unico in Abruzzo, una Madonna molto snella e slanciata, reclinata in avanti, con lo sguardo rivolto verso l'alto e una smorfia di disperazione. Alcuni pensano appartenga alla scuola di Giacomo Colombo
- Pulpito in noce del Duomo di San Leucio, Atessa (metà XVIII secolo) dei fratelli Mascio
- Statua di cera del Santo Bambino - metà XVIII secolo - chiesa dei Santi Nicola e Clemente - Lama dei Peligni
- Madonna del Carmine: rappresenta la Madonna Incoronata col Bambino (statua lignea), presso la chiesa del Carmine, Vasto, XVII secolo
- Madonna Immacolata della Cintura con Bambino, presso la Cattedrale di Vasto (1700)

### Pescara e provincia
- Madonna del Fuoco - santuario della Madonna del Fuoco - Pescara (metà XVIII secolo), anche se si pensa che appartenga al XVI secolo; interessante il simbolo della fiamma del fuoco nella mano della Vergine
- Statua lignea di San Cetteo (XVIII secolo), fattura popolare, presso la Cattedrale di San Cetteo di Pescara, da non confondere col nuovo dal busto in bronzo di Arrigo Minerbi (1951), trafugato negli anni '80 e sostituito da quello attuale in argento

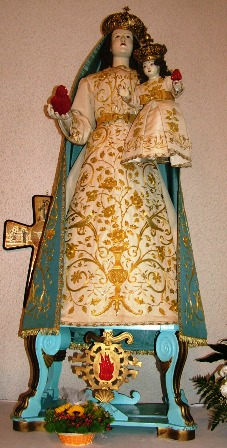
Madonna del Fuoco, santuario omonimo, Pescara

- Altare tabernacolo della Madonna della Purità, restaurato nel 2006, realizzato nel 1611 dal pittore ortonese Tommaso Alessandrino - Collegiata di San Michele, Città Sant'Angelo
- Gruppo dell'Incoronazione di Maria Regina dei Cieli, con Cristo che porta la Croce e Dio Padre, opera di Salvatore Conti (1879), chiesa di San Lorenzo, Popoli Terme - molte somiglianze con la Macchina della Santissima Trinità con Dio Padre e Cristo risorto, nella cappella della chiesa della Trinità in Chieti
- Sculture della cappella del Santissimo Sacramento - Collegiata di San Michele - Città Sant'Angelo, sculture della scuola di Giovanbattista Gianni
- Madonna col Bambino o del Rosario (XVII secolo, opera popolare), chiesa della Madonna delle Nevi, Montesilvano Colli
- Soffitto a lacunari della cappella del Rosario, nella chiesa di San Domenico a Penne, di Sebastiano Carniola (1638-41), dorato da Stefano Tereo nel 1642.
- Busto reliquiario di San Massimo, opera di Giuseppe Sammartino (1732), Duomo di Penne, trafugato nel 1982
- Busto reliquario di San Zopito (1730 ca.) scuola di Sammartino, chiesa collegiata di San Pietro a Loreto Aprutino

### Teramo e provincia

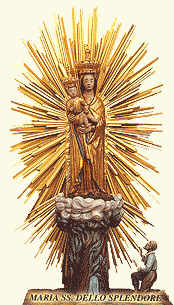
Madonna dello Splendore, Giulianova, santuario omonimo

- Statua della Madonna dei Sette Dolori - chiesa dei Cappuccini - Teramo (XVII secolo), coeva della statua della Madonna addolorata del santuario della Beata Vergine dei Sette Dolori di Pescara. Queste statue hanno la caratteristica della Madonna col volto affranto, lo sguardo rivolto verso l'alto, e il cuore dorato trafitto da sette spade
- Gruppo della Madonna col Bambino e contadino (XVII secolo); statua processionale della Madonna in gloria, con capelli e vestiti ricamati, col Bambino in braccio, sopra un olivo di legno, apparente al contadino di Giulianova, in ricordo dell'apparizione nel 1576 nella campagna di Giulianova, presso l'olivo dove si trova il santuario della Madonna dello Splendore.
- Cristo flagellato alla colonna - chiesa della Santissima Annunziata - Teramo, usato per la processione della "Desolata" il Venerdì santo
- Cuore Immacolato di Maria con Gesù Bambino e San Giovannino e putti - opera di Francescopaolo Evangelista (1884), chiesa di San Francesco o Sant'Antonio, Teramo
- Varie statue provenienti dalle chiese di Atri, conservate nel museo capitolare di Atri, presso il Duomo

## Scultura dell'800-'900
Durante il rinascimento e il barocco in Abruzzo non fiorirono particolari maestranze scalpelline, come nel Medioevo. Gli artisti scultori-architetti, nell'uso della pietra e dello stucco, realizzavano in un unico blocco gli interni delle chiese da rinnovare, soprattutto nel XVII-XVIII secolo. L'uso del materiale era prettamente concentrato sullo stucco e sul marmo, con cui si realizzavano le statue decorative degli altari e delle nicchie. Ma si trattava solamente di riprese dei grandi modelli romani e napoletani, senza alcune particolare originalità.
L'uso celebrativo e commemorativo della scultura in pietra, dopo una brusca pausa d'arresto nel tardo Medioevo, si concentrò nell'ambito civile, nella realizzazione privata di monumenti per palazzi signorili, o di statue pubbliche da piazza. L'esempio più antico era, come ricorda lo storico Girolamo Nicollino, una statua del Cinquecento di Achille a cavallo sopra una colonna che campeggiava in Piazza San Giustino a Chieti, trafugata dagli spagnoli, poi all'Aquila venne realizzata davanti al Palazzetto dei Nobili la statua di Carlo II d'Asburgo, ancora oggi esistente.

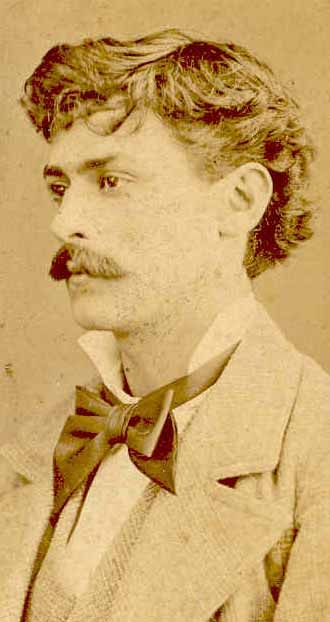
Costantino Barbella.

Dal Settecento all'Ottocento non si registrano evidenti opere di rilievo. L'arte del monumento celebrativo, soprattutto dopo l'Unità d'Italia, si diffuse dal tardo Ottocento ai primi del Novecento, subendo una ripresa netta con il governo di Benito Mussolini, come nel resto del Paese. A dir la verità, vennero realizzati più monumenti a figure chiave della storia abruzzese quali Sallustio, Ovidio, Silvio Spaventa che ai padri della patria come Vittorio Emanuele II, Camillo Benso di Cavour o Giuseppe Garibaldi. Di Vittorio Emanuele è presente solo una statua in Piazza della Libertà a Giulianova alta, opera dello scultore Pagliaccetti.
Da ricordare i monumenti realizzati a Sallustio all'Aquila nel 1903 (piazza Palazzo) e a Silvio Spaventa, presso la piazza municipale di Bomba (CH), sua patria.
Quanto alla scultura religiosa, è da ricordare lo scalpellino Vincenzo Perez, che per la cattedrale di San Tommaso Apostolo a Ortona (CH) realizzò il ciclo dell'Ultima Cena e delle Storie della vita di Cristo e Maria e Storie dell'Antico Testamento per la cupoletta, avvalendosi della tecnica fiorentina dello stiacciato.

### Il circolo michettiano: Costantino Barbella
Nel tardo Ottocento, con la formazione del cenacolo artistico di Francesco Paolo Michetti a Francavilla al Mare, nel campo scultoreo che non fosse attività artigianale popolare, fiorì il teatino Costantino Barbella. Sin dagli anni della formazione, si legò al gruppo degli amici di Gabriele D'Annunzio, il quale in virtù della prima produzione in terracotta di Barbella, si adoperò per farlo conoscere anche a Roma con recensioni e acquisti. A Napoli Barbella poté studiare e perfezionare la tecnica del modellato, specializzandosi in composizioni di terracotta di piccolo formato, e più raramente di grandi dimensioni, spesso fuse in bronzo, raffiguranti scene di vita contadina abruzzese, figure rappresentative della cultura popolare regionale, che resero il Barbella famoso sia in Italia sia all'estero, negli anni successivi.

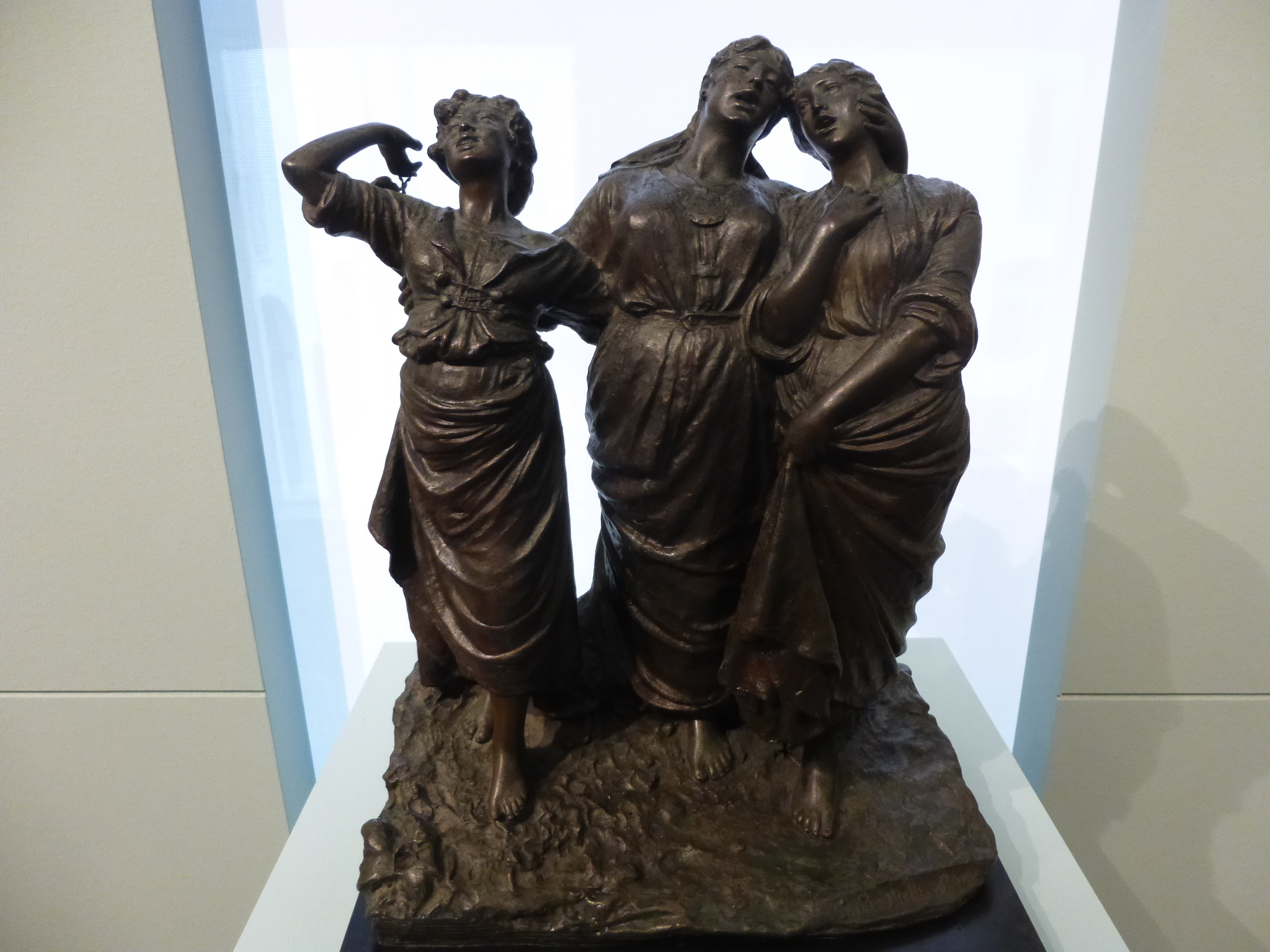
Canto d'amore, 1877.

A Napoli espose alla Promotrice del 1875, e poi all'Esposizione di Parigi le sue opere con l'amico Michetti, e fece tanto successo da ricevere l'elogio di Vittorio Emanuele II, che acquistò alcuni pezzi. Una delle prime commissioni è il gruppo La Morte, eseguito per il sepolcro dell'eroe di guerra Luigi Vicoli presso il cimitero di Chieti, poi conservato nel Museo "Costantino Barbella" di Chieti, testimoniata dalla sofferenza con cui egli stesso sentiva il momento del trapasso, rivelata dallo scheletro aggrappato al tragico vivente, nel momento del fatale abbraccio. La notorietà vera e propria avvenne nel 1877 con la commissione di Canto d'amore all'Esposizione Nazionale di Belle Arti di Napoli, acquistata dal conte Gigliani, che lo fece nominare professore di Belle Arti all'Accademia partenopea.

### Sculture di Costantino Barbella
In occasione della Mostra Internazionale di Anversa del 1884, Barbella conobbe artisti esteri che apprezzarono notevolmente la sua opera, che in seguito alla morte dell'artista venne quasi totalmente raccolta nel Palazzo Martinetti Bianchi a Chieti, nel Museo d'arte moderna "Costantino Barbella".
Tra i pezzi di primaria importanza c'è "La Morte" (1875), l'idea del trapasso è evocata dall'unità delle figure dello scheletro e dell'umano morente, a cui è stretta la mano sinistra. Altre opere d'ambito rurale abruzzese, realizzate tra il 1888 e il 1901 dalla fonderia Crescenzi, appartengono all'età tarda. L'opera scultorea in generale del Barbella rappresentano una stagione di fervore creativo tutto abruzzese, concentrato nella fascia costiera teatina: in Barbella, come nelle prime opere di D'Annunzio, prevale il tema bucolico e rurale dei contadini abruzzesi, con le loro caratteristiche tradizionali e le usanze religiose e civili, l'interesse per i giovani pastori innamorati, tema presente anche in Michetti e in Basilio Cascella, per i ritratti plasmati con acume e freschezza, che rivelano una felicità descrittiva spontanea e spiegano la popolarità del versatile artista, interprete di un realismo e di un naturalismo romanticizzato, a differenza della crudezza dannunziana nelle storie di stampo verghiano delle Novelle della Pescara.

## Scultori di opere sacre nell'Ottocento
Si ricordano i fratelli Perez e i Feneziani.

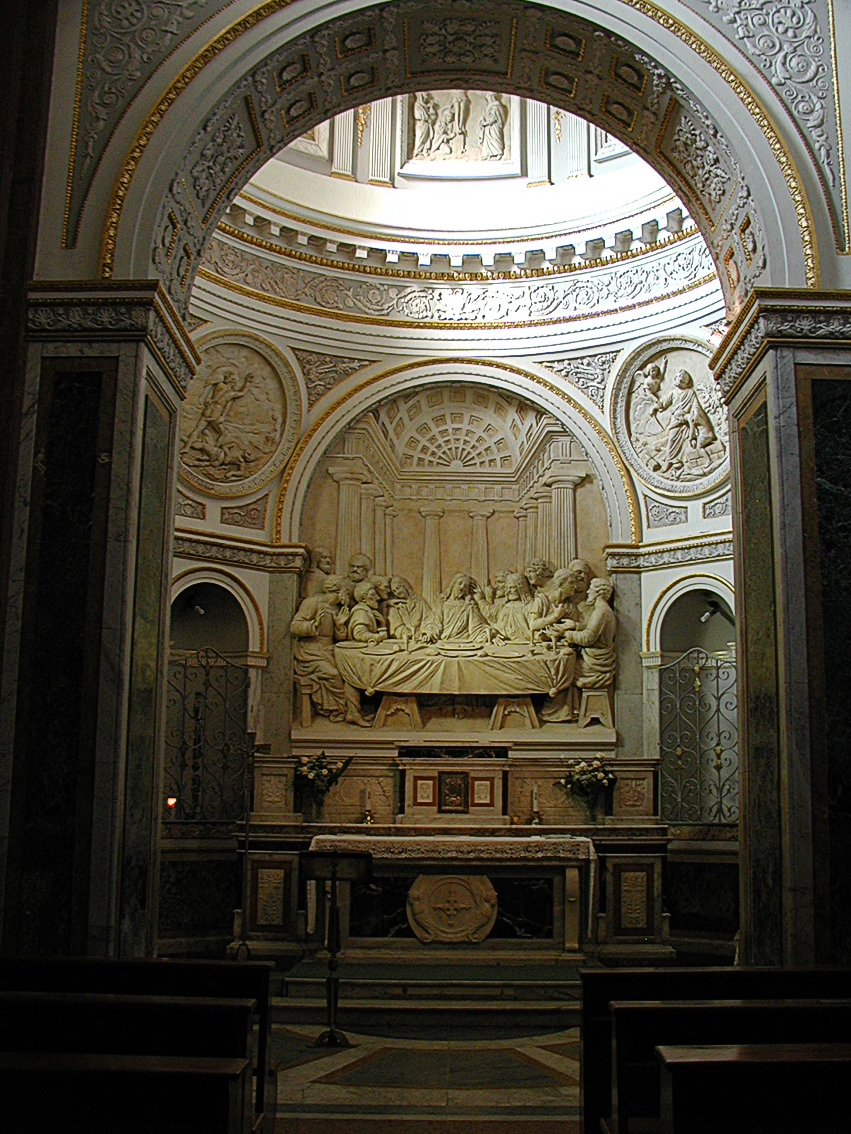
Cattedrale di Ortona: cappella del Santissimo Sacramento, opera dei fratelli Perez (1845)

I fratelli Vincenzo e Pietro Perez di Ortona realizzarono decorazioni nella Cattedrale di Ortona, di cui resta solo quella istoriata della cappella del Santissimo Sacramento (1845) con immagini nella cupola d scene dell'Antico e Nuovo Testamento, e presso l'altare l'Ultima Cena; i fratelli Perez decorarono con statue di Apostoli e Santi anche il cappellone di San Tommaso, rifatto dopo le distruzioni della guerra.
A Lanciano, come ricorda Marciani, i Perez furono attivi nella chiesa di Santa Lucia (1865) per gli interni e la cappella dell'Addolorata; a Villamagna realizzarono presso la chiesa madre di Santa Maria Maggiore la decorazione della cappella dell'Orazione e Morte.
I fratelli Perez sono ricordati per uno stile decorativo molto elegante e di impronta tardo classicista, che si rifà alle sculture tardo romane del III-IV secolo d.C., levigando per bene la pietra porosa, e usando le tecnica rinascimentale dello stiacciato per far assumere alle scene maggiore tridimensionalità.
I fratelli Giovanni e Berardino Feneziani erano originari di San Pio delle Camere, nell'aquilano. I Feneziani appartenevano alla Scuola del Maestro Teofilo Patini, con cui hanno molto lavorato, ad esempio nei cantieri del nuovo santuario della Madonna della Libera a Pratola Peligna, realizzando il tabernacolo dell'altare maggiore. La loro presenza artistica si trova in varie città e paesi dell'aquilano: L'Aquila, Calascio, Pratola Peligna, Avezzano, San Pio delle Camere e altri. Allo stesso gruppo artistico "patiniano" deve essere annoverato anche il maestro Carlo Patrignani. Una delle pregevoli opere dei fratelli Feneziani è il tabernacolo dell'altare maggiore del santuario di San Domenico di Cocullo (1912). Lo stile adottato è quello neoclassico, intriso di particolarismo e aggiunte libere ispirate ad altri stili architettonici, come il Rinascimento per l'uso della prospettiva, ma ancor più del barocco, per la presenza massiccia di angeli, putti, santi ed elementi ornamentali.

### La famiglia Cascella

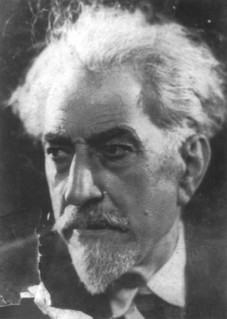
Basilio Cascella

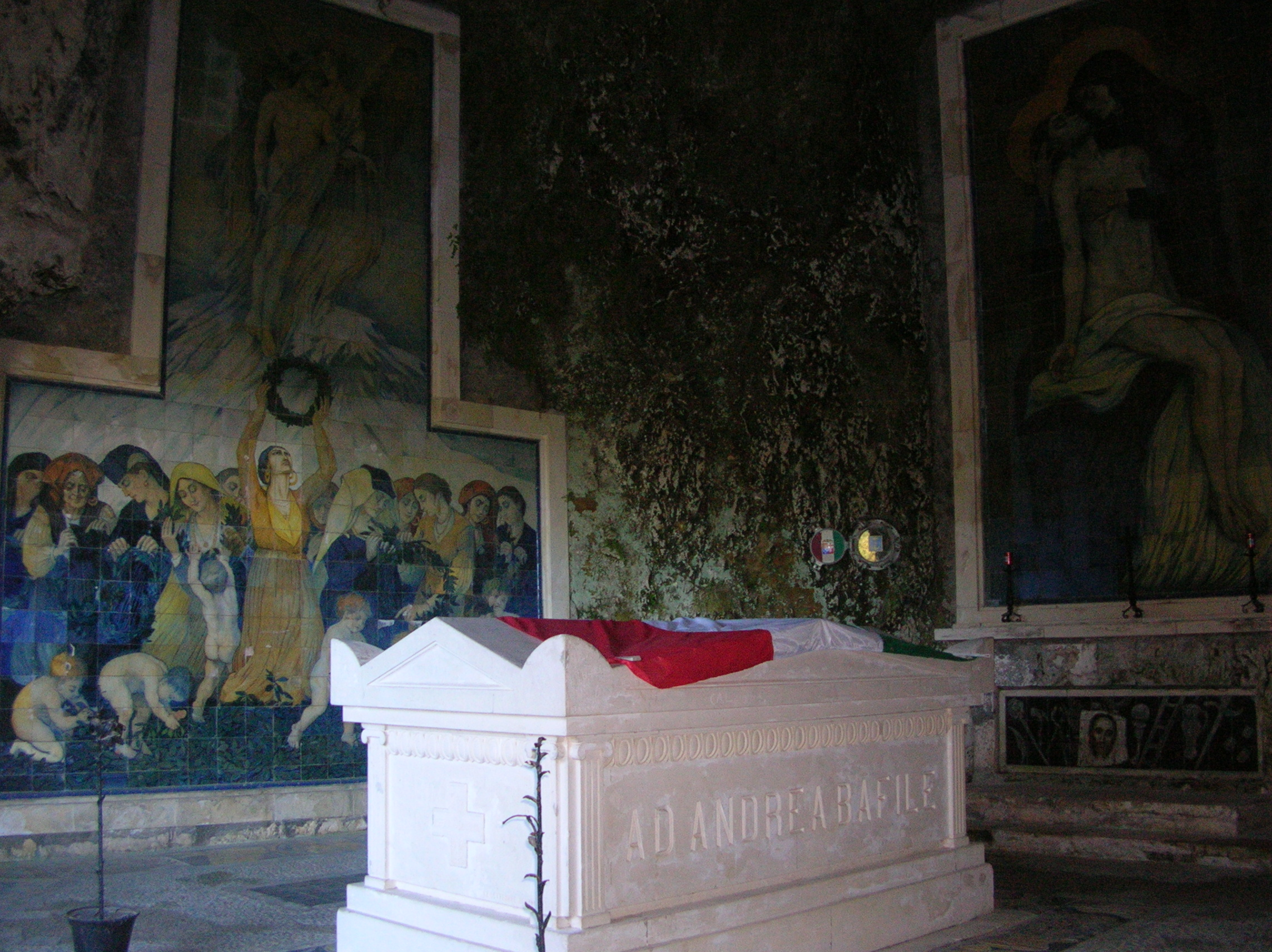
Interno del sacrario militare di Andrea Bafile, a Guardiagrele

La famiglia Cascella, originaria di Ortona, con Basilio Cascella, e poi con Tommaso e Michele Cascella continuò la tradizione abruzzese di interpretazione del naturalismo, dell'impressionismo, crepuscolarismo ed espressionismo, dopo Michetti e Patini. Questo per quanto concerne la realizzazione di ceramica e tele, mentre nell'ambito scultoreo l'Abruzzo moderno dal Novecento a oggi è principalmente conosciuto in Italia e nel mondo per l'opera di Vincentino Michetti, Pietro Cascella e Andrea Cascella, che ebbero terreno fertile a Pescara e provincia, loro nuova terra di conquista.

### Basilio Cascella e Felicetto Giuliante
A testimonianza della versatilità dell'arte abruzzese, che seppe seguire la malleabilità e la libera interpretazione delle correnti eclettiche del primo Novecento, agli albori del fascismo, l'anno 1924 può essere il punto massimo per l'incontro di Cascella e lo scalpellino Felicetto Giuliante di Guardiagrele, originario della vicina Pennapiedimonte. Il progetto a cui lavorarono fu il mausoleo monumentale del Tenente di Marina Andrea Bafile, morto nel 1918 e pluridecorato. Essendo originario dell'Abruzzo aquilano, fu commissionata una tomba sontuosa presso la Majella, località Bocca di Valle, dentro una grotta che fu adattata dallo scultore Giuliante per approvi i tre monumentali cicli di formelle maiolicate di Rapino dipinte da Basilio e Michele Cascella.

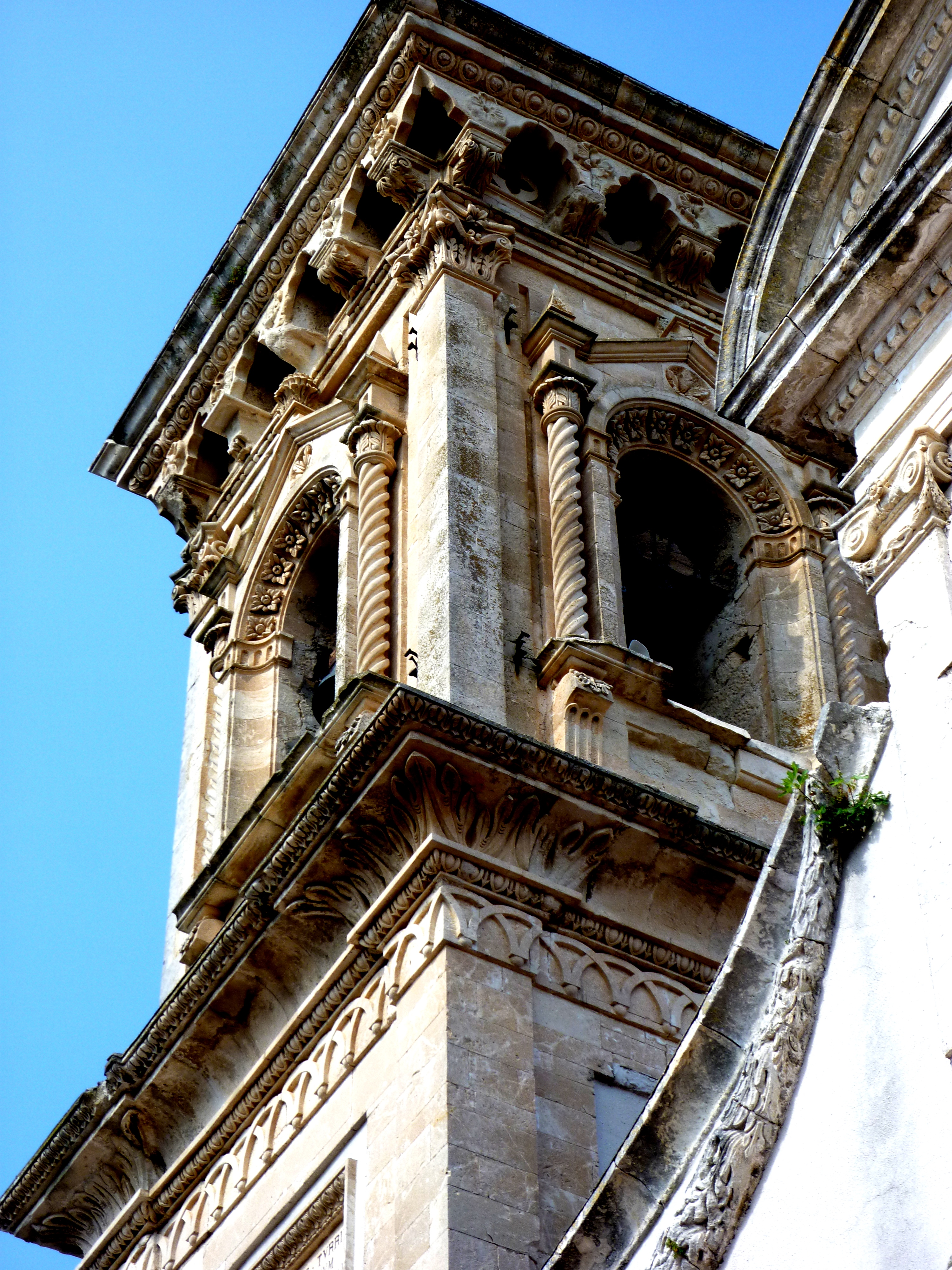
Particolare del campanile della chiesa di Santa Maria Assunta di Palombaro (CH), scolpito da Felicetto Giuliante nel 1920 ca.

In quegli anni Felicetto Giuliante si era già distinto per la realizzazione dei cornicioni monumentali del campanile della chiesa di Santa Maria Assunta di Palombaro, vicino a Guardiagrele, e della Cattedrale di Guardiagrele stessa, ricevendo il plauso di studiosi abruzzesi, come Francesco Verlengia. La particolarità di Giuliante fu quella di non aver semplicemente adottato la corrente allora in voga dell'arte neoromanica, ma di essersi specializzato nello studio degli amboni romanici abruzzesi del maestro Nicodemo da Guardiagrele (XII secolo), caratterizzati da una miriade di particolari scultorei di figurine in rilievo intrecciate a girali e tralci vegetali, nelle pose più disparate, insomma Giuliante per i due lavori di Guardiagrele e Palombaro rielaborò la lezione di Nicodemo per creare due autentici capolavori del movimento neoromanico abruzzese. Giuliante continuerà a costruire opere a carattere neoromanico anche dopo la guerra mondiale, realizzando il pozzo del chiostro del convento delle Clarisse di Bucchianico (CH), il ciborio con ambone della chiesa di San Michele a Castiglione Messer Marino, altri due portali in stile romanico delle chiese di San Francesco e Santa Chiara a Guardiagrele.
Lavorando con Basilio Cascella, Giuliante scolpì il sarcofago monumentale per Andres Bafile in pietra bianca della Majella, attenendosi a uno stile piuttosto classico e sobrio, data la funzione funebre dell'opera. Basilio Cascella e Michele per i tre grandi pannelli a formelle maiolicate, scelsero due soggetti convenzionali, che si rifanno alla propaganda fascista della commemorazione dei caduti per la Patria: nei due pannelloni laterali compare il motivo della Vittoria sotto aspetto di Madonna che sorregge il caduto, con in basso figure muliebri abruzzesi in costume tradizionale, specialmente prevale il costume di Scanno, in attesa del ritorno degli uomini dal fronte, mentre nel pannellone centrale compare la Madonna Addolorata che sorreggere Cristo morto, con in basso una corona d'alloro militare.

### Nicola d'Antino e il fascismo
Si ricorda la sua attività come scultore dapprima "monumentalista", ossia quella corrente artistica che dall'inizio del fascismo, fino ai primi anni Trenta, seguì la corrente del neoclassicismo ottocentesco monumentale per le possenti sculture e architettura, prima di abbracciare il razionalismo con la decorazione degli immancabili fasci littori; successivamente negli anni Trenta D'Antino abbracciò la nuova corrente.
Benché siano poco note le sue prime sculture degli anni '20, non pensate per monumenti sontuosi, è evidente la predilezione per Nicola D'Antino per le forme slanciate e comunque classicheggianti delle sue figure, che rimarranno sempre tali, anche durante il razionalismo. In epoca fascista D'Antino realizzò due statue del Foro Mussolini a Roma, così gli fu commissionato il Monumento ai caduti dell'Aquila (1928), che fu inaugurato nella villa comunale alla presenza di Vittorio Emanuele III. Il monumento si presenta nella sua sontuosità ancora imperniata del classicismo ottocentesco, anche se la resa della statua della Vittoria alata in bronzo appare molto slanciata ed elaborata, così come l'originale costruzione delle quattro aquile bronzee angolari, con le ali "a littorio". Dopo aver costruito la statua della "Montanina" per la piazza XVIII Ottobre all'Aquila (poi Piazza Nove Martiri), D'Antino nel 1934 realizzò la Fontana luminosa e le due fontane a capo piazza nel centro storico.
Le figure muliebri che reggono insieme una conca abruzzese rovesciata, che fa sgorgare l'acqua, rappresentano il capolavoro assoluto del D'Antino, che non riuscirà a raggiungere nemmeno nel 1935, quando lavorò alla costruzione delle figure matronali per il nuovo ponte del Littorio che si preparava a Pescara sopra il fiume, figure alternate alle colonne cilindriche con le aquile littorie. Le sculture furono trafugate dai tedeschi nel 1944.
D'Antino continuò a lavorare sino alla sua morte nel 1966, realizzando altre due sculture memorabili, prediligendo il monumentalismo classico ottocentesco: la statua di Raffaele Paolucci a Orsogna in piazza Mazzini, e la statua omaggio a Francesco Paolo Michetti (1958 circa) davanti al convento di Sant'Antonio a Francavilla al Mare.

### Pietro Cascella

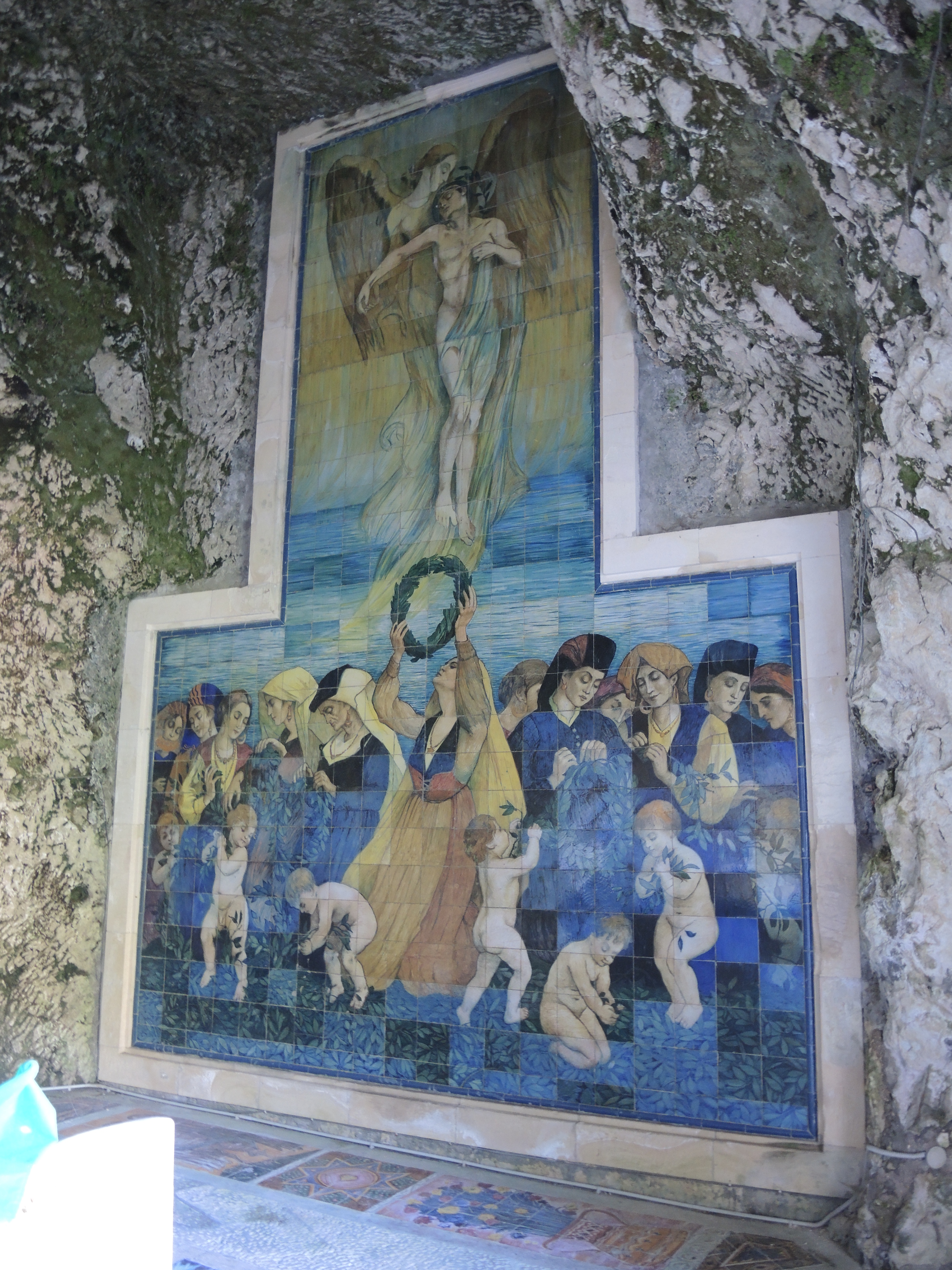
Pannello del sacrario dei caduti della Majella e di Andrea Bafile, Guardiagrele

Pietro Cascella, nato nel 1921, studiò all'Accademia di Belle Arti di Roma nel 1938, seguendo la formazione artistica del padre Tommaso. Dopo un primo periodo pittorico, si dedicò per sempre alla scultura in pietra e bronzo, dagli anni '50 fino alla morte. Nel 1957 partecipò al Concorso per il "Monumento di Auschwitz", con un progetto elaborato dal fratello Andrea Cascella e dall'architetto Julio Lafuente. Nel 1967 l'opera venne realizzata con un nuovo disegno ideato da lui e dall'architetto Simoncini. Nel 1994 realizzò il Monumento alla Via Emilia, esposto nel Piazzale Santa Croce a Firenze, e donato alla città.
Dopo un incontro con Sebastian Matta, la sua ricerca si volge verso la pietra e il marmo, materiali con cui realizzò la maggior parte delle sue opere. Nel 1971 Pietro Cascella partecipò al XXIII Salon de Jeun Sculpture di Parigi, tenendo una mostra a Bruxelles, partecipando poi al progetto di Erminio Cidonio per realizzare a Querceta un centro internazionale per la scultura moderna. Nel 1979 realizzò il Monumento alla Resistenza per Massa Carrara, l'anno seguente il Monumento a Tutti i Giorni per la piazza San Berardo a Pescina, nella Marsica abruzzese. Nel 1984 incomincia a lavorare al progetto del Campo del Sole insieme con Mauro Berrettini e Cordelia von den Steinen. Altra opera significativa per l'Abruzzo è La Nave del 1987 sul lungomare di Pescara. Il carattere monumentale fu la componente ufficiale della sua opera, così come il Monumento alla Minerva, la stele simbolo dell'Università degli Studi "Gabriele d'Annunzio" di Chieti-Pescara.
Tra le opere monumentali degli anni '80, Pietro realizzò "Cento Anni di Lavoro allo stabilimento Barilla" di Parma, il monumento ai Due Carabinieri caduti a Monteroni d'Arbia, progettò Piazza Milano Tre; negli anni '90 eseguì la Volta Celeste ad Arcore, insieme con altre sculture come fontane e colonne, il Teatro della Germinazione sul Monte Salviano di Avezzano, nel 1999 la fontana di Chiavari e la fontana di Baraclit nel casentino toscano.

### Andrea Cascella
Andrea Cascella seguì anch'egli le orme del nonno Basilio e del padre Tommaso, e dopo la seconda guerra mondiale si trasferì a Roma con Pietro, dedicandosi alla scultura in pietra applicata all'architettura. La scultura di Andrea si presenta con caratteristiche di organicità secondo canoni estetici armonici, le cui opere sono strettamente collegate ai nomi che l'artista dette, per spiegare le sue tematiche. L'estetica assunse spesso valori mitici e simbolici. Nel 1980 Andrea venne nominato direttore dell'Accademia di Brera, nel 1990 Accademico dei Lincei dell'Accademia "San Luca" di Roma.
In Abruzzo Andrea realizzò il monumento presso il Museo diocesano di Penne e a Pescara la più famosa serie di steli in bronzo che evocano lo stile di vita pastorale abruzzese, sul Ponte del Risorgimento ricostruito sul più antico Ponte Littorio, simbolo di collegamento e unione di Pescara vecchia con Pescara Castellammare, da Piazza Unione al Corso Vittorio Emanuele.

## Alcune sculture contemporanee in Abruzzo

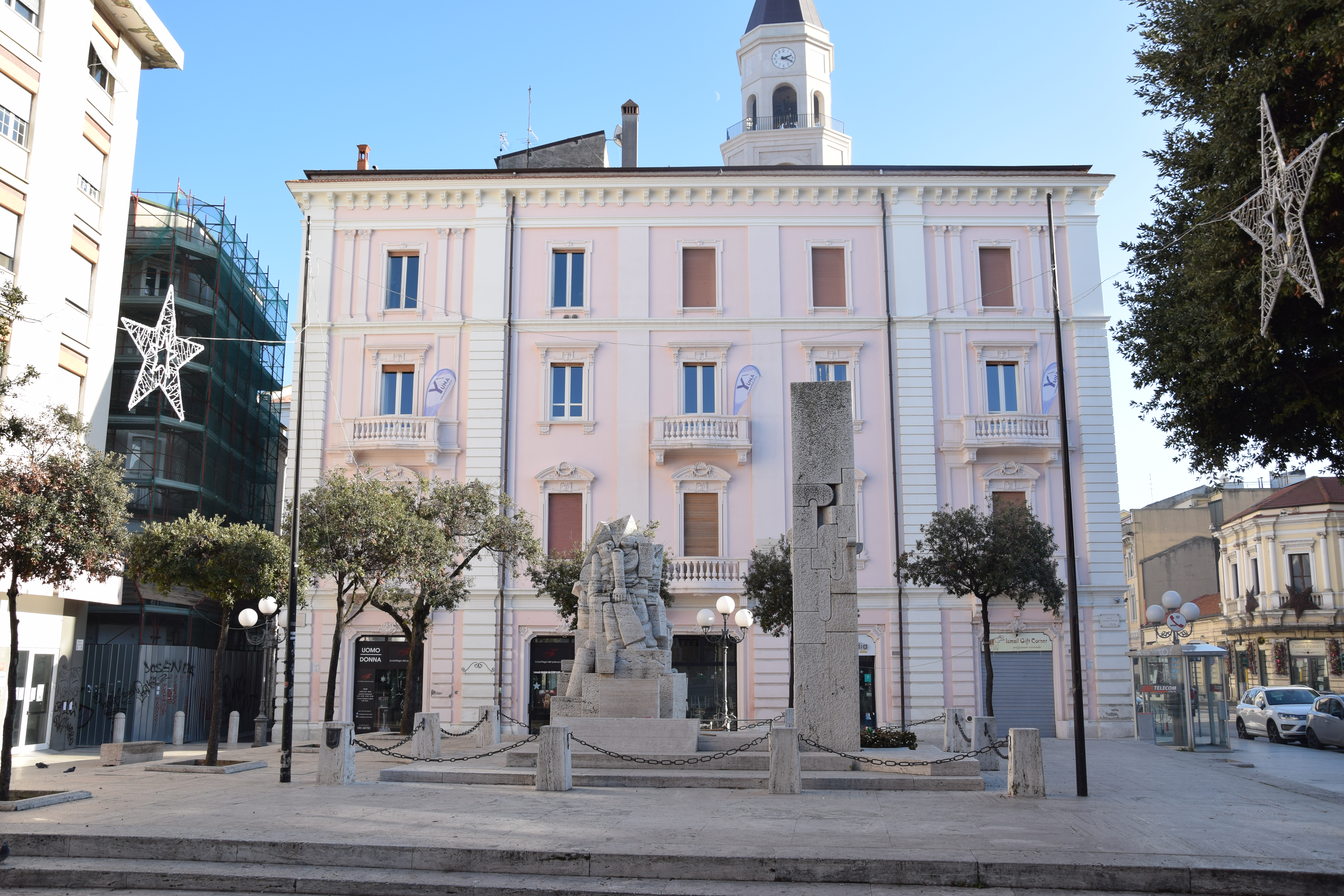
Pescara: piazza Garibaldi e Monumento ai caduti di Pietro Cascella

- Fontana Le Laudi (piazza Le Laudi): Pescara (1992 ca.)
- Fontana La Meridiana (lungomare Colombo) - Pescara (2004)
- Monumento ai Martiri della Libertà (anni '70) di Pietro Cascella, piazza Unione, Pescara
- Monumento ai caduti di Tutte le Guerre (Pescara), piazza Garibaldi, di Pietro Cascella, 1982
- Amphisculpture (2018) di Beverly Pepper, parco di Collemaggio, L'Aquila
- Monumento all'Aquila (2017), rotatoria di via Vicentini all'incrocio con via XX Settembre, L'Aquila, due colonne con i colori civici rosso-bianco
- Sculture di Venanzo Crocetti a Teramo: Monumento ai caduti civili (viale Mazzini), Monumento a San Michele (via San Marino, incrocio con Ponte San Francesco), Monumento ai caduti di Tutte le Guerre (rotatoria di Porta Romana), monumento a Garibaldi, piazza Madre Teresa di Calcutta, fuori Porta Madonna
- Monumento alla Brigata Maiella - Guardiagrele, villa comunale
- Monumento-sacrario ai Caduti della Brigata Miaella - Taranta Peligna (1976)
- Monumenti di Paolo Spoltore a Lanciano: Largo San Giovanni, piazzetta dell'Emigrante Frentano
- Monumento all'Emigrante - Casoli, piazza Santa Reparata
- Monumento obelisco ai caduti del Terremoto del 1915: Avezzano, Monte Salviano (2015)